# Thailand
Thailand (thai: ประเทศไทย), officielt Kongeriget Thailand (thai: ราชอาณาจักรไทย), tidligere kaldet Siam, er et kongerige i Sydøstasien. Det grænser til Myanmar (tidligere Burma), Laos, Cambodja og strækker sig også ned ad Malaccahalvøen til Malaysia. Medlem af ASEAN.
Thailand adskiller sig fra andre lande i Sydøstasien ved, at landet aldrig har været koloniseret. I nyere tid har nationen formået at balancere mellem to supermagter, Kina og USA, med langvarige nære forbindelser til begge.
Thailand er blevet et kendt turistmål – også for mange danskere – hvor turismen udgør op mod 20 procent af BNP med cirka 40 millioner turistankomster årligt, der var en fordobling i perioden 2011-2019. Thailand er klassificeret, som et land med øvre middelindkomstøkonomi, ifølge Verdensbanken (2021) og har overordnet gode makroøkonomiske balancer, herunder overskud på handelsbalancen og begrænset offentlig gældsætning. Thailand har en af Asiens største fiskeflåder og er den største eksportør af tunfisk på dåse, med en andel på 80 procent af verdensmarkedet. 10 procent af BNP udgøres af landbruget med blandt andet ris og sukker, for begge produkter er Thailand verdens næststørste eksportør. Industriproduktionen med blandt andet biler, tekstiler og elektronik, voksede fra syv procent af BNP i 1960'erne til i dag at udgøre omkring halvdelen af BNP.

## Historie
Thailand adskiller sig fra andre lande i Sydøstasien ved, at det aldrig har været koloniseret. Bortset fra korte perioder af underkastelse over for nabolandet Burma, og den japanske besættelse under 2. verdenskrig, har Thailand været selvstændigt siden 1200-tallet. Der er fundet spor af menneskelig bosættelse i Thailand, som er 40.000 år gamle. Omkring år 500 grundlagde mon-folket Dvaravati-riget i det nordlige Thailand.

### Sukothai-riget
Så vidt vides kom et folk, der kaldte sig taifolk til landet fra det, der i dag er det sydlige Kina. I 1238 grundlagde de det første thai-rige, Sukothai, ved de nordlige bredder af Chao Phraya-floden. Under kong Ramkamhaengs styre 1283-1317 blev riget befæstet, man indførte det thailandske skriftsprog, og theravadabuddhismen blev gjort til statsreligion. Sukothai-kongeriget eksisterede fra 1238 til 1438.

### Ayutthaya-riget
I midten af 1300-tallet opstod et andet rige med centrum længere sydpå i Ayutthaya. Det lykkes Ayutthaya-riget at underlægge sig khmererne i det nuværende Cambodja, og rigets grænser blev flyttet længere mod vest og sydpå ad Malaccahalvøen. Kontrollen med rigets randområder var dog ikke særlig effektiv. Under kong Trailok i 1400-tallet blev der indført et forvaltningssystem, sakdina, der var gældende helt frem til begyndelsen af 1900-tallet, og som man den dag i dag kan se spor af. Systemet indplacerede embedsmændene i et strengt hierarki efter, hvor meget jord de fik lov at disponere over. Jorden var imidlertid kongens ejendom, og på den måde sikrede han sine folks loyalitet. Ayutthaya-kongeriget eksisterede fra 1351 til 1767.

### Europæisk indflydelse
Ayutthayas beliggenhed – tilstrækkeligt langt nede ad floden Chao Phraya til, at byen kunne modtage oceangående skibe – var fordelagtig, både for kontrol med riget og for handel med omverdenen. Nogle forskere mener, at byen ved midten af 1600-tallet var verdens største. I 1500-tallet begyndte europæerne at vise interesse for Sydøstasiens rigdomme. Portugiserne var de første til at etablere et handelshus i Ayutthaya, og inden længe blev der indgået handelsaftaler med andre stormagter. Eftersom handel i større målestok ikke var en naturlig del af den lokale kultur, var de fleste købmænd kinesere – og sådan er det stadig i Thailand.
Ayutthaya-kongeriget blev snart klemt mellem de europæiske stormagter, der kæmpede om herredømmet i området, først og fremmest franskmænd, briter og hollændere. Kongerne søgte at tilgodese europæernes krav ud fra et ønske om at bevare landets selvstændighed. Der var diplomatiske forbindelser mellem Ayutthaya og det franske hof i Versailles, og kong Narai (konge fra 1656 til 1688) ansatte en græsk opdagelsesrejsende som minister. Men da de europæiske missionærer blev for ivrige i deres forsøg på at omvende Ayutthayas buddhister til kristendommen, blev franskmændene smidt ud fra byen. De næste cirka 150 år var portene lukket mod Vesten. Ayutthayas ressourcer svandt ind, og kongemagten blev svækket. Det lykkedes nabolandet Burma at erobre hovedstaden i 1767, og Ayutthaya blev jævnet med jorden.

### Bangkok og kongedynasti
Den burmesiske besættelse blev dog kortvarig. Thailænderne befriede sig, og den kinesiske adelsmand og militærleder Taksin grundlagde i 1768 et nyt kongerige i Thonburi, længere nede ad floden. I 1782 tog general Chao Phya Chakri magten og udråbtes til den første konge i det dynasti, Chakri-dynastiet, der endnu sidder på tronen. Kongen lod en ny hovedstad bygge på den modsatte flodbred ved den lille handelsplads Bangkok på østsiden af Chao Phrayas munding. Riget fik navnet Kongeriget Rattanakosin (thai: อาณาจักรรัตนโกสินทร์), mens det i udlandet var kendt som Siam.
Siam var rigets udenlandske navn fra 1782 til 1939, hvor det skiftede til Kongeriget Thailand, men for en kort periode fra 1946 til 1948 atter til Det Kongelige Kongerige Siam (Royal Kingdom of Siam, thai: พระราชอาณาจักรสยาม), for igen at skifte navn til Kongeriget Thailand. Folket havde imidlertid altid kaldt landet for Mueang Thai. Der er flere udlægninger af oprindelsen til navnet Siam. En udlægning er, at det kan stamme fra sanskrit-ordet Śyāma (der betyder "mørk" eller "brun"). En anden forklaring er, at navnet skyldes en misforståelse blandt portugisiske søfarere, der sidst i 1400-taller, under Ayutthaya-perioden, havde spurgt, hvorfra folket (eliteklassen) oprindeligt kom, og da de fik svaret Xian (i Kina), blev det opfattet og nedskrevet som Siam.
De første Chakri-konger havde held til at styrke Siam over for Burma og truslen om kolonisering fra de europæiske stormagter. Landets beliggenhed gjorde det efterhånden til en stødpude mellem briterne i vest og franskmændene i øst, og selvstændigheden blev opretholdt med diplomatisk snilde og afgivelse af visse landområder. Samtidig fik udlændinge større frihed i landet. Kongerne Mongkut (Rama IV) og Chulalongkorn (1868-1910, Rama V) viste interesse for teknik og vestlige ideer, og Chulalongkorn fik siden tilnavnet det moderne Thailands fader. Han afskaffede det gamle sakdina-system, moderniserede forvaltningen og indførte statslig skoleundervisning.
Velstanden i Siam steg i de første årtier af 1900-tallet som følge af øget produktion og eksport af ris steg. Bangkok udviklede sig til et vigtigt handelscentrum. Spændingerne steg mellem kongemagten og den efterhånden indflydelsesrige bureaukratiske elite, der i 1912 forsøgte et kup mod kongen. Tyve år senere gjorde et ublodigt kup en ende på enevælden.

### 1932-revolutionen og ophør af enevælde
Indenrigspolitisk har Thailand været præget af vedvarende konflikt og ustabilitet, siden Den Siamesiske Revolution i 1932, hvor det absolutte monarki blev erstattet med et konstitutionelt monarki.
Ved daggry den 24. juni 1932 samledes en gruppe af progressive militærofficerer og bureaukrater, der kaldte sig "Folkets parti" (en: Peoples Party, th:Khana Ratsadon), foran Dusit-paladset i Bangkok, med støtte fra militæret. Lederen var hærens øverstkommanderende, Phraya Phahon Phonphayuhasena, som havde uddannet sig til ingeniør i Danmark. Phahon stillede sig med front mod den kongelige tronsal og proklamerede, at kongens enevældige regering af landet var forbi. Kong Prajadhipok (Rama VII) var den pågældende dag ude for at spille golf i Hua Hin, hvor en række af kongelige sommerpaladser ligger. Kongen indvilgede senere samme dag i at opgive enevælden. Siam blev derved til konstitutionelt monarki, og dagen blev udnævnt som Nationaldag. Siden fik tilhængerne af kongedømmet, royalisterne, mere magt og ændrede datoen for landets nationaldag fra: Først fra 24. juni til 5. december, kong Bhumibol Adulyadejs fødselsdag, siden til 10. december, som siden hvert år er blevet fejret som Konstitutionsdag (Constitution Day), svarende til den danske Grundlovsdag.

### Militært styre 1932-1973
Kong Prajadhipoks abdicererede i 1935, da han ikke ville underskrive en ny forfatning, hvorefter den kun ni år gamle Ananda Mahidol anerkendtes som konge af Siam. De ansatte i statsforvaltningen var uddannet i Europa og udgjorde sammen med militæret efterhånden landets samfundselite. Marskal Phibun Songkhram, der var en stor beundrer af Hitler, tiltvang sig gradvis magten og blev diktator i december 1938 og lod samfundet indrette efter europæisk fascistisk forbillede. Det var Phibun, der i 1939 ændrede landets navn fra Siam til Thailand. Under 2. verdenskrig samarbejdede Thailand med Japan, og den japanske besættelse af landet blev derfor meget mild. Efterhånden som krigslykken vendte for japanerne, voksede utilfredsheden med styret i den thailandske befolkning, og Phibun blev afsat i 1944 af en USA-støttet modstandsbevægelse.
Efterkrigstiden var urolig. I 1946 blev den unge Bhumibol konge, efter storebroren, kong Anandas pludselige død. Formelt var demokratiet genindført, men de politiske partier var svage, og militæret erobrede atter magten ved et kup i 1947. Året efter var landets tidligere diktator Phibun – der med nød og næppe havde undgået at blive stillet for retten for krigsforbrydelser – tilbage som landets leder. Samtidig sørgede Koreakrigen for, at Thailands økonomi kom ind i en gunstig udvikling. USA indledte et omfattende militært og økonomisk bistandsprogram, da man i Washington betragtede de thailandske generaler som en bastion mod den kommunistiske trussel i Sydøstasien.
I 1957 forsøgte Phibun at styrke sin stilling ved at gennemføre et valg, hvor valgfusk dog var så åbenlys, at regeringens valgsejr også blev dens fald. General Sarit Thanarat overtog magten og indledte en ny diktaturperiode med vægt på traditionelle, nationale værdier. Den økonomiske udvikling fortsatte, Japan foretog store investeringer i landet, og den eskalerende krig i Vietnam gavnede Thailands udenrigshandel. USA fik lov at etablere militærbaser i landet og udbyggede ved den lejlighed vejnettet og anden infrastruktur i den forsømte østlige del af Thailand.
Efter Sarits død i 1963 tog nye generaler over. Trods kommunismens fremgang i nabolandene fik en venstreorienteret oprørshær aldrig rigtig fodfæste hos det thailandske folk. I 1970'erne kom det dog til studenterprotester i Bangkok. USA's beslutning om at trække sig ud af Vietnam, og de forsigtige tilnærmelser mellem USA og Kina, skabte usikkerhed i Thailand. Den økonomiske fremgang stilnede af, og det blev hårde tider for mange. En skandale med krybskytteri – Thungyai poaching scandal – var en 
medvirkende årsag til militærstyrets fald. Der blev flere og flere protester, og de førte i 1973 til militærdiktaturets sammenbrud.

### Demokrati og militærstyre 1974-1992
De følgende tre år var urolige. Politiske partier blev dannet og opløst i hastig rækkefølge, og foruden studenterne begyndte også bønder, arbejdere og munke at organisere sig. Regeringen gjorde meget lidt for at imødekomme kravene om reformer. Mens den civile regering således virkede ude af stand til at redde situationen, voksede den militært ledede bevægelse Nawaphon frem med slagordene "nationen, religionen, kongen". I efteråret 1976 blev en ny militærregering indsat, og lederne slog hårdt ned på venstreaktivisterne.
General Prem Tinsulanonda blev landets leder i 1980 og genoprettede det tidligere nære forhold til USA. Styret indførte en ny regeringsform, hvor magten var delt mellem regering og militær med kongen som mellemled. Samtidig opblødte regimet sin holdning over for anderledes tænkende og gav amnesti til enkelte politiske fanger. Fund af olie- og gas i Siambugten gav en vis optimisme efter en række økonomisk hårde år. Thailand oplevede igen økonomisk vækst som i 1960'erne, og den efterfølgende modernisering forandrede de sociale strukturer. Prems regime adskilte sig fra Sarits ved, at det savnede en tydelig ideologi. Hovedmålet var at sikre stabilitet.
Ved parlamentsvalget i 1988 gik landets ældste parti, Det Demokratiske Parti, stærkt tilbage. Til gengæld gik det højreorienterede Thainationen frem, og dets leder, Chatichai Choonhavan, blev premierminister. For første gang siden 1976 fik Thailand dermed en folkevalgt regeringsleder. Chatichai indledte en række reformer til gavn for især det private erhvervsliv. Thailand begyndte at investere i sine fattige nabolande. Men bekymringen for den frie markedsøkonomis negative effekter – inflation, korruption, trafik- og miljøproblemer – voksede. Regeringen overlevede indtil flere mistillidsafstemninger, og også højtstående militærfolk udtrykte deres misfornøjelse. For at dæmpe deres utilfredshed tillod Chatichai, at militære nøgleposter blev besat af folk fra den såkaldte "klasse 5". Det var en gruppe af indflydelsesrige mænd, som havde taget eksamen fra militærakademiet på samme tid i 1950'erne. Det banede vejen for et nyt, ublodigt kup i februar 1991.

### Black May, 1992
Med en nyskrevet forfatning afholdtes der parlamentsvalg i marts 1992. Valget resulterede i en svag koalitionsregering med fem partier, og da ingen af dem kunne præsentere en troværdig leder, blev posten som regeringsleder indtaget af en af kupmagerne, Suchinda Kraprayoon. Denne gang reagerede offentligheden stærkt med store demonstrationer i Bangkoks gader. Demonstranterne krævede, at regeringslederen blev et af de folkevalgte parlamentsmedlemmer. Protesterne fortsatte hele foråret. Den 17. maj besluttede Suchinda at stoppe oprøret med vold. "Black May", som oprøret blev kaldt, forsatte til den 20. maj. Overgreb fra militæret førte til 52 dødsfald, hvorefter kong Bhumibol Adulyadej greb ind, og Suchinda måtte gå af. Den indsatte overgangsregering og militærets øverstbefalende lovede, at militæret ikke ville gribe ind.

### Demokrati 1992-2001
Ved valget i efteråret 1992 fik det gamle Demokratiske Parti flest pladser i parlamentet. Men lige så mange stemte på Thainationen, og det nye parti National Udvikling, dannet af Chatichai kort efter urolighederne i maj. Det Demokratiske Partis leder, Chuan Leekpai, blev ny premierminister. I januar 1995 lykkes det Chuan at samle flertal for en række tillæg til forfatningen. Reformerne sigtede mod at begrænse korruptionen i det politiske liv. Eksempelvis med regler om, at ministre ikke længere måtte nyde frynsegoder hos myndighederne eller i statslige virksomheder. Samtidig nedsatte man den stemmeberettigede alder fra 20 til 18 år. Men i forbindelse med et forslag til en jordreform blev regeringen i foråret 1995 anklaget for korruption, og parlamentet blev opløst. Valget tre måneder senere blev vundet stort af partiet Thainationen. Partiets leder, Banharn Silapa-archa, blev premierminister i spidsen for en skrøbelig koalition af syv partier. General Chaovalit Yongchaiyudhs, der havde fået posten som forsvarsminister, kom til at fremstå som premierministerens rival og formodentlige arvtager. Regeringen fremstod stadig mere korrupt og forsøgte at vinde popularitet ved at gennemføre nogle af de tidligere lovede reformer. Det meste af lovgivningsarbejdet kørte dog fast på grund af interne uenigheder. I efteråret 1996 trak Banharn sig og udskrev nyvalg.
Umiddelbart før den asiatiske finansielle krise ramte i 1997, var Thailands udenlandsgæld større end 100 mia. USD (cirka 600 mia. DKK). Med et BNP omkring 180 mia. USD (cirka 1.080 mia. DKK), udgjorde udlandsgælden 55 %. I december 1996 var valutareserverne på 37 mia. USD (cirka 220 mia. DKK). Fra 1990 til 1996 havde landet oplevet en imponerende vækstperiode, hvor udenlandske kapital strømmede ind grundet lav inflation, høje renter og betalingsbalanceoverskud. Bankernes udlån var massive og tilgodehavenderne store. I 1996 kom den thailandske valuta under stigende pres som følge af kapitalflugt udløst af, at et fald i verdens efterspørgsel på halvledere, der var en stor eksportartikel for Thailand. Samtidig manifesterede Kina sig som et konkurrencedygtigt land for udenlandske investeringer. Først blev thailandske baht lænket til USD, men centralbanken var tvunget til at lade kursen flyde, da valutareserverne løb ud, hvorefter kursen faldt mere end 50 %. For at stoppe krisen måtte Thailand søge hjælp fra IMF (Den Internationale Valutafond).

### Thaksin Shinawatra-perioden 2001-2006
Trods Thaksin Shinawatra havde været indblandet i flere kontroversielle affærer, vandt han valget i 2001 og blev den første valgte premierminister, der sad hele perioden ud. I januar 2005 opnåede han genvalg med en såkaldt jordskredssejr. Der var imidlertid store strukturelle komplikationer i opbakningen til både ham, og hans parti Thai Rak Thai. Mens opbakningen fra landdistrikterne var massiv, var det samme absolut ikke tilfældet i de sydlige provinser og byområderne, i særdeleshed hovedstadsregionen. Gennem en periode blev det nærmest en fast norm med ugentlige demonstrationer. En hemmelig plan om at afsætte Thaksin ved et statskup tog sin begyndelse i februar 2006, samtidig med at Thaksin opløste parlamentet og udskrev parlamentsvalg til 2. april 2006. Oppositionen boykottede valget med en så massiv opbakning, at der adskillige steder blev afleveret flere blanke stemmesedler end udfyldte. Forfatningskommissionen erklærede valget for ugyldigt, hvorefter der opstod en dyb konflikt mellem forfatningskommissionen og valgkommissionen. Der blev udskrevet et nyvalg til 19. oktober 2006, som oppositionen tilkendegav at ville deltage i.

### Militærkuppet i 2006
Den 19. september 2006 blev premierminister Thaksin Shinawatra afsat ved et militærkup, det første i 15 år. Thaksin var under kuppet på vej til New York for at holde tale i FN. Militæret aflyste det kommende valg, suspenderede forfatningen, opløste parlamentet, forbød protester og al politisk aktivitet. Aviser og andre medier blev undertrykt og udsat for censur. Medlemmer af kabinettet blev arresteret. Thaksin vendte ikke tilbage til Thailand før februar 2008, hvor han blev anklaget for korruption. Han erklærede sig ikke skyldig og blev løsladt mod kaution. I august besøgte han Kina i forbindelse med Olympiade-åbningen og søgte i den forbindelse politisk asyl hos Storbritannien med påstand om, at retssagen mod ham var politisk. I oktober blev han dømt in absentia og anmodet udleveret fra Storbritannien. Thaksin har siden levet i selvvalgt eksil, primært i Dubai og Hong Kong.
Efter kuppet opretholdt militæret styringen af landet i en periode, hvorunder politikere fra forhenværende premierminister Thaksins parti, Thai Rak Thai, var bandlyst fra politisk aktivitet i en årrække, og partiet blev opløst. I kølvandet af militærkuppet opstod bevægelsen National United Front of Democracy Against Dictatorship (UDD), senere kendt som Rødtrøjerne. De støttede den afsatte premierminister Thaksin Shinawatra og protesterede mod kupmagerne med krav om demokratisk valg. Bevægelsen opløstes efter det demokratiske valg i december 2007, hvorefter People's Power Party (PPP), leddet af Samak Sundaravej, dannede regering sammen med fem mindre partier.

### 2008-2011, demokratisk periode med politiske konflikter
De følgende år var præget af politisk uro og optøjer, især i hovedstaden Bangkok, mellem to grupperinger: Rødtrøjerne, der støttede PPP og var tilhængere af tidligere premierminister Thaksin, og gultrøjerne, der støttede oppositionen, Det Demokratiske Parti.
I september 2008 erklærede forfatningsdomstolen premierminister Samak Sundaravej skyldig i interessekonflikt som følge af hans værtsrolle i et madlavningsprogram på tv. Afgørelsen, der endte med, at Sundaravej måtte træde tilbage, var kulminationen på en række skandaler og et 'overlevet' mistillidsvotum i parlamentet. Premierministerposten overtog partifællen Somchai Wongsawat. Han blev dog allerede en måneds tid senere, i oktober 2008, hindret adgang til sit kontor af massive demonstrationer fra en gruppe gultrøjer, der kaldte sig People's Alliance for Democracy. I november bredte gultrøje-demonstrationerne sig. Den nyåbnede Suvarnabhumi lufthavn var blokeret en kort periode. Den 2. december afgav Højesteret en kontroversiel dom om, at PPP var fundet skyldig i valgsvindel, og at partiet skulle opløses. Umiddelbart efter lykkedes det for Det Demokratiske Parti at danne en ny regering med Abhisit Vejjajiva som premierminister.
To grupper demonstrerede de følgende år, henholdsvis rødtrøjer, der var Sinawatra-tilhængere, og gultrøjer, som støttede Demokraterne. Det asiatiske topmøde Fourth East Asia Summit måtte aflyses, som følge af aggressive rødtrøje-demonstranter, der stormede og blokerede kongrescentret Royal Cliff Hotel i badebyen Pattaya. Perioden marts-maj 2010 var præget af nye voldelige optøjer. Sammenstød med militære fraktioner resulterede i 87 døde og flere end 1.300 tilskadekomne. Da rødtrøje-demonstranterne i ugevis holdt Bangkoks forretningskvarter besat, indførte regeringen undtagelsestilstand. Urolighederne spredtes til provinsbyerne Chiang Mai og Surat Thani. Efter adskillige voldelige sammenstød overgav UDD sig.

### Yinluck Shinawatra 2011-2014 og ris-støtteordning
Ved parlamentsvalget i juli 2011 vandt det nydannede oppositionsparti Pheu Thai en såkaldt 'jordskredssejr'. Partiet var ledet af den politisk uerfarne Yingluck Shinawatra, yngste søster til tidligere afsatte premierminister Thaksin Shinawatra, som blev beskyldt for fra sit eksil, at være den egentlige leder af en marionetregering.
Det vigtigste valgløfte i 2011 fra Yingluck Shinawatra var et såkaldt Rice Pledge Scheme (garanteret rispris): Bønderne fik lovning fra regeringen om opkøb af deres rishøst til en høj pris. Da omkring 40 % af Thailands arbejdsstyrke var beskæftiget i landbrug, og hovedparten med risdyrkning, sikrede dette løfte Yingluck Sinawatras valgsejr. Ris blev opkøbt til overpris og lagt på lager, for at presse verdensmarkedsprisen op. Selv om Thailand på daværende tidspunkt kontrollerede 30 % af verdensmarkedet for ris, blev ordningen fra begyndelsen af kritikere anset for urealistisk. Planen gav da også bagslag, da andre lande straks fyldte det thailandske ris-tomrum fra slutningen af 2011 og frem til 2013. I januar 2014 begyndte den Nationale Anti-korruptions Kommission (NACC) at undersøge Yingluck Shinawatras rolle i ordningen. Hun blev i maj tvunget til at træde tilbage som premierminister, efter at Thailands forfatningsdomstol havde fundet hende skyldig i magtmisbrug. Nogle måneder senere fjernede militæret ved et statskup, hvad der var tilbage af hendes regering. I januar 2015 blev Shinawatra anklaget for korruption, som følge af hendes rolle i ris-støtteordningen. Dagen før domsafsigelsen i august 2017, flygtede hun fra Thailand og fortsatte til London, hvor hun søgte asyl i Storbritannien. I september afsagde Thailands Højesteret dom in absentia over Yingluck Shinawatra, hun blev idømt fem års fængsel for at undlade at stoppe ris-støtteordningen.
Udgifterne til ris-støtteordningen var dog ikke hovedårsagen til, at Yingluck Shinawatras regering i sidste ende faldt. De politiske spændinger i Thailand begyndte næsten et årti tidligere, da Thaksin Shinawatra, Yinglucks ældre bror og tidligere premierminister, selv blev fjernet ved et militærkup i 2006.

### Militærkuppet i 2014
Thailands militærkup i 2014 var et ublodigt statskup under ledelse af general Prayut Chan-o-cha den 22. maj, 2014. Det skete efter den politiske bevægelse Gultrøjer gennem syv måneder havde demonstreret i Bangkok mod den siddende demokratisk valgte regering under ledelse af Yingluck Shinawatra. Selv om militæret havde lovet et hurtigt nyvalg til parlamentet efter kuppet, udnævnte Prayut Chan-o-cha sig selv som premierminister tre måneder senere, den 21. august, og beholdt posten i næsten fem år. I 2016 døde den populære kong Bhumibol Adulyadej og hans søn, den mindre populære kronprins Vajiralongkorn overtog tronen. Chan-o-cha forklarede, at et af militærkuppets formål var, at sikre et roligt tronskifte. Efter ændring af forfatningen (grundloven) i 2017, blev der endeligt udskrevet valg til afholdelse den 24. marts 2019, dog ville det endelige valgresultat ikke blive offentliggjort før efter kong Vajiralongkorns kroning den 4. maj. Chan-o-cha var under militærregeringen fratrådt som general, og stillede op som premierministerkandidat for et nystiftet politisk parti. Det nye demokratisk valgte parlament mødtes første gang den 24. maj, fem år efter statskuppet, Chan-o-cha blev derved den kupmager, der har beholdt magten i længst tid i nyere thailandsk historie. Den 5. juni blev Chan-o-cha valgt som Thailands 29. premierminister med kombineret stemmeflertal fra folkevalgte parlamentsmedlemmer og af militæret udpegede senatorer.

### Delvis demokratisk regering 2019-

#### Det ny parlament samles og et oppositionsparti parti opløses
Parlamentsvalget i Thailand 2019 blev afholdt den 24. marts. På valg var hele Repræsentanternes Hus, det thailandske parlaments underhus med 500 folkevalgte pladser.
Efter parlamentsvalget i blev militærjuntaen fra 2014 statskuppet udskiftet med et delvist demokratisk valgt parlament, hvor senatet, der med 250 pladser udgør en tredjedel af parlamentets i alt 750 sæder, var udpeget af militæret, og en regering bestående af hærens allierede. Den forhenværende juntaleder, Prayut Chan-o-cha blev udpeget som premierminister.
Oppositionen bestod primært af partiet Future Forward under ledelse af milliardæren Thanathorn Juangroongruangkit. Det lykkedes regeringen både af få partilederen ekskluderet som parlamentsmedlem og opløsning af partiet med argumentation om, ved at dets logo af en trekant stående på spidsen, var sammenlignelig med logoet for Illuminati-ordenen, et hemmeligt selskab bestående af en lille politisk magtfuld elitegruppe, som konspirations teoretikere mener søger at opnå verdensherredømme. De tilbageværende 54 parlamentsmedlemmer fra Future Forward-partier stiftede to uger senere Move Forward Party med Pita Limjaroenrat som leder.
Thailand har tidligere opløst politiske partier og bandlyst politikere for en periode. Det skete første gang efter militærkuppet i 2006, hvor Thaksin Shinawatra blev afsat og partiet Thai Rak Thai blev opløst i 2007. I 2008 blev det pro-Thaisin parti People’s Power Party, og to af dets støttepartier, opløst, hvilket medførte massedemonstrationer i 2010, hvor 90 mennesker blev dræbt. Og forud for 2019-valget blev et andet pro-Thaisin parti, Thai Raksa Chart, opløst.

#### Coronaviruspandemi
Den 26 marts 2020 indføres undtagelsestilstand på grund af Coronaviruspandemien og grænserne blev lukket. Omfattende nedlukninger medførte kun relativt få registrerede sygdomstilfalde og dødsfald med COVID-19 lå på omkring et pr. million indbyggere. Thailand blev fremhævet af WHO for en effektiv indsats.

#### Demonstrationer i 2020
I juli måned forlangte studenterdemonstrationer et mere demokratisk styre end det militærdominerede parlament indført ved valget i 2019, som overgang til civilt styre og afløsning militærdiktaturet siden statskuppet i 2014. Desuden rejstes der kritik af kong Vajiralongkorn, som hovedsageligt opholdt sig Tyskland, med krav om, at kongen skal have mindre politisk indflydelse. At stille krav til kongehuset er uden tidligere sidestykke og med risiko for op til 15 års fængsel, i henhold til nationens strenge lèse-majesté-lov (majestætsfornærmelse). Protesterne eskalerede hen over sommeren og kulminerede med en massedemonstration i Bangkok den 19. og 20. september, hvor thailændere synkront demonstrerede i 19 byer over hele verden, blandt også andet i København.
Resultatet af protesterne medførte tilsyneladende et stigende skel mellem befolkningen og de unge aktivister, der foreløbigt satte demonstrationerne i bero, men ikke viste tegn på at stoppe.

#### 2023 parlamentsvalg
Ved Parlamentsvalget den 14. maj 2023 vandt det forholdsvis nystiftede Move Forward Party – en videreføring af det opløste Future Forward Party – overraskende. Ifølge analytikere chokerede valgsejren den thailandske elite, der har brug for politikere til at hjælpe dem med, at bevare deres indflydelse. Eliten stoler ikke på Pheu Thai – partiet, som under de facto ledelse af Thaksin Shinawatra forventedes at vinde valget – men de stoler endnu mindre på Move Forward. Dette skyldes, at Move Forward har en klar holdning om, at lave strukturelle ændringer. Det lykkedes imidlertid ikke for Move Forward at få valgt deres premierministerkandidat, da de af militæret udpegede senatorer – hvorfra en del stemmer var nødvendige – og den konservative opposition ikke ville stemme for ham. Herefter fik Pheu Thai mulighed for at danne regering med Srettha Thavisin som premierminister.

## Historisk tidslinje
Udvalgte begivenheder
- 1238-1438 Sukothai, det første kongerige
- 1351-1767 Ayutthaya-kongeriget, fra 1500-tallet kaldt Siam i udlandet
- 1400-tallet Sakdina (Landlord) systemet indføres i Ayutthaya-riget
- 1669 Pave Clemens IX grundlægger Mission de Siam
- 1767 Burma erobrer og ødelægger Ayutthaya
- 1768-1782 Kongeriget Thonburi på modsatte flodbred af handelsstationen Bangkok
- 1782 Det nuværende Chakri-dynasti tager magten, skifter navnet til Kongeriget Rattanakosin (kendt som Siam) og Krung Thep Maha Nakhon (Bangkok) bliver hovedstad
- 1868-1910 kong Chulalongkorn, Rama V's regeringstid
- 1917 Siam erklærer krig mod Tyskland og Østrig-Ungarn (WWI), det nuværende nationalflag indføres
- 1932 Den Siamesiske Revolution hvor Enevældet fredeligt afskaffes
- 1935 Kun ni år gamle Ananda Mahidol anerkendes som konge af Siam efter kong Prajadhipoks abdikation
- 1939 Siam skifter navn til Thailand
- 1941 8. december, Japan besætter Thailand, der efterfølgende erklærer krig med de allierede styrker (WWII)
- 1946 Bhumibol bliver konge, efter storebroderen, kong Anandas pludselige død
- 1946-1948 Thailand skifter i en periode navn til Det Kongelige Kongerige Siam
- 1948 Militærdiktatoren Phibun tager magten for anden gang og ændrer nationens navn tilbage til Thailand
- 1973-76 Stormfuld demokratisk periode
- 1976 Massakre den 6. oktober i Thammasat University og på Sanam Luang-pladsen
- 1980 General Prem Tinsulanonda bliver leder
- 1988 Demokratiet genindføres
- 1991 Nyt militærkup
- 1992 Atter demokrati efter blodige uroligheder, der kulminerede i Black May-oprøret
- 1997 Akut økonomisk krise – ny, demokratisk forfatning vedtages
- 2001 Thaksin Shinawatra vælges med et overvældende flertal
- 2006 Endnu et militærkup, Thaksin Shinawatra afsættes
- 2008-11 Demokratisk valgte regeringer, mange politiske uroligheder, Thaksin Shinawatra flygter i eksil
- 2011 Yingluck Shinawatra vælges som første kvindelige premierminister
- 2014 Nyt militærkup, Yingluck Shinawatra afsættes, general Prayut Chan-o-cha tager magten
- 2015 Bombeattentat i Bangkok den 17. august
- 2016 Kong Bhumibol dør efter 70 år på tronen, tronskifte til kong Vajiralongkorn
- 2017 Ny forfatning, Yingluck Shinawatra flygter i eksil
- 2019 Parlamentsvalg, Prayut Chan-o-cha bliver premierminister. Kroning af kong Vajiralongkorn
- 2020 Undtagelsestilstand grundet coronaviruspandemi, omfattende demonstrationer mod regering og konge.
En soldat skød og dræbte 29 personer og sårede 58 andre i et masseskyderi i Nakhon Ratchasima
- 2021 1. november genåbnes for turisme, men med visse restriktioner
- 2022 Thailand genåbnes fuld ud for turisme, Bangkok skifter officielt navn til Krung Thep Maha Nakhon (Bangkok). En tidligere politiofficer skyder mindst 37 personer, heraf 22 børn, og sårer 12 i en massakre i provinsen Nong Bua Lamphu. Ny valglov vedtages
. Prinsesse Bajrakitiyabha, den mulige tronfølger, bliver ramt af hjertestop
- 2023 Parlamentsvalg. Thaksin Shinawatra vender hjem fra eksil. Srettha Thavisin valgt som premierminister. En 14-årig dreng foretager et masseskyderi i Siam Paragon i Bangkok. 28 thailændere dør i Israel-Hamaskrigen 2023.

## Politik og statsapparat
Thailand har siden 1932 (og indtil 2023) afholdt 27 demokratiske valg, 20 gange fået en ny forfatning (grundlov) og haft 20 statskup.

### Forfatning og forvaltning
Forfatningen af 1978 blev ophævet ved militærkuppet i 1991, men genindført året efter. Siden er der blevet gennemført flere ændringer fra 1995 og frem, senest ved en folkeafstemning i 2016 under en militærregering.
Ifølge forfatningen er kongen landets statsoverhoved og formelt øverstbefalende for de væbnede styrker. Kongen har ingen egentlige magtbeføjelser, men nyder stor respekt blandt magthaverne, og har indflydelse. Til hjælp i sit daglige arbejde har kongen en gruppe bestående af højst 15 rådgivere, som han selv udpeger.
Valgretsalderen er 18 år. Stemmeafgivning er obligatorisk og er et af de ansvarsområder, der er beskrevet i forfatningen, som en borger skal udøve. Den lovgivende magt ligger hos parlamentet, der har to kamre – Repræsentanternes Hus og Senatet. Parlamentet med 750 pladser udpeger en premierminister, der skal danne regering. I Repræsentanternes Hus med 500 medlemmer, vælges de 400 ved kredsmandater og de resterende 100 som listemandater, ved brug af to stemmesedler. Senatets medlemmer valgtes tidligere i direkte valg, men siden forfatningsændringen i 2016, er senatorerne udpeget for en femårig periode af militæret, primært NCPO, der er en forkortelse for militærets Nationale Komite for Fred og Orden. Hvis senatorerne har enstemmighed for en premierministerkandidat behøver denne kandidat således kun 126 stemmer fra Repræsentanternes Hus, svarende til 25,2 procent af de folkevalgte parlamentarikere, for at opnå flertal.

### Indenrigspolitik
Siden Thailand i 1932 overgik fra 700 års enevælde til konstitutionelt monarki, har landet oplevet 17 militærkup. Men de fleste af kuppene har været ublodige, og målet har ofte været en omfordeling af magten og ikke en drastisk ændring i landets politik. Militæret har dog altid haft en stor indflydelse på beslutningerne, selv i demokratiske perioder.
De politiske partier har ofte været opbygget omkring en leder med stærk personlig udstråling snarere end på politiske programmer. I senere tid var der faktisk kun to partier i parlamentet, der kunne siges at have et egentligt program: det liberalkonservative Demokratisk Parti (Pak Prachatipat), der lededes af fhv. premierminister Chuan Leekpai, og det reformvenlige Sociale Handlingsparti (Pak Kit Sangkhom). Efter urolighederne i 1992 dannede Chatichai Choonhavan partiet National Udvikling (Chart Pattana), mens det højreorienterede Thainationen (Chart Thai) var erhvervsledernes parti.
Monarkiet er en stabiliserende faktor i landets indenrigspolitik. Kongen har stor uformel indflydelse, fordi Thailands monark altid er blevet tillagt en mere eller mindre guddommelig rolle. Kong Bhumibol har flere gange taget afgørende skridt til løsning af konflikter.
Under 1980'erne og 1990'ernes økonomiske vækst er en politisk bevidst middelklasse vokset frem, særligt i Bangkok, hvor væksten også mærkes tydeligst. Sammen med de intellektuelle og studerende er denne middelklasse den stærkeste drivkraft for en demokratisering af landet.
Thailand har ikke tilsluttet sig Flygtningekonventionen fra 1951, og Thailands indvandringslov skelner ikke mellem flygtninge, asylansøgere og ulovlige indvandrere.
I 1997 og 1998 kredsede indenrigspolitikken om følgerne af den alvorlige økonomiske krise, der ramte Sydøstasien i sommeren 1997. Forud for krisen var gået en voldsom valgkamp op til parlamentsvalget i november 1996, hvor Partiet for Ny Stræben sikrede sig 125 pladser i parlamentet – hovedsageligt ved at købe sig til stemmer hos de fattige i nordøst. Det Demokratiske Parti fik 123 mandater, de fleste vundet i hovedstaden. Som ventet blev Chaovalit regeringsleder for en ny koalition, denne gang med seks partier. For at puste nyt liv i landets økonomi blev den respekterede teknokrat Amnuay Viravan udnævnt til finansminister. Men det lykkes ham ikke at overbevise regeringspartierne om, at det var nødvendigt at gennemføre reformer og stramninger. Derfor var landet totalt uforberedt, da krisen ramte.
Allerede i løbet af foråret havde der været folkelige protester mod de stadigt ringere forhold for landets fattige. Regeringen svarede igen ved at censurere den del af pressen, der udtalte sig kritisk om dens politik.
Samtidigt foregik der en anden vigtig politisk proces, nemlig forsøget på at få samlet flertal til endnu en forfatningsreform, som endelig skulle give Thailand et demokratisk lovgrundlag. Den blev vedtaget med stort flertal i september 1997.
Chaovalit havde selv været meget kritisk over for den nye reform, og eftersom regeringens håndtering af den økonomiske krise blev voldsomt kritiseret, valgte han at gå af som premierminister i november 1997. Der var ingen af koalitionspartnerne, der var parate til at overtage regeringsansvaret, og det blev i stedet endnu engang Det Demokratiske Partis leder, Chuan Leekpai, der blev premierminister i en nydannet koalitionsregering.
Trods al den elendighed, den økonomiske krise har ført med sig, gav den også indirekte grund til optimisme på demokratiets vegne: Selvom det var en oplagt situation at udnytte til et militærkup, har generalerne ikke spillet med musklerne under krisen. Hæren synes at have accepteret en mindre rolle i landets politiske liv.
Valget i januar 2001 gav overvældende sejr til oppositionspartiet Thai Rak Thai (TRT) og førte til dannelse af en ny flertalskoalitionsregering med TRT's leder og grundlægger, telekommunikationsmilliardæren Thaksin Shinawatra, som ny premierminister. Regeringen fokuserede særligt på den økonomiske politik, og på at indfri de populære løfter, som i sin tid bragte den til magten. Ydermere styrkede TRT sin stilling ved at fusionere med flere småpartier og derved opnået absolut majoritet i Repræsentanternes Hus. Premierminister Thaksin nød betydelig folkelig popularitet, men regeringen blev udsat for stigende kritik for manglende gennemsigtighed, ligesom forholdet mellem regeringen og de uafhængige medier, samt visse NGO'er, prægedes af udtalt gensidig mistillid.
Fraset, at man fra thailandsk side i 2000 genoptog anvendelse af dødsstraf, samt at der i forbindelse med politiets forsøg på at begrænse det meget betydelige narkotikaproblem fremkom anklager om overdreven voldsanvendelse under premierminister Thaksin Shinawatras narkotika-kampagne, er menneskerettighedssituationen, set i et regionalt perspektiv, fortsat relativ god.
Thailand har været i en tilstand af de facto-moratorium (midlertidigt standset) med eksekvering af dødsdomme siden 2012. Amnesty International bemærkede i sin rapport, at der i 2016 var en stigning i antallet af dødsdømte fanger til 216.

#### Menneskerettigheder
Menneskerettighederne nyder ikke stor respekt i Thailand. Der har forekommer summariske henrettelser, og mistænkte er blevet ofte udsat for vold, mens de har været i politiets varetægt. En ny forfatning, der trådte i kraft i 1998, gav bedre retsbeskyttelse end tidligere, men den dårlige behandling af flygtningene i landet blev der ikke gjort noget ved. I løbet af 1997 steg antallet af mennesker, der søgte til Thailand fra Burma og Cambodja til hidtil usete højder, og de, der ikke blev stoppet ved grænsen, blev interneret i flygtningelejre under dårlige forhold: I alt findes der over 100.000 burmesiske flygtninge i Thailand. Cirka halvdelen af de mennesker, der tilhører forskellige bjergfolk i Thailand er ikke registreret som borgere i landet, og kan derfor ikke stemme eller købe jord, lige som de har vanskeligt ved at få sociale ydelser af forskellig slags.
Der er oprettet en særlig kommission for menneskerettigheder.

### Sydlige muslimske provinser
I de fire sydlige provinser Songkhla, Pattani, Yala og Narathiwat, er muslimer den religiøse majoritet, hvilket har medført årelange konflikter mellem styret i Bangkok og lokale, ofte voldelige oprørsgrupper, der ønsker mere selvstyre eller hel uafhængighed fra Thai-nationen. Provinserne blev annekteret fra islamiske Malaysia omkring år 1900. Der er udstationeret et stort antal regeringstropper for at etablere ro i området, men alligevel er voldsepisoderne overvældende. Der er ofte tale om bomber, både vejsidebomber og skjulte, fjernstyrede bomber aktiveret med for eksempel en mobiltelefon. Dette har medført, at alle thailandske simkort registreres, og turister skal identificere sig med pas, for at kunne erhverve et thailandsk simkort. De fleste lander fraråder deres borgere at rejse til de sydlige thai-provinser.
Modstanden mod det buddhistiske styre fra Bangkok har eksisteret i årtier, men aftog en periode i 1990'erne, inden den igen blussede voldsomt op i 2004. Især Narathiwat, Pattani og Yala har været plaget af den længerevarende opstand af etnisk malaj-muslimer, der kæmper for autonomi, hvilket har medført at flere end 7.000 mennesker er blevet dræbt i hundredvis af angreb siden 2004 og frem til 2018. Analytikere, der overvåger konflikten, siger, at volden fra oprørsgrupperne faldt til et historisk lavpunkt i 2017, på trods af forhandlingerne om at opnå få fred ikke viste nogen fremskridt. De var indledt af den civile regering før militærkuppet i 2014, og forsøgt genoplivet af militærjuntaen.
I 2016 blev der rapporteret 801 hændelser, hvori der var 307 dødsofre og 620 skadede, heraf 24 dræbte kvinder og 128 tilskadekomne. Religiøst opdelt var der 106 dødsfald og 375 tilskadekomne blandt buddhisterne, og 188 dødfald og 251 tilskadekomne blandt muslimer, samt 13 uidentificerede dødsfald og 2 sårede. Ofrene er overvejende civile med 230 omkomne og 347 tilskadekomne, mens embedsstanden talte 77 dødsfald og 281 skadede. Provinsopdelt var der 53 hændelser i Songkhla, 309 i Pattani, 175 i Yala og 270 i Narathiwat.
I 2023 begyndte en fireårig militær efter 19 års oprørsuroligheder. Formålet er gradvist at mindske militær tilstedeværelse og fjerne den undtagelsestilstand, der har været fremherskende i området.

### Udenrigspolitik
Thailand har altid ført en pragmatisk udenrigspolitik og tilpasset sig de nye situationer, der er opstået. Det gamle siamesiske kongedømme søgte støtte hos Kina. Diplomatisk snilde og balance i forholdet til de europæiske stormagter Frankrig og Storbritannien sikrede selvstændigheden, mens nabolandene blev koloniseret. Under 2. verdenskrig var partneren først Japan, og siden – da krigen vendte – USA.
Efter krigen bevarede Thailand det gode forhold til USA, fordi landet var et af de få overbeviste ikke-kommunistiske lande i regionen. Den situation ændrede sig i 1970'erne, da USA og Kina genoptog de diplomatiske forbindelser, og amerikanerne trak sig ud af Vietnam. Også Thailand opgav den kompromisløse holdning til de kommunistiske lande og begyndte at føre en mere åben politik over for nabolandene, der var meget fattigere end Thailand. Thailandske virksomheder begyndte at investere i Burma, Cambodja, Laos og Vietnam.
Den cambodjanske oprørshær De Røde Khmerer smuglede tømmer og ædelstene til thailandske opkøbere, der ikke bekymrede sig om, hvor varerne kom fra, og det gav i 1993 problemer i thailandsk udenrigspolitik, ikke kun over for Cambodja, men også USA og i FN, der havde indført sanktioner for at svække khmererne. Da den thailandske regering forbød grænsehandlen, blev forholdet til nabolandet bedre.
Thailand er også blevet kritiseret internationalt for at handle med Burma i en tid, hvor de fleste andre lande har indført sanktioner mod militærstyret dér. Men Thailand tjener godt ved at købe rettigheder til fiskeri og skovhugst i Burma og har nægtet at deltage i sanktionerne. Forholdet til Burma blev dog spændt i 1995, da mange medlemmer af karenfolkets oprørsbevægelse i Burma flygtede over grænsen til Thailand efter en burmesisk regeringsoffensiv mod dem. Det var dog ikke værre, end at Thailand var en af drivkræfterne bag Burmas optagelse i den sydøstasiatiske samarbejdsorganisation ASEAN i 1997.
Chaovalits regering tog en række udenrigspolitiske initiativer, bl.a. overvejede Thailand i begyndelsen af 1997 at skrive kontrakter om forsvarssamarbejde med Kina. Thailand gennemfører dog stadig militærøvelser med USA, der er en stor investor i landet. Alligevel meldte Thailand sig i 1993 ind i Sammenslutningen af Alliancefri Lande.
Udenrigspolitisk er Thailand knyttet til den vestlige kreds og traktatallieret med USA. Dette afspejles i en traditionel åbenhed over for udenlandske investeringer og handel, herunder en positiv holdning til WTO-samarbejdet, hvor Thailands tidligere handelsminister dr. Supachai Panitchpakdi i 2002 tiltrådte som generaldirektør.
Thaksin-regeringen prioriterede Thailands økonomiske interesser samt forholdet til nabolandene. På trods af, at første halvdel af både 2001 og 2002 var præget af træfninger og spænding langs den thai-burmesiske grænse, tilstræbte Thaksin-regeringen løbende at styrke samarbejdet med militærregeringen i Rangoon om spørgsmål vedrørende illegale indvandrere, flygtninge samt den stigende smugling af narkotika fra Burma til Thailand.
Det normalt gode forhold til Cambodja var i perioden efter afbrændingen af den thailandske ambassade i Phnom Penh i januar 2003 anstrengt. Thaksin-regeringen styrkede med held handelsrelationerne til Kina. Thailand prioriterer det regionale ASEAN særdeles højt og blev drivende med henblik på at styrke det politiske samarbejde, og etablere en sydøstasiatisk frihandelszone, der trådte i kraft 1. januar 2015.

### Forsvar
Thailands største budgetpost går til militæret. Forsvarsbudgettet udgjorde siden finansåret 2014, 7,3 procent af regerings-budgettet, der svarer til 18 procent af BNP. Forsvarsbudgettet for finansåret 2018 udgjorde 222 Milliarder thailandske baht (cirka 45 milliarder kroner), en forøgelse til 7,7 procent. I 2020 og 2021, samt budgettet for 2022 blev forsvarsbudgettet formindsket og kom ned på 203 milliarder baht (cirka 41 milliarder kroner), svarende til 6,56 procent af regeringens samlede budget på 3.100 milliarder baht (omkring 620 milliarder kroner).
Ifølge forfatningen har de væbnede styrker til formål at beskytte monarkiet, national integritet og suverænitet, svarende til formålet i mange andre lande. Imidlertid har det thailandske militær fået tildelt en yderligere rolle, der næsten er begravet i slutningen af § 52 i forfatningen: "Væbnede styrker skal også indsættes med det formål at udvikle landet." Militære udviklingsafdelinger udfylder således roller, som andre steder ville blive tildelt lokale civile myndigheder, for eksempel: landbrug, skovbrug, opførelse af offentlige bygninger og fjerninfrastruktur, samt skoler. »Thailændere har soldater, der bruger noget af deres tid på at dyrke landbrug, det giver dem et fodaftryk overalt i landet,« fortalte en militærobservatør til avisen Nikkei Asian Reveiw.
Der er almindelig værnepligt, hvor omkring 350.000 unge mænd indkaldes til session. Af disse udtages 100.000 til militærtjeneste (2018-tal). Værnepligten er to år og værnepligtige modtager en kompensationsløn på 10.000 baht (cirka 2.000 DKK) om måneden, foruden lommepenge. Frivillige kan frit vælge mellem nationens tre væbnede styrker, Royal Thai Army (hæren), Royal Thai Navy (flåden) og Royal Thai Air Force (luftvåbenet). Man fritager de, der ikke anses for fysisk i stand til at udføre militærtjeneste, mentalt syge, og de, som har ændret deres fysiske udseende væsentligt, såsom transkønnede (typisk mænd, som skifter køn til kvinde, ofte benævnt ladyboy, på thaisprog kathoey eller katoey). Der var i 2010'erne syv sager fremme i medierne om værnepligtige, der var omkommet i tjenesten ifm. disciplinære afstraffelser. I 2015 udgjorde forsvaret ifølge Peace Research Institute of Frankfurt 306.000 aktivt personel og 245.000 i reserven, i alt 551.000 personer, hvilket svarede til 0,8 procent af befolkningen.
Der var i 2015 en general for hver 660 lavere rangerende personel. Det anslås, at Thailand har mellem 150 og 200 firestjernede generaler i faktiske kommandopositioner. Ældre officerer uden undtagelse går på pension når de fylder 60 år, som alle thailandske offentligt ansatte. En del fortsætter nogle af de over 50 statsejede virksomheder, for eksempel det nationale luftfartsselskab Thai Airways International. Militæret kontrollerer mere jord end nogen anden enhed i landet og ejer direkte adskillige virksomheder, især Tv- og radiostationer, angiveligt af nationalt sikkerhedsmæssige årsager. I begyndelsen af 2021 blev antallet af generaler og bureaukrater opgjort som 1.400, til at lede 361.000 aktivt militærpersonel. Samtidig meddelte militæret, at det ville påbegynde en reduktion i antallet af højt rangerende officerer, som del af en "slankeplan".
Den thailandske hær havde i perioden siden 2014-militærkuppet (se ovenfor: Statskuppet i 2014) og frem til 2018 købt flere våben fra Kina, da det var omkostningseffektivt. Dette medførte spekulationer om mulige større og hyppigere militære øvelser med Kina, foruden alliancen med USA. Militærøvelser med Kina ville dog ikke kunne matche de multilaterale øvelser ledet af USA, da de kinesiske var signifikant mindre og bilaterale. På grund af uigennemsigtige tilbud var det svært at vide, hvor meget der var brugt fra det thailandske forsvarsbudget på indkøb af materiel fra Kina. Efter kritik fra Barack Obama administrationen knyttede militærjuntaen tætte bånd til kineserne, men under præsident Donald Trumps embedsperiode blev Thailand og USA atter knyttet nærmere sammen, hvor juntaleder og premierminister, general Prayuth Chan-ocha blev hilst velkommen til Det Hvide Hus i Washington i 2017.

## Administration
Thailand er opdelt i 76 provinser, (changwat, thai: จังหวัด), hørende under indenrigsministeriet. Hovedstaden Bangkok (Krung Thep Maha Nakhon) er dog en særskilt lokal administration, men medregnes ofte som en 77. provins, desuden er byen Pattaya også lokalt administreret. Provinserne var i 2017 inddelt i 878 amphur (også skrevet med latinsk alfabet som amphoe, thai: อำเภอ), der bedst kan oversættes som "distrikt", kan sidestilles med tidligere danske amter. Hver amphoe ledes af en distrikts embedsmand (nai amphoe, นายอำเภอ), udpeget af indenrigsministeren. Et amphoe er yderligere inddelt i tambon (thai: ตำบล, udtalt [tām.bōn]), der forvaltes af Thesaban (thai: เทศบาล), nærmest svarende til dansk kommune. Der er tre niveauer, Thesaban nakhon (thai: เทศบาลนคร), svarende til større by, Thesaban mueang (thai: เทศบาลเมือง), svarende til en mindre by, og Thesaban tambon (thai: เทศบาลตำบล), der er et underliggende distrikt. Et tambon ledes som lokal regeringsenhed med et folkevalgt råd, dog lidt med forskel efter størrelse og skatteindtægt. Hver af de 7.255 tambon er yderligere inddelt i muban (thai: หมู่บ้าน), ofte oversat som landsby eller et sted (område), hvilke er den laveste administrative enhed, som der var 75.032 af i 2017. "Mu" kan oversættes som en samling af huse eller hjem, og "ban" betyder både hjem og landsby. En muban har en folkevalgt formand (Phu Yai Ban, ผู้ใหญ่บ้าน), ofte betegnet som landsbyformand eller landsbychef (oversat fra thai til engelsk som village headman eller village chief).

## Massemedier og ytringsfrihed

### Massemedier
Store læsekundskaber og en stræben efter at bevare det nationale sprog og alfabet gør Thailand til et af de udviklingslande, hvor der læses mest, målt i antal udgivelser af bøger og aviser. I 1992 blev der udgivet 8.000 nye titler på thailandske forlag.
Siams (Thailands tidligere navn) første avis var The Bangkok Recorder fra 1844, en lille tospaltet publikation, skrevet af Dr. Dan Beach Bradley, en kristen amerikansk missionær. Den udkom på både engelsk og thai i perioden 1844–1845 og 1865–1867, først månedligt, senere to gange om ugen. Blandt avisens abonnenter var kong Mongkut og andre adelige.
Den ældste nutidige avisudgivelse, er den engelsksprogede Bangkok Post, der blev etableret i 1946 af Alexander MacDonald, en tidligere amerikansk efterretningsofficer ved OSS og hans thailandske medarbejder, Prasit Lulitanond. Den første udgave var på fire sider og kostede én baht, en papirpengeseddel og betragtelig sum på det tidspunkt.
I dag udkommer over 30 uge- og månedsmagasiner og 35 dagblade – de fleste udgives i Bangkok. De vigtigste aviser er den ret sensationsprægede Thai Rath (cirka 1 mio. eksemplarer), den militærstøttede Daily News (850.000) og moderat progressive Matichon (900.000), samt dens nyere masseorienterende søsteravis Khaosod (950.000), der betyder "Friske Nyheder" (eng. Fresh News). Yderligere er der konservative moderat kritiske Kom Chad Luek (cirka  900.000), der er ejet af Nation Multimedia Group. De er alle thaisprogede. Blandt de kinesisksprogede aviser er Sing Sian Yit Pao Daily News (90.000) den førende, mens Bangkok Post (110.000) og The Nation Thailand (Nation Multimedia Group) er de største engelsksprogede aviser, sidstnævnte kun online siden 2019. De engelsksprogede aviser og deres netudgaver nyder stor bevågenhed blandt magthaverne og anses for at være meningsdannende, herunder også den nyere Khaosod English fra 2013.
Thailand var i 1955 det første land i Sydøstasien, der begyndte at sende fjernsyn. I dag har landet ni kanaler, både statslige og private, foruden en lang række regionale og lokale stationer. Nogle kontrolleres af militæret. Den statslige radiostation sender på tre kanaler i Thailand, men har også udsendelser i udlandet på flere sprog. Radiostation Voice of Free Asia er underlagt Thailands udenrigsministerium og sender på thai og fire andre sprog. Både tv og radio er reklamefinansieret.
94 procent af befolkningen har en smartphone (2020-tal), 50 procent en PC, 33 procent en tablet og 15 procent et smartur. 400.000 husstande indeholder smart udstyr. Thailændere er i 2020 på en global andenplads, efter Filippinerne som tidsmæssigt største forbrugere af mobiltelefon, og globalt nummer fem for brug af Internet, gennemsnitligt 4 timer og 57 minutter om dagen. På tværs af alle enheder er Internet-forbruget ni timer om dagen.

#### Internet og sociale medier
I 2014 havde Thailand 26 millioner Internet opkoblinger, i 2020 har 75 procent af nationens flere end 60 millioner indbyggere adgang til Internettet, det globale gennemsnit er 59 procent. Regeringen forbereder overgang til udbredt digital kommunikation og økonomi, blandt andet med et effektivt 4G mobilnetværk, et kommende 5G og løbende planer om at installere internetadgangspunkter i alle landdistrikternes landsbyer, for at undgå en digital opdeling. Desuden har Thailand tiltrukket voksende international interesse som et regionalt knudepunkt for digitale virksomheder, på grund af landets fordelagtige geografiske placering i centrum af det sydøstlige Asien. I 2020 har 90 procent af internetbrugerne søgt eller købt produkter online, heraf 69 procent via mobiltelefon. Onlinesalg udgør 135,7 milliarder baht (~30 milliarder DKK pr. februar 2020). 33 procent betaler med kreditkort og 25 procent med digital pung (e-wallet).
En thailænder brugte i 2020 gennemsnitligt to timer og 55 minutter om dagen på sociale medier, 99 procent af brugerne så også video. De mest populære websteder var Google, Facebook og YouTube. De mest populære thailandske sider var Pantip og Sanook. De mest anvendte sociale medier var Facebook med 95 procent, YouTube med 94 procent, Instagram med 65 procent og X (tidligere Twitter) med 55 procent. Desuden er der det i Østasien udbredte sociale netværk, Line, af Japansk oprindelse, som 85 procent brugte. Tidligere lå Facebook på andenpladsen efter Line indtil 2017, hvor brugertallet steg til omkring to tredjedele af befolkningen, hvilket placerede Thailand på 9.pladsen over lande med højeste antal Facebook-brugere. Ifølge data fra We Are Social and Hootsuite er Bangkok, Facebooks mest aktive by, med omkring 1,5 % af alle det sociale medies knap 2 milliarder brugere, målt over en 30-dages periode. I 2023 var der 45 millioner thailandske Facebook-konti. For mange thailændere, og asiater i det hele taget, er Facebook synonymt med Internettet. Når en smartphone købes, vil sælgeren ofte oprette en Facebook-konto for kunden, hvor app'en er åbningen til Nettet, og Messenger fungerer som kommunikation i stedet fot E-mail, og delte opslag er såvel nyheder som link til andre informationer. Forståelse af udbredelsen af især Facebook, men også Line-netværket, er vigtig, for at forstå regeringens medieoverovervågning af især Facebook, men også andre sociale medier som Youtube, der deles flittigt på Facebook.
Den amerikanske non-profit NGO Freedom on the Net – årsrapport med analytiske rapporter og numeriske vurderinger vedrørende tilstanden af internetfrihed for lande verden over – placerede i 2021-rapporten Thailand med et pointtal på 36 ud af 100 mulige, et fald på tre point siden 2017, og markeringen "not free" (ikke frit). Øverst lå Island med 96 point og nederst Kina med 10-point.

### Ytringsfrihed og medieovervågning
Thailands forfatning garanterer ytringsfrihed, og nationen er blandt de med frieste presse i Sydøstasien. Men det er tabu at kritisere kongefamilien eller religionen, og der er udbredt selvcensur i disse emner, samt i spørgsmål der har med landets sikkerhed at gøre. Organisationen Journalister uden grænser (Reporters Without Borders, eller RSF) har i "2021 World Press Freedom Index" placeret Thailand som nummer 137, ud af 179 lande, en fremgang i forhold til tidligere, hvor Thailand lå som nummer 142 i 2017. Til sammenligning ligger Danmark som nummer 4 på listen, der toppes af Norge.
NGO-organisationen Freedom House har i deres rapporter angivet Thailands Internet som ikke frit (Not Free), fra 2014 til 2018, mens det i forbindelse med parlamentsvalget 2019 blev kategoriseret som delvist frit (Partly Free), men atter for 2020 blev nedgraderet til ikke frit, hvilket placerer Thailand på niveau med bl.a. Rusland, Kina, Myanmar (Burma), og Vietnam. Kina bliver dog betegnet som værst, mens andre sydøstasiatiske lande som Cambodja, Malaysia, Indonesien og Singapore fik betegnelsen Partly Free (delvis fri).

#### Forbudte bøger og film
Især lese majeste-loven (majestætsfornærmelse) håndhæves strengt. Udenlandsk materiale der opfattes kritisk over for kongehuset bliver forbudt, for eksempel 1956-filmatiseringen af Rodgers og Hammersteins musical The King and I, baseret på bogen fra 1944 Anna and the King of Siam af Margaret Landon. Den omhandler den historiske person Anna Leonowens, som var guvernante ved det siamesiske hof i 1860'erne under Kong Mongkuts regeringstid, hvilket hun efterfølgende beskrev i en selvbiografi. Margaret Landons senere bog var derimod overvejende fiktion og betragtes som blasfemisk, ligeledes filmatiseringen Anna and the King fra 1999 med Jodie Foster i rollen som Anna.
Efter årtusindeskiftet har der været en del lese majeste-sager og idømt strenge straffe, lovovertrædelse kan give op til 15 års fængsel. Senest er der udstedt forbud mod de kongehus kritiske udenlandske bogudgivelser The King Never Smiles fra 2006 af Paul M. Handley, en uautoriseret biografi om kong Bhumibol, og A Kingdom in Crisis fra 2014 af den skotske freelance journalist og forfatter, Andrew MacGregor Marshall. Sidstnævnte omhandler kongehusets mulige forbindelser med militærkuppet i 2006. Eksisterende bøger i kongeriget skal destrueres og overtrædelse af bandlysningen medfører op til tre års fængsel og/eller en bøde på 60.000 baht.
I juli 2023 blev der udstedt forbud mod den endnu ikke udgivne bog Rama X: The Thai Monarchy under King Vajiralongkorn af Pavin Chatchavalpongpun, en thailandsk professor i eksil i Japan siden militærkuppet i 2014. Bogen udgives i oktober af Yale University (USA).

#### Blokering af online tjenester
Også medier der publicerer kritik kan få deres hjemmesider blokeret, hvilket for eksempel i en længere periode var tilfældet for den engelske avis Daily Mail, og i en kortere periode skete det tillige for YouTube, hvor en kongehus kritisk video var lagt op. Der har også været flere sager i forbindelse med kritiske poster på sociale netmedier, for eksempel blev en student i november 2014 idømt to et halvt års fængsel for at have krænket det thailandske monarki på Facebook. Regeringen har dog ikke blokeret for adgang til Facebook og lignende medier, men siger de overvåger dem nøje. Kritikere mener, at majestætsfornærmelses-loven, samt den senere tilføjede Computer Crimes Act, undertrykker ytringsfriheden og bruges til at lukke munden på politiske modstandere.
Styret overvåger generelt digitale medier for kritik og krænkelser, især juntaen siden militærkuppet i 2014, og i særdeleshed de sociale medier Facebook og Line, der begge er meget populære i Thailand. Ud over kritik af styret og kongehuset, overvåges der for upassende opslag, for eksempel hvis teenagere deler obskøne billeder, hvilket kan være en pige i skoleuniform i udfordrende positur eller live-streamet provokerende dans, som kan medføre indtil 5-års fængselsstraf og/eller en bøde på 100,000 baht (ca. 20.000 dkk). Fra juni 2017, skal de mest populære thai-kontrollerede OTT (over-the-top) Facebooksider registreres under en regulator hos NBC (National Broadcasting Commission). De 100 mest populære fan-sider aftalte at samarbejde med agenturet for at sikre, at upassende indhold og reklamer for produkter, der er ulovlige, ikke vises på sociale medie platforme. I begyndelsen af maj 2017, indvilgede Facebook i at blokkere for video-materiale på foranledning af militærjuntaen, hvis indholdet kritiserer Thailand i strid med nationens 2007 Computer Crimes Act (CCA). I stedet for at vise en video, indsætter Facebook teksten: Content Unavailable in Thailand. You're unable to view this content because local laws restrict our ability to show it (Indhold ikke tilgængeligt i Thailand. Du kan ikke se dette indhold, fordi lokale love begrænser vores mulighed for at vise det). Blot et Like på et kritisk Facebook-opslag kan være nok til at blive anklaget iht. den computer-relaterede kriminallov (CCA).

#### Lese majeste (majestætsfornærmelse)
Straffelovens artikel 112 (majestætsfornærmelses paragraffen) "forbyder at beskylde, fornærme eller true den nuværende konge, dronning, arving, tilsyneladende eller regent". Efter denne, ifølge thailandsk presse drakoniske (overdrevent strenge), lov kan enhver, der findes skyldig, idømmes en maksimal straf på 15 år i fængsel pr. lovovertrædelse.
En del af de, der er blevet anklaget, har haft tilknytning til ”rødtrøje bevægelsen”, som støtter afsatte premierminister Thaksin Shinawatra. En thai radiovært, der arbejder på en udenlandsk station, blev ved indrejse for familiebesøg anholdt, og anklaget for at have kritiseret Kongehuset i en radioudsendelse fra udlandet. Han blev den 18. november 2014 idømt 10 års fængsel, dog nedsat til fem år, da han indrømmede sin skyld. Tidligere premierminister Thaksin Shinawatra, der blev afsat ved et militærkup i 2006 og nu lever i frivilligt asyl i Dubai, stod i oktober 2017 ligeledes til anklage for majestætsfornærmelse i forbindelse med et interview til Sydkoreansk presse i 2015, hvor han udtalte, at »det militære kup (i 2014), der afsatte (hans lillesøster) Yinglucks regering, blev hjulpet af visse medlemmer af "paladscirklen"«.
Retsforfølgelser steg drastisk efter 2014-kuppet, hvor over 250 sager blev rest i løbet af regeringens første tre år, flere end nogen tidligere regeringer i det seneste årti, ifølge den thailandske avis Prachatai. Loven er blevet bredt kritiseret, herunder af rettighedsgrupper og FN, som har opfordret til at blive tilbagekaldt. Tiltalte kan sygne hen i fængsel i årevis, mens de venter på rettens sagsbehandling, der ofte foregår ofte bag lukkede døre. Frikendelser er sjældne, hvorfor mange tilstår til gengæld for hurtig afklaring og en reduceret straf. Selv om loven er snævert skrevet, er den blevet bredt tolket i de senere år. For eksempel blev en kendt 84-årig historiker, Sulak Sivaraksa, i oktober, 2017, anklaget for at have draget tvivl om en tidligere konge, kong Naresuan, der regerede Siam fra 1590 til 1605, for lidt over 400 år siden vandt en elefantkamp mod en burmesisk prins. Det foregik under en historisk diskussion på Thammasat University i oktober, 2014, i forbindelse med en aktuel historisk filmserie, hvor han specifikt udtrykte tvivl om, hvorvidt beretningen om Naresuan var sand eller en apokryf fortælling, og han opfordrede folk til »ikke bare at tro på alt hvad de hører, da de ellers kan blive let bytte for propaganda.« Hvis Sulak Sivaraksa kendes skyldig af en militærdomstol, risikerer han op til 15-års fængselsstraf. Anklagen mod Sulak Sivaraksa fik udbredt kritik fra vestlige medier, menneskerettighedsorganisationer og det internationale samfund. Landet, hvor elefantduellen siges at have fundet sted, hed endnu ikke Siam (tidligere navn for Thailand fra 1782-1939), og det præcise sted for kampen er også omstridt, kunne have været både Suphan Buri og Kanchanaburi. I januar 2018 droppede militærdomstolen imidlertid alle anklager, uden yderligere forklaring.
En lokal menneskeretsgruppe, iLaw, mente at antallet af sager om majestætsfornærmelse er steget kraftigt siden militærkuppet i 2014. Hvor der kun var to inden kuppet, var der 60 sager i begyndelsen af 2017. FN opfordrede den 10. august, 2015, den thailandske regering til straks frigive de anklagede for majestætsfornærmelse, og ændre den "vage og brede" lese-majeste-lov for at bringe den i overensstemmelse med internationale menneskerettighedsstandarder. Imidlertid blev en 28-årig mand, Burin Intin, den 27. januar, 2017, idømt 11 år og fire måneders fængsel ved en militærdomstol, for at have skrevet to royalt krænkende bemærkninger online ni måneder tidligere, den ene som en kommentar til en video, den anden i en privat besked til Patnaree Chankij, en pro-demokrati aktivists mor, som blev anklaget for ikke at have angivet afsenderen af den fornærmende bemærkning om kongehuset. En ny lille thai-bog fra februar 2017, Room for Rent: No. 112, beskriver 22 lese majeste-sager fra det seneste årti (112 er nummeret på lese majeste-paragraffen). Siden studenterprotester begyndte i 2020, hvor der opfordredes til afskaffelse af loven om majestætsfornærmelse, er 278 personer pr. april 2025 blevet sigtet i henhold til loven.
En pro-demokrati aktivist, Chanoknan Ruamsap, blev i 2018 den første thailænder, der fik politisk asyl i Sydkorea, efter på Facebook at have delt en biografi om kong Vajiralongkorn, publiceret af BBC. Forældelsesfristen for majestætsfornærmelse er 15 år, så hun kan ikke vende tilbage til Thailand før efter 15 år.

#### Strenge straffe
De to hidtil længste kendte straffe er henholdsvis 30 år og 35 år. De 30 år blev idømt en 48-årig mand ved en militærdomstol i Bangkok i august 2015 for 6 Facebook-opslag – for i fire tilfælde i september 2013, og to gange i november 2014, at have skrevet krænkende opslag om monarkiet – da tiltalte erkendte sig skyldig, var det en halvering af straffen på 6 x 10 år. Sidst i april, 2017, blev en velkendt kritiker, 57-årige Prawet Prapanukul, anholdt af militæret i sit Bangkok-hjem, og efterfølgende stillet for en domstol med anklager om 10 tilfælde af kongelig ærekrænkelse, det højeste antal nogen hidtil er anklaget for, og med en straframme på 150 års fængsel. Han blev i juni 2015 dømt til 35-års fængsel for en falsk Facebook-profil med 10 majestætsfornærmende poster, straffen var reduceret fra 70 år som følge af erkendt skyld.

#### Afbrydelse af radio og TV
Militærjuntaen forbød live-dækning af kong Bhumibol, Rama IXs kremering den 26. oktober, 2017, hvor kun regeringens tv-program må videresendes. Folk blandt de op til 300.000 tilskuere, der overværer ceremonien, og de omkring 40.000, der kan følge selve paraden, må tage video og billeder med deres mobiltelefoner, men mobil-signalerne vil være afbrudt på dele af ceremonipladsen. Det er ulovligt for massemedier at videreformidle andres live-dækning af kremeringsceremonien. Journalister får ikke adgang til selve ceremoniområdet, men samles i et auditorium på det nærliggende Thammasat-universitet.
BBC har ved flere lejligheder haft kontrovers med styret siden militærjuntaen overtog magten, blandt andet i forbindelse med kritisk dækning af, at to engelske statsborgere angiveligt var blevet svindlet fra deres virksomhed og ejendom i Phuket i 2015. Efterfølgende blev BBC's Sydøstasiens korrespondent, Jonathan Head, frataget pas og udrejsemulighed i februar 2017 og anklaget for ærekrænkelse, hvilket kan medføre fem års fængsel. Anklagen blev imidlertid frafaldet ved første retsmøde i Phuket den 24. august 2017. Og under dækningen af processionen med afdøde kong Bhumibol Adulyadejs båre fra Siriraj Hospital til Grand Palace blev transmissionen afbrudt flere gange, da myndighedernes censor ikke var enige i kommentatorens udtalelser. BBC World Service har siden 1997, hvor den tidligere engelske koloni Hong Kong blev overdraget til Kina, transmitteret deres ucensurede asiatiske nyheder på 29 forskellige sprog fra en kortbølgesender i Nakhon Sawan, 240 km nord for Bangkok. Der er stadig mange områder, hvor nyheder via kortbølgeradio er en vigtig informationskilde. Den 20-årige lejeaftale på ejendommen med senderen udløb den 1. januar 2017, hvorefter BBC standsene radioudsendelserne. BBC gav ikke nærmere oplysninger om, hvorfor forhandlingerne var brudt sammen, men to kilder har efterfølgende nævnt, at netværkets thaisprogede tjeneste var blevet et ømt punkt, hvilket dog først kom frem i marts måned. Thailands royalistiske etablissement skulle være blevet opbragt over en profil af den ny konge, Maha Vajiralongkorn, som BBC's Thai tjeneste offentliggjorde i oktober, kort efter kong Bhumibol Adulyadejs død. Det thailandske udenrigsministerium bekræftede at lejeaftalen var ophørt med udgangen af december 2016, men sagde, at det var BBC, der havde trukket sig fra forhandlingerne, der for øvrigt var indledt så sent, den 21. december, at man ikke kunne nå at blive færdige med en ny aftale inden den gamle udløb, da en ny aftale skulle sikre Thailand maksimale fordele, og aftalen skulle være overensstemmende med thailandske love og regler.

#### Demokratidag og 1932-revolutionen
I forbindelse med 85-års fejringen af den såkaldte demokratidag, den 24. juni, 2017, som er årsdagen for 1932-revolutionen, var Charles Chaplin-filmen Diktatoren (org. The Great Dictator) – en politisk satire fra 1940 om Adolf Hitler og Nazismen – blevet forsynet med Thai-undertekster og lagt op på YouTube. Filmen var imidlertid blokkeret for Thailand (thailandske IP-adresser) og i stedet vistes teksten: "Dette indhold er ikke tilgængeligt for denne landekode grundet lovlig indsigelse fra regeringen" ("This content is not available on this country domain due to a legal complaint from the government"). Om dette skyldes satire-filmen, eller alene de thailandske undertekster er uvist, andre versioner af filmen var fortsat tilgængelige.

#### Forbud mod spil
To belærende spil er blevet bandlyst som trussel mod nationens sikkerhed. I 2015 spillet Tropico 5, der er et simulationsspil, hvor spillere bliver landeledere, blandt andet militærdiktator, der har til formål at skabe et militariseret regime. I 2022 spillet Patani Colonial Territory, der er et historisk belærende spil om provinsen Pattani, bandlyst og konfiskeret. Pattani er en af de sydlige thailandske provinser med muslimsk majoritet, som har været genstand for omfattende uroligheder og omfattet af undtagelsestilstand.

#### Sanktioner i forbindelse med rapportering om øen, Koh Tao
Også kritiske online nyhedsmedier kom under militærjuntaen kritik, der i særdeleshed blev rettet mod det lille nyhedsmedie Samui Times, der havde skrevet kritiske nyheder om ferieøen Koh Tao, en naboø til Koh Samui. Kritikken begyndte efter et bestialsk dobbeltmord i 2014 på to unge britiske backpackere (ryksækrejsende). De følgende år rapporterede Samui Times om yderligere 5-6 dødsfald blandt turister, og rejste tvivl om de var ulykker eller selvmord, som myndigheder påstod, eller der lå en forbrydelse bag. Omkring januar 2015 begyndte udtryk som Island of Death og Death Island (da. dødens ø) at cirkulere i online medier som Reddit, Thaivisa og Lonely Planet, hvilket udtryk Samui Times nævnte. To diskutable hændelser, en forsvundet russisk amatør freestyle dykker (dykning uden luftbeholder) i februar 2017, og en ung belgisk kvindes angivelige selvmord i april, på vej hjem efter et ophold hos en Sai Baba-menighed på naboøen Koh Phangan, som myndighederne i begge tilfælde undlod at udsende presseinformation om, blev efterfølgende rapporteret af Samui Times i henholdsvis marts og juni måned. Begge medførte massiv international presseopmærksomhed af førende nyhedsmedier i USA, Europa og Australien, især set i lyset af de tidligere hændelser, og i vid udstrækning benævntes øen Koh Tao som Death Island. Også danske medier omtalte hændelserne. I begyndelsen af juli meddelte myndighederne, at man ville sagsøge Samui Times som ansvarlig for udbredelse af benævnelsen Death Island. Online mediet Samui Times er ikke registret i Thailand, men drives (angiveligt) fra Storbritannien. Hvordan myndighederne vil håndtere de store online medier som fx Google, er fortsat uklart. Den engelsksprogede avis, Bangkok Post, nedgjorde sagstruslen i en leder under overskriften, "Dødens ø sagsanlægget er en farce", og opfordrede myndighederne til at rydde enhver misforståelse af vejen, i stedet for at skræmme budbringeren.

#### Kritik af 2014-militærjuntaen
Også kritik af militærregeringen blev der set strengere på, i løbet af de år den havde siddet siden 2014. Da premierminister og juntaleder, general Prayuth Chan-ocha, rejste til Europa i juni, 2018, valgte Time Magazine at bringe et billede af ham på forsiden af deres asiatiske juli-udgave og en profil-artikel inde i bladet. Heri blev Prayuth Chan-ocha omtalt som "Little Sarit" (Lille Sarit) og sammenlignet med 1960'ernes thailandske militærkup-diktator, feltmarskal Sarit Thanarat, der også havde tætte bånd til kongehuset og fik absolut magt 1959-1963, hvor han hjalp med at rejse monarkiet til sin afgørende rolle i det thailandske samfund, og beordrede såvel kriminelle som politiske modstandere henrettet uden dom. Selv om vice-juntaleder, general Prawit Wongsuwan benægtede, at der var indført censur og sagde, at han ingen lighed så, og Prayuth aldrig havde beordret noget henrettet ved skydning, og at han ikke havde læst artiklen, men sagen ville blive håndteret af embedsmænd (officerer), så bliver Times juli-udgave næppe at finde i Thailand. Udgiveren havde forlods meddelt sine distributører og salgssteder, at "udgaven kan have upassende indhold, og nogen tekst kan være nødvendigt at censurere". Studerende på Chulalongkorn University i Bangkok havde planlagt en højtlæsningsbegivenhed, hvor de ville oversætte den ikke distribuerede Time-artikel til thai – Prawit Wongsuwan kunne angiveligt ikke læse engelsk, mente de – men de blev kontaktet af politiet og bedt om at aflyse arrangementet.

#### Online overvågning
I begyndelsen af 2019 vedtog den siddende militærregering, trods kritik fra aktivister og forretningsliv, en Cyber-sikkerhedslov (engelsk: Cybersecurity Act), der giver myndighederne adgang til online overvågning og ransagning uden retskendelse. Officielt er formålet at beskytte befolkningen mod fake news (falske nyheder), men ifølge kritikere er formålet, at gøre kritikere at det siddende regime, tavse.

#### Udenlandsk online overvågning
I oktober 2020 lukkede Twitter 926 brugerkonti med begrundelsen: "Vores undersøgelse afslørede et netværk af konti, der deltager i informationsoperationer, som vi pålideligt kan linke til Royal Thai Army (RTA). Disse konti beskæftigede sig med at forstærke pro-RTA og pro-regerings indhold, samt engagere sig i adfærd rettet mod fremtrædende politiske oppositionspersoner." Twitters data viste, at mere end to tredjedele af disse konti ikke havde nogen følgere. En undersøgelse foretaget af Stanford Internet Observatory, en forskergruppe ved Stanford University, viste, at mere end halvdelen af brugerne aldrig tweetede, og blandt de, der tweetede, fik de fleste tweets ikke fik nogen reaktion.
Den Kongelige Thailandske Hær (RTA) benægtede efterfølgende, at have brugt Twitter til desinformationskampagne, der var tale om en misforståelse. De omtalte konti var anonyme og tilhørte ikke hæren, som kun har sin officielle Twitter-konto. Også regeringen beskyldte Twitter for uretfærdigt, at forbinde disse konti med hæren, og anse dem for at være propagandistiske. Samtidigt beklagede Minister for Digital Økonomi og Samfund, Buddhipongse Punnakanta, sig over, at Twitter havde ikke overholdt ordrer fra thailandske domstole om, at nedlægge konti, der indeholdt ærekrænkende indhold mod kongehuset, og opfordrede Twitter til at følge de thailandske retskendelser.

#### Sager om forsvundne aktivister
Den thailandske regering er siden militærkuppet i 2014 af internationale menneskerettighedsaktivister blevet mistænkt for at udføre såkaldt  "tvungen forsvinden" af kritiske aktivister, flere af dem i eksil.
- Wanchalearm Satsaksit (วันเฉลิม สัตย์ศักดิ์สิทธิ์), politisk systemkritiker. Bortført af bevæbnede mænd i Phom Penh i Cambodja den 4. juni 2020.[118][119]
- Surachai Danwattananusorn (สุรชัย ด่านวัฒนานุสรณ์), politisk aktivist og tidligere politisk fange. Forsvandt i Laos i december 2018.[117]
- Wuthipong “Kotee” Kochathamakun (วุฒิพงศ์ กชธรรมคุณ), politisk systemkritiker. Blev bortført af "mænd i sort" fra sit hjem i Vientiane i Laos i juli 2017.[117]
- Den Kamlae (เด่น คำแหล้), jordrettighedsaktivist. Forsvandt mens han arbejdede i en skov i april 2016.[117]
- Porlajee “Billy” Rakchongcharoen (พอละจี รักษ์จงเจริญ), karen og miljø- og samfundsaktivist. Den 7. april 2014 blev han arresteret for påstået ulovlig indsamling af vild honning i skoven. Han blev aldrig set igen, men 2019 blev menneskeknoglefragmenter fundet i Kaeng Krachan Dam reservoir, DNA-test viser et match med Porlajees mor.[117]

Tidligere tvungne forsvindinger:
- Somchai Neelapaijit (สมชาย นีละไพจิตร), advokat og menneskerettighedsaktivist. Ifølge øjenvidner bortførte fire mænd ham i en bil i  Bangkok den 12. marts 2004, han er ikke set siden.[117]
- Thanong Pho-an (ทนง โพธิ์อ่าน), arbejderleder og demokratiaktivist. Forsvandt 19. juni 1991.

## Lovogretsvæsen
Straf i Thailand kan være bøde, konfiskation, detention, fængsel og dødsstraf, sidstnævnte dog i de facto moratorium (midlertidigt standset) fra 2009 til 2018. Der var således henrettelser i 2009 og i 2018. Unge fra 12 til 15 år kan fra 2020 ifalde strafansvar, tidligere var aldersgrænsen 10 til 15 år.
Ud af 140 nationer indtog Thailand plads nr. 80 på World Justice Projects liste over hvilket land i verden der er den bedste retsstat i 2022. Danmark indtog til sammenligning førstepladsen for syvende år i træk.

### Historie
Indtil begyndelsen af 1900-tallet var thailandsk lov baseret på "De tre segls lov" (Thai: กฎหมายตราสามดวง; Officiel omskrivning: Kotmai Tra Sam Duang), en kongelov fra Ayutthaya-perioden, som overlevede rigets ødelæggelse i 1767. Teksten der kendes i dag stammer fra kong Rama I, der beordrede loven samlet nedskrevet i 1805. De tre segls lov blev delvist erstattet af moderne lov i 1900-tallet, men dele af den gamle lov anvendes stadig.

### Fængselsstraf
I alt sad der i juni, 2018, 343.657 mennesker fængslet i Thailand if. justitsministeriet. Det var det højeste antal i ASEAN, og sjettehøjest globalt. I slutningen af 2019 var tallet omkring 300.000 fanger. Fængselskapaciteten er på 150.000-160.000 fanger i 2024, mens antallet af indsatte er 220.000. Et nyt regulativ tillader dømte, at der kan afsones udenfor traditionelle fængselsfaciliteter, for at begrænse fængselssystemets kapacitetsproblemer. I 2019 var cirka 15.000 af de indsatte udlændinge, heraf var 9.600 dømt for overtrædelse af narkotikalovene. Totalt var 70% af de indsatte dømt efter narkotikalovene. En ændring fra 2014-militærjuntaens Nationale Lovgivende Forsamling (NLA) medfødte, at en række af de hidtil gældende narkotikaovertrædelser afkriminaliseres, herunder kontrolleret anvendelse af cannabis (marihuana, i Thailand også omtalt som kratom), inklusive medicinsk brug. Denne lovændring, hvor narkotikaforhandlere separeredes fra brugere, der i stedet skal modtage behandling, medførte en reduktion i antallet af indsatte i de overfyldte fængsler.

#### Lange fængselsstraffe
I 2017 blev en mand dømt til 13.725 års fængsel for bedrageri mod omkring 1.000 personer til et samlet beløb på 5 mia. baht (cirka 1 mia. DKK), foruden at skulle tilbagebetale 1,3 mia. baht (cirka 260 mio. DKK). I praksis blev fængselsperioden dog nedsat til 20 år, begrundet med samarbejde under opklaringen. Den længste fængselsstraf, og angiveligt også verdens længste if. Guinness Rekordbog 2006, blev Chamoy Thipyaso idømt i 1989, med i alt 141.078 år for økonomisk kriminalitet mod 16.231 klienter i et pyramidespil, i praksis blev straffen dog nedsat til 20 år, som er maksimum for bedrageri. Selv om lange sammenlagte fængselsstraffe idømmes, for eksempel over 100 år for voldtægt af mindreårig, er maksimum ifølge thailandsk lovgivning 50 år, så lange fængselsstraffe nedsættes reelt til 50 år.

### Dødsstraf
I 2017 blev der idømt 75 dødsstraffe, en væsentlig reduktion fra 2016, hvor antallet var 216, if. Amnesty International. Det overvejes at afskaffe dødsstraf for forbrydelser, der ikke har påvirket andres liv. I 2017 ventede flere end 440 dødsdømte i fængslerne, personer der blandt andet var fundet skyldige i mord eller voldtægt på piger under 15 år, samt storkriminelle narkotikaforhandlere og ekstremister. 157 af fangerne havde udtømt appelmuligheder, blandt disse var 68 narkotika relaterede domme. Enhver dødsdømt bliver automatisk pålagt at anmode kongen om pardon (benådning), i håb om, at straffen kan ændres til livsvarigt fængsel.
Fra 1935 til 2009 blev 325 dødsdømte henrettet, de 319 ved skydning, og fra december 2003 de resterende seks med dødelig indsprøjtning. Henrettelser var stillet i bero fra 24. august, 2009, til 18. juni, 2018, hvor en mand, dømt for røveri og mord i 2012, blev henrettet med en dødelig indsprøjtning. I dagene efter 2018-henrettelsen viste fire mediers onlineafstemninger, med flere end 250.000 deltagere, over 95% opbakning til dødsstraf. Amnesty Internationales protester blev mødt med vrede kommentarer på deres Facebookside. Avisen The Nation skrev bl.a. i en leder: "Vi bør vælge en mellemvej mellem de to ekstremer, mellem dødsstraffens ophør, som Amnesty International foreslog, og anvende dødsstraf for enhver, der er dømt for drab. Dødsstraf bør være forbeholdt overlagt mord. Det thailandske retssystem synes at følge denne mellemvej. Der er flere end 500 fanger i øjeblikket på dødsgangen, og kun en person er blevet henrettet." I november 2018 var tallet ifølge avisen The Nation 539 dødsdømte, hvoraf 262 havde sagen ved en appeldomstol, 34 ved højesteret, og 243 sad på dødsgangen i forskellige fængsler. 28 af de dødsdømte var kvinder. Trods apeller fra menneskerettighedsgrupper, fastholdt regeringen i december 2024 enstemmigt, at bibeholde dødsstraf i retssystemet.

### Kritik for brug af tortur
Tortur af mistænkte er set som en hurtig og nem måde at få svar fra dem – et af de i udlandet kendte eksempler, er sagen om to migrantarbejdere ifm. dobbeltmordet på Koh Tao i 2014 – en CRCF-rapport (Cross Cultural Foundation) om tortur og umenneskelig praksis i de yderste sydlige provinser Yala, Pattani og Narathiwat viste mindst 54 tilfælde af tortur fra 2004 til 2015. Rapporten afslørede, at alle torturofrene var malaysisk etniske mandlige mistænkte i sager relateret til det sydlige oprør, samt at alle var blevet tortureret af embedsmænd som led i deres forhør, mens de var i forvaring på officielle steder. I august 2018 udgav det thailandske justitsministerium i samarbejde med International Association for Prevention of Tortur (APT), en international NGO, officielle retningslinjer for at forhindre tortur og misbrug af personer i forvaring. Projektet havde til formål at uddanne og oprette standarder, for at vejlede lovhåndhævende myndigheder og tilhørende embedsmænd i at forhindre, og til sidst slutte brugen af umenneskelig praksis og tortur, der af internationale organer ses som en stor plet på landets forvaltning af menneskerettighederne.

### LGBT
I juli 2020 godkendte regeringen, at LGBT par (par samme køn) kunne opnå registreret partnerskab, hvis begge er over 17 år gamle og begge, eller den ene, er thailænder. Hvis alder er under 17 år skal der foreligge skriftlig tilladelse fra forældre eller værge. I marts 2024 godkendte Repræsentanternes Hus ægteskab mellem personer af samme køn, hvilket blev stadfæstet af senatet den 18. juni. Den 24. september godkendte kongen loven, som trådte i kraft 120 dage senere. Den 23. januar 2025 blev første par af samme køn officielt gift.

### Abort
Abort blev i november 2020, med effekt fra 7. februar 2021, tilladt for fostre indtil 12 uger. Det har været et følelsesladet emne, hvor det betragtes som synd i den buddhistiske religion. Fra 27. oktober 2022 blev abort også tilladt fra uge 12 til 20.
Tidligere havde abort været ulovlig i henhold til Artikel 305 i den thailandske straffelov, undtagen i tilfælde, hvor en læge anser abort for nødvendigt på grund af moderens sundhedstilstand, eller når en graviditet skyldes seksuelle lovovertrædelser som voldtægt, incest eller trafficking, samt for piger under 15 år. Omkring 1,5 mio. børn blev født af teenagemødre mellem 2000 og 2014, alene i 2016 var næsten 14 procent af alle graviditeter blandt unge. Antallet af teenagergraviditeter var stigende i 2017, mere end 17 procent i forhold til 2016, på grund af manglende seksualoplysning og adgang til korrekt beskyttelse. Antallet af teenage
fødsler lå på 47 pr. 1.000 piger i alderen 15 til 19 år, hvilket var højere end Sydasiens gennemsnit på 35, men lavere end nabolandene Laos, med 94, og Cambodja på 57. Ud af de 84.578 piger under 20 år, der fødte i 2018, var 2.559 mellem 10 og 14 år. Skoler var undertiden et problem, hvor nogle undlod at holde graviditeten skjult, mens andre blot udviste gravide studerende. En opgørelse medio 2019 viste at 51 procent af gravide teenagere var skoleelever eller studerende, kun 23,3 procent fortsatte efter en fødsel og 5,1 procent fuldførte en uddannelse. Et direktiv fra Undervisningsministeriet i oktober 2018 medførte, at alle undervisningsinstitutioner skal yde støtte og vejledning til gravide studerende, samt tilbyde barselsorlov.
Med buddhisme som primære religion, betragtes spørgsmålet om abort, som et politisk følsomt problem, ikke kun for regering, men også blandt flere aktivister og kendte feminister. Feminister, der støtter abort, har hævdet, at abort eliminerer kønsdiskrimination, og det vil også reducere den høje andel af kvinder, der søger illegal abort. Tidligere tillod lovene kun afbrydelse af graviditet, når den var en trussel mod moders eller barns sundhed, eller hvis graviditeten var resultatet af voldtægt – straffen var op til tre år i fængsel for både kvinden og den læge, der forestod indgrebet – men det er gradvist under forandring, så der tages hensyn til de høje grader af teenagergraviditet, og kvinder, der er ude af stand til at opfostre et barn. Ifølge tilhængerne af abort, er det ingen forbrydelse at afbryde en graviditet, da det thailandske borgerlige og kommercielle kodeks siger, at et foster, mens det er inde i moderens livmoder, endnu ikke anses for at have nogen juridisk ret, som ifølge loven først begynder, når fosteret er født i live.

### Voldtægt
Ifølge et FN-studie fra 2018 blev 90 % af voldtægter i Thailand ikke rapporteret til myndighederne. En YouGov undersøgelse i 2020 viste, at en ud af fem thailændere oplevede seksuel chikane. Den globale #MeToo-kampagne synes ikke at have haft effekt i Thailand. Mange menes at være bekymrede for at rapportere overgreb, især hvis begået af en overordnet. Thailands arbejdsret omfatter lovovertrædelser i forbindelse med seksuelle overgreb, men landet har ikke ratificeret en ILO traktat, der giver beskyttelse til uformelle arbejdere. En rapport udgivet i november 2022 af Ministeriet for Folkesundhed viste, at unge thailandske piger mellem 10 og 14 år udgør 31 procent af de flere end 8.500 kendte tilfælde af kvinder og piger, der udsættes for fysisk og seksuelt misbrug i Thailand hvert år.

### Barnets Rettigheder
Den 17. december 2024 vedtog parlamentet en opdatering af loven fra tidligere, hvor forældre måtte "straffe barnet på en rimelig måde af disciplinære formål" til at følge FNs Konvention om Barnets Rettigheder. Herved bliver der forbud mod straf af børn, der involverer misbrug, vold eller enhver form for skade på et barns krop eller sind. Desuden skal disciplinære handlinger respektere et barns menneskelige værdighed og sikrer dets fysiske og mentale velbefindende. Forældre opretholder deres rettigheder til at vejlede deres børn, men de skal gøre det uden at ty til skadelige metoder.

### Alkohol love og restriktioner
Alkohol er omfattet af lovmæssige restriktioner, hvor der enkelte dage ikke må serveres alkoholiske drikke, typisk religiøse helligdage, såkaldte "Buddha-dage" – barer og natteliv holder normalt lukket – men også salg af alkohol i forretninger er begrænset til bestemte, daglige perioder fra kl. 11 til 14, og fra kl. 17 til midnat. I princippet må restauranter og udskænkningssteder kun lovligt servere alkohol inden for dette tidsrum. Overtrædelse medfører seks måneders fængsel, eller en bøde på 10.000 baht (cirka 2.000 DKK), eller begge. Det landsdækkende alkoholforbud mellem kl. 14 og kl. 17 har været i brug i adskillige år, men ingen, inklusive ministre, synes i 2021 at vide hvorfor. Restriktionen blev indført af en militærjunta i 1972, men forbuddet dækker kun salg, ikke indtagelse af alkohol. Alkohol er tillige forbudt at medtage i nationalparker, også turister der medbringer alkoholiske drikke risikerer fængsel i en måned, eller en bøde på op til 1.000 baht (cirka 200 DKK), eller begge.
Reklamer for alkohol er forbudt i henhold til Lov om kontrol med alkoholholdige drikkevarer af 2008, der tillige blev skærpet i september 2020, som blandt andet siger: "Ingen person må reklamere for eller vise, direkte eller indirekte, navnet eller varemærket for nogen alkoholholdig drik på en måde, der viser egenskaberne deraf eller tilskynder en anden person til at drikke."  Det betyder, at selv deling af et billede af en alkoholholdig drik på sociale medier kan betyde lovbrud og overtræderen kan risikere en bøde på mellem 50.000 og 500.000 baht eller fængsel i op til et år, eller begge dele. Bestemmelserne finder dog ikke anvendelse på reklamer, der udsendes uden for Kongeriget.
Alkoholforbruget i Thailand var ifølge WHO 8,3 liter ren alkohol per capita over 15 år i 2016-statistikken. Ifølge avisen The Nation i 2019 drikker 12,5 % af befolkningen regelmæssigt og 15,9 % lejlighedsvis, tilsammen 28,4 %. Der er flest i aldersgruppen 25-44 år med 36 %, og færrest mellem 15 og 19 år med 13,6 %, og over 60 år med 15,2 %. Der er fire gange flere mænd, der drikker, end kvinder. Provinserne med størst procentvise antal regelmæssige og lejlighedsvise alkoholforbrugere er Chiang Rai (45,3 %), Lamphun (44,1%) og Phyao (44 %). Til sammenligning er Sydøstasiens gennemsnitlige alkoholforbrug 6,4 liter ren alkohol per capita, og for Danmark 10,4 liter (2016).
Straffen for promillekørsel er høj. Promillegrænsen er 0.50 (samme som den danske), men kun 0.20 for unge under 20 år. I 2022 vil en første forseelse, der ikke resulterer i en ulykke, medføre, at en køretøjets fører idømmes en bøde på 5.000 til 20.000 baht (cirka 1.000 til 4.000 kroner) og mister kørekortet i mindst seks måneder. Forårsager føreren ulykke, idømmes fængsel fra et til fem år og/eller en bøde på 20.000 til 100.000 baht (cirka 4.000 til 20.000 kroner), eller fængsel fra to til seks år og bøde på 40.000 til 120.000 baht (cirka 8.000 til 24.000 kroner). Er dødsfald forårsaget af en spritbilist, bliver straffen fra tre til 10 års fængsel og en bøde på 60.000 til 200.000 baht (12.000 til 40.000 kroner).

### Private skydevåben
Thailand har mere end seks millioner registrerede skydevåben, primært pistoler og revolvere, i privat eje blandt 69 millioner indbyggere (2018-tal), og der er yderligere mange uregistrerede våben i omløb. Adskillige dødsfald er relateret til skydevåben, mens masseskyderier er sjældne. Ifølge 2016-data fra University of Washington havde Thailand det højeste antal rapporterede pistolrelaterede dødsfald ud af 10 lande i Asien, og omkring 50 procent flere end på Filippinerne, der lå på andenpladsen. Thailand har således langt det største antal våben i omløb sammenlignet med noget andet land i ASEAN – 50 gange flere end Singapore og over tre gange flere end det nærmeste land, Cambodja – trods antal våbendødsfald overstiger USA med 30 procent (2022-offentliggørelse), er Thailand kommet bagefter det antal, der registreres for Filippinerne. Kombinationen af Thailands kroniske problemer med våbenvold, mentale helbredsproblemer og stofmisbrug resulterer i mange drab.

### Asyl og indvandring
Thailands indvandringslov skelner ikke mellem flygtninge, asylansøgere og ulovlige indvandrere. Thailand har ikke tilsluttet sig Flygtningekonventionen fra 1951, og derfor er alle papirløse indvandrere prisgivet immigrationskontorernes tjenestemænd, der regelmæssigt arresterer og fængsler nogen, der ude af stand til at fremvise et gyldigt visum. Som følge heraf er de også pålagt restriktioner for adgang til sundhedspleje og uddannelse, samt mulighed for arbejdstilladelse og dermed evnen til lovligt at tjene penge. Ophold ud over gyldig visumperiode, eller dato angivet i indrejsestempel i pas, medføre bøde, og i skærpede tilfælde tillige udvisning med indrejseforbud. Anholdes en udlænding ifm. såkaldt "overstay" bliver vedkommende udvist i fem år, dog 10 år, hvis vedkommende har opholdt sig i et år eller længere uden tilladelse. Overgiver en udlænding sig uopfordret til myndighederne er indrejseforbuddet kortere, og bortfalder helt, hvis vedkommende har opholdt sig færre end 90-dage ulovligt i kongeriget.

### Majestætsfornærmelse,Lèse-majesté
Straffelovens artikel 112 (majestætsfornærmelses paragraffen) "forbyder at beskylde, fornærme eller true den nuværende konge, dronning, arving, tilsyneladende eller regent". Efter denne drakoniske (overdrevent strenge) lov kan enhver, der findes skyldig, idømmes en maksimal straf på 15 år i fængsel pr. lovovertrædelse. Ifølge rettighedsgruppen iLaw eskalerede håndhævelsen efter militærkuppet i maj 2014, hvor mindst 94 personer blev anklaget indtil udgangen af 2017, heraf var 33 fortsat fængslet i slutningen af 2018, mens 61 sager ikke var endeligt afgjort, og de sigtede enten var løsladt mod kaution, eller sagen var afvist. Fra 2018-2020 blev der ikke rejst nye sigtelser om majestætsfornærmelse.
I slutningen af 2020, i forbindelse med demonstrationer blev artikel 112 atter benyttet. I januar 2021 blev en 64-årig kvinde idømt 43 års fængsel for i 29 tilfælde, at have delt kritisk materiale om dengang kronprins Vajiralongkorn, hvilket var den hidtil strengeste daværende straf. Den 4. september 2024 fik en tøjsælger i Chiang Rai forlænget sin fængselsdom på 28 år til rekordhøje 54 år og 6 måneder af Appelretten for 25 opslag på Facebook i 2021, som var kritiske over for monarkiet.
En meningsmåling i slutningen af januar 2021 viste, at 93 procent mente, at artikel 112 var medvirkende til at skabe ro i landet.
I 2023 blev en 14-årig pige tilbageholdt og holdt varetægtsfængslet i 51 dage for med spraymaling, at have skrevet en anarkistisk tekst på muren til Grand Palace, det historiske kongeslot i Bangkok. Hun er den yngste, der er blevet fængslet for overtrædelse af artikel 112 Også i 2023 blev en 16-årig pige anklaget for majestætsfornærmelse på Facebook i november 2020, da hun var 14 år gammel. Vinder af parlamentsvalget den 14. maj, Move Forward Party, havde som mål at reformere artikel 112, men kunne ikke få det med i grundlaget for en ny Koalitionsregering.

### Narkotika og rusmidler
Der er strenge straffe for såvel besiddelse af, som handel med narkotika. Cannabis (hash, marihuana) – samt tidligere det thailandske rusmiddel Kratom – er kategoriseret som den mildeste kategori-5 narkotika, men straffes alligevel med op til 1 års fængsel eller 20.000 baht (cirka 4.000 DKK) i bøde, eller begge dele, for besiddelse eller indtagelse. Kratom blev slettet fra narkotikalisten den 27. december 2019, da det kan anvendes medicinsk, lige som Cannabis indica, tillige blev cannabis planter – blad, stængel, rod – fjernet fra listen i november 2020, hvis de er tilladt til lovlig medicinsk dyrkning. Større mængder betegnes som distribution og straffes med op til 10-års fængsel og 200.000 baht (cirka 40.000 DKK) i bøde, eller begge dele, ved under 10 kg. For besiddelse over 10 kg er straframmen op til 15-års fængsel eller 1,5 mio. baht (cirka 300.000 dkk) i bøde, eller begge dele; ved kratom dog højst 2-års fængsel og 200.000 baht (cirka 40.000 DKK) i bøde.
Anden kategori-5 narkotika er hallucinerende svampedrik (benævnt magic mushroom eller mushroom shake), der er populært blandt unge på visse turistdestinationer, for eksempel Koh Phangan og ved øens månedlige Full Moon Party.
De øvrige fire narkotika kategorier er:
1. Heroin, amfetaminer (ecstasy), metamfetaminer (kaldt Yaba og Ice)
2. Morfin, kokain, ketamin, kodein (codein), opium inklusive medicinsk opium, metadon
3. (Misbrug af) medicinske midler (lægemidler), som lovligt indeholder kategori-2 ingredienser
4. Kemikalier anvendt til at fremstille kategori 1 og kategori-2 narkotika, for eksempel anhydrid og acetylchlorid

Kategori-3 og kategori-4 opdeles også i gruppe-1 bestående af THC (Tetrahydrocannabinol) og GHB (Gamma-hydroxybutyrat); gruppe-2 med Ketamin, efedrin og benzodiazepiner; og gruppe-4 med alprazolam, diazepam og lorazepam.
Straframmerne for kategori 1-4 narkotika er:
1. Op til livsvarigt fængsel, dødsstraf ved handel, og en bøde op til 5 mio. baht (cirka 1 mio. DKK) for produktion, handel, import eller eksport; op til 10-års fængsel eller en bøde op til 200.000 baht (cirka 40.000 DKK) for besiddelse; og op til 3-års fængsel eller en bøde op til 60.000 baht (cirka 12.000 DKK) for indtagelse.
2. Op til 20-års fængsel og en bøde op til 5 mio. baht (cirka 1 mio. DKK) for produktion, handel, import, eksport; op til 5-års fængsel eller en bøde op til 100.000 baht (cirka 20.000 kroner), eller begge, for besiddelse op til 100 g (større mængde anses for handel); 6-måneder til 3-års fængsel eller en bøde på op til 60.000 baht (cirka 12.000 DKK), eller begge, for indtagelse.
3. Stoffer i gruppe-1 og gruppe-2, op til 20-års fængsel og en bøde op til 400.000 baht (cirka 80.000 DKK) for produktion, import, eksport og handel; op til 5-års fængsel og en bøde op til 100.000 baht (cirka 20.000 DKK) for at bære stoffer over en grænse; op til 1-års fængsel eller en bøde op til 100.000 baht (cirka 20.000 DKK), eller begge, for besiddelse eller indtagelse.
4. Stoffer i gruppe 4, op til 5-års fængsel og en bøde op til 100.000 baht (cirka 20.000 DKK) for produktion, import, eksport og handel; op til 5-års fængsel og en bøde op til 100.000 baht (cirke 20.000 DKK) for at bære stoffer over en grænse; op til 1-års fængsel eller en bøde op til 100.000 baht (cirka 20.000 DKK), eller begge, for besiddelse eller indtagelse.

#### Medicinsk cannabis
Såkaldt medicinsk cannabis samt kratom, blev lovliggjort fra februar 2019, men med ganske strenge restriktioner. Thailand var det første land i Sydøstasien, der lovliggjorde marihuana til medicinsk brug. Kraton blev slettet som narkotika i december. Medicinsk cannabis (hamp) er Cannabis sativa L med et THC indhold på mindre end 0,5 % i blade og stængel, og mindre end 0,3 % i frø. Cannabis-olie skal være CBD med højst 0,2 % THC. Fra september 2019 er 99 procent CBD-olie med et THC indhold på mindre end 0,01 procent i vægt ikke længere et narkotika. Cannabisplanten – blad, stængel, rod – blev slettet som narkotika i november 2020, hvis planten er lovligt dyrket.
En forvirrende lovgivning, der ikke straffer forbrug til rekreative formål, og manglende regulering gjorde hurtigt marihuana til en profitabel aktivitet med mere end 1 million lokale producenter og omkring 11 millioner brugere i 2022. I juli 2025 var antallet af Cannabis salgssteder 18.000 forretninger. Efter parlamentsvalget i 2023 udtalte den ny premierminister, Srettha Thavisin, at han var modstander af rekreativt rekreativt brug af cannabis (brug af cannabis som rusmiddel).

#### Danskere med lange thailandske narkotikadomme
I 2001 sad der fire danske langtidsfanger, dømt for narkotika, i thailandske fængsler, Thomas Darbo (siden 1991), Bo Nannestad (siden 1993), Dan Rexen (siden 1995) og Ann Beverly Bland (siden 1995). Sidstnævnte Bland, var sammen med sin datter A'a'me Nahmet blevet anholdt i Bangkoks Don Mueang lufthavn med 306 g heroin og siden idømt 25 års fængsel. Da datteren tillige havde amerikansk statsborgerskab, kunne hun grundet udvekslingsaftale med USA overflyttes til straf der, og hun blev efterfølgende hurtigt prøveløsladt. Udenrigsminister Mogens Lykketoft besøgte Thailand, for at opnå en aftale om de danske langtidsfanger, og anmodede om benådning af kvinden, der var kræftsyg. Bo Nannestad, Thomas Darbo og Beverly Ann Bland blev i maj 2001 idømt 15 års fængsel af danske domstole, lovens strengeste narkotikastraf efter anmodning fra deres forsvarer, advokat Thomas Rørdam, for med en lang straf at få en udlevering i stand til afsoning i dansk fængsel, i stedet for "under kummerlige forhold" i Thailand. Forud var gået syv års forhandlinger om en udveksling af fanger til afsoning i hjemlandet. Nannestad og Darbo havde domme på 30-års og 40-års fængsel, sidstnævnte nedsat fra livstid i forbindelse med kongens 50-års jubilæum. 53-årige kræftsyge Beverly Ann Bland kom imidlertid ikke til at afsone i Danmark, da kong Bhumipol benådede hende, og hun blev løsladt som fri. Da thailandske myndigheder forlanger, at mindst otte år af straffen afsones i et thailandsk fængsel, kunne Rexen – der først havde fået dødsdom for smugling af 2,2 kg heroin, senere livstid, og derefter nedsat til 40 år – tidligst anmode om overflytning i 2003, mens Nannestad og Darbo hurtigt kunne prøveløslades efter deres ankomst til Danmark i september, 2001, da de havde afsonet 2/3 af deres 15-årige fængselsstraf.

### Pornografi
Den Bangkok-baserede rettighedsgruppe iLaw advarede om, at alle med pornografisk materiale på deres computer, eller andre data, der anses for ulovlige, kan fængsles. Enhver form for falsk information, herunder materiale der må formodes at kunne skade national eller økonomisk sikkerhed, eller offentligheden som helhed, oplysninger som udgør en forbrydelse i henhold til straffeloven, og oplysninger af "vulgær" karakter, herunder pornografisk materiale, er forbudt og forbundet med fængselsstraf op til to et halvt år, eller bøde op til 100.000 baht (20.000 DKK), eller begge; ikke for at sprede materialet, men blot for at være i besiddelse af det på for eksempel en privat computer.

### Prostitution
Prostitution var lovligt, indtil 1966-loven, Prostitution Prevention and Suppression Act (dansk: Lov om Forebyggelse og Bekæmpelse af Prostitution), om forebyggelse og undertrykkelse af prostitution, der senere blev erstattet med den nugældende lov fra 1996, der skulle beskytte prostituerede og forhindre menneskehandel, men faktisk fik den den modsatte effekt, da den stadig gør sexarbejde ulovligt. Det er lovligt at betale for sex, hvis det er aftalt, men i henhold til loven kan sexarbejdere anholdes, hvis de henvender sig til potentielle kunder, annoncere deres tjenester eller arbejde på bordeller. Selv om prostitution teknisk set er ulovlig, det er vidt udbredt og synlig mange steder. Prostitution straffes i øjeblikket med en bøde på op til 40.000 baht (cirka 8.000 DKK) eller to års fængsel, eller begge dele. Folk, der betaler for sex med mindreårige (under 18 år), kan fængsles i op til seks år. I 2019 blev flere end 24.000 mennesker anholdt, retsforfulgt og idømt en bøde for sexarbejdsrelaterede lovovertrædelser, ifølge Det Kongelige Thailandske Politi. Hvis udenlandske prostituerede anholdes, bliver de første gang registreret og får en bøde, ved gentagelse bliver de udvist. Der har været tiltag til flere kampagner, for at lovliggøre de prostituerede, da 80 procent af sexarbejderne er mødre og hovedforsørger for hele familien.
En anden lov, der regulerer prostitution i Thailand, er loven om underholdningssteder, B.E. 2509 også fra 1966, kaldt "Underholdningsloven". Massagesaloner (også kaldt "soapy massage") – undtagen saloner, der leverer almindelig massage – gogo-barer, karaokebarer og lignende etablissementer er reguleret og skal have licens i henhold til underholdningsloven. Loven regulerer disse virksomheder på grund af deres indflydelse på den offentlige moral og for at sikre, at mindreårige ikke får adgang til sådanne steder. Selvom Underholdningsloven ikke udtrykkeligt tillader prostitution, tillader den "servicepartnere", "udbydere af badetjenester" og lignende. Underholdningsloven skelner mellem forskellige typer ansatte, hvor nogle skal bære røde cirkulære skiver med deres nummer, mens ikke-seksuelt servicepersonale er forpligtet til at bære blå cirkulære skiver med deres nummer. Ansatte på disse etablissementer reguleret af Underholdningsloven skal være mindst 18 år, og kunder skal være mindst 20 år. I betragtning af mange af disse virksomheders tætte forhold til sexindustrien, er forskellene mellem massagesaloner, gogo-barer og prostitutionsvirksomheder ikke klare.

### Æreskrænkelse
Æreskrænkelse kan medføre indtil to års fængsel og/eller op til 200.000 baht (cirka 40.000 DKK) i bøde. Straf for æreskrænkelse kan foranlediges af offentlig kritik af andre, eller en virksomhed, blandt andet på Internettet. Loven er kritiseret af Menneskerettighedsorganisationer, der hævder, at den kan bruges til at kvæle ytringsfrihed. I december 2019 blev en thailandsk journalist idømt to års fængsel for bagvaskelse af en kyllingefarm på Twitter. Et andet eksempel er et par fastboende amerikanere, der var på ferie på øen Koh Chang i september 2020, hvor de følte sig dårligt behandlet af personalet og ledelsen på hotellet, i forbindelse med betaling af proppenge (gebyr for selv at medbringe drikkevarer i en restaurant). Efterfølgende skrev den ene amerikaner en række dårlige anmeldelser af hotellet på Internettet, hvilket medførte en politianmeldelse. Amerikaneren blev anholdt på sin arbejdsplads i Bangkok og taget tilbage til Koh Chang, hvor han blev fængslet, med mulighed for løsladelse mod en kaution på 100.000 baht (cirka 20.000 DKK), indtil sagen skulle for retten. I begyndelsen af oktober blev sagen dog forligt på hotellets præmisser og politianmeldelsen trukket tilbage. Efter klageren var sikkert ude af Thailand, satte Tripadvisor en advarsel på hotellets side, hvori Tripadvisor advarede rejsende om, at hotellet stod bag gæsts fængsling på grund af dårlig anmeldelse.

### Strenge straffe set med danske øjne

#### Tobaksrygning og e-cigaretter
Set med danske øjne kan nogle love virke ualmindelig strenge, hvilket man som turist i Thailand bør være opmærksom på. Der blev for eksempel indført rygeforbud på en række af de mest populære turiststrande fra den 1. november, 2017, for nogle strande dog først effektivt 1. februar 2018. Rygning er kun tilladt på tydeligt mærkede områder, typisk inde i en rygekabine ved stranden. Ved overtrædelse indebærer loven mulighed for en bøde på op til 100.000 baht (cirka 20.000 DKK), eller fængsel i op til et år, eller begge dele. Rygeforbuddet forventes senere at skulle omfatte samtlige nationens strande. Yderligere er der fra februar 2019 rygeforbud i en afstand af fem meter fra indgange til offentlige bygninger, hvilke inkluderer ejendomme med lejligheder, hoteller, barer og restauranter, biografer, hospitaler, skoler, helse og massage områder, hæveautomater (ATM), parkeringspladser, og flere andre steder. Tillige skal holdes fem meters afstand for skilte med rygeforbud. Overtrædelse medfører en bøde på 5.000 baht (cirka 1.000 DKK).
Også den efterhånden populære e-cigaret, eller dampcigaret, er siden 2014 forbudt i Thailand, og besiddelse eller indførsel (import) af sådanne, eller e-væske (der anses som narkotika), kan medføre bøde, og i værste fald giver loven mulighed for fængsel i op til 10 år. Adskillige turister har været anholdt – en schweizer nævnes at have været fængslet i seks dage, forud for en retssag – et ældre israelsk par blev i januar, 2018, arresteret og idømt en bøde på svarende til 1.200 USD (cirka 7.500 DKK). Lovgivningen om e-cigaretter er siden november 2018 under ændring til en lovliggørelse, blandt andet med tilladelse til afgiftspligtigt salg.

#### Andre ulovlige forhold, udlændinge bør være opmærksomme på
Flyvning med uregistrerede og uforsikrede droner med vægt over to kilo, eller med kamera uanset vægt, er fra 2018 ulovligt, også for turister, og medfører bøde på 100.000 baht (cirka 20.000 DKK), eller fængsel i op til fem år, eller begge dele. Klatring på ruiner i historiske parker, inklusive at sidde eller stå på et fundament, kan medføre 10.000 baht (cirka 2.000 DKK) i bøde eller fængsel i en måned, eller begge dele. Graffiti ses stort set aldrig i Thailand – bortset fra godkendt street art – og straf for graffitimaling er høj, op til 10-års fængsel og 1 million baht (cirka 200.000 DKK) i bøde. Også fodring af fisk i havet er forbudt – fiskene kan dø af det – ulovlig fodring medfører en mindre bøde på 1000 baht (cirka 200 DKK), hvilket en russisk turist ikke var bekendt med og enten nægtede at betale bøden, eller manglede penge, hvilket medførte fængsling i to døgn, indtil en kaution på 100.000 baht (cirka 20.000 DKK) blev betalt. I september 2018 forbød militærjuntaen at fodre duer i Bangkok, samt sælge foder til duer, en overtrædelse af fodringsforbuddet kan medføre op tre års fængsel og en bøde på 25.000 baht (cirka 5.000 DKK).

### Trafik
Trafikken i Thailand kan være en udfordring, og udlændinge bør være opmærksomme på, at hverken trafik-etik eller færdselsloven altid svarer til det, man forventer "hjemmefra", samt at mange ulykker afgøres med en økonomisk erstatning, også selv om en udlænding mener at være uden egen skyld.

## Geografi
Thailand har et areal på 513.120 km2, hvilket gør det til verdens 50. største land. Det er en smule mindre en Yemen og lidt større en Spanien.
I nord er landskabet kuperet, og de højeste bjerge er omkring 2.500 meter høje. Bjergkæderne og bakkerne er gennemskåret af frodige floddale. Den nordøstlige del af landet består af Khoratsletten (Koratsletten), oftest blot kaldt Isaan eller Isaan-plateauet, der nærmest er indrammet af bjerge med vest og syd og Mekongfloden på de andre sider. Bortset fra områderne nær floden er Koratsletten ikke særlig frodig.
I de indre egne, nord for hovedstaden Bangkok, ligger landets vigtigste landbrugsområde langs floden Chao Praya og dens delta – det kaldes Thailands risskål. Der er blevet gravet flere kanaler for at forbedre mulighederne for kunstvanding af risen.
Den del af Thailand, der ligger på Malaccahalvøen, består af frodige tropiske bjerge og bakker, indrammet af kystsletter med brede strande.
Før i tiden var landet dækket af tropisk skov, og teaktræ fra Thailand var verdenskendt. I dag har den kraftige skovhugst mindsket skovbestanden voldsomt. Der lever stadig vilde elefanter, tigre, tapirer og bantenger (verdens største okse), men 40 af landets 282 pattedyrsarter er truede. Det samme gælder 190 af de 928 forskellige fuglearter.
- Højeste bjerg: Inthanon (2.576 meter over havet)
- Største ø: Phuket (570 km²)
- Vigtigste floder: Chao Phraya, Mekong

### Provinser
Thailand er inddelt i 77 provinser, kaldt changwat, der ledes af en regeringsudpeget guvernør, der cirkulerer til en ny provins med 18 til 24 måneders mellemrum. Provinser er igen opdelt i distrikter, underdistrikter, kommuner og byområder (storby, byer, landsbyer). Sidstnævnte ledes af et folkevalgt byråd med en borgmester i spidsen. Landsbyer ledes af en folkevalgt Poo Yai Ban, der kan oversættes som "landsbyleder" (engelsk: head of village).

### Større byer
Landets vigtigste byer er - antal indbyggere i parentes: 
- Hovedstaden Bangkok (6,59 mio. 2007).
- Nakhon Ratchasima (Khorat/Korat) (278.000).
- Songkhla (243.000).
- Nanthaburi (233.000).
- Rayong (211.000).
- Khon Kaen (206.000).
- Chiang Mai (167.000).

### Klima
Thailand ligger i troperne, så der er varmt året rundt og en relativt høj luftfugtighed. Det meste af regnen falder under sommermonsunen fra maj til oktober. Lige før den kommer, er det allervarmest – det er ikke usædvanligt, at der er over 40 grader i de nordøstlige egne. Det er køligst i december og januar. I det sydlige Thailand er nedbøren mere jævnt fordelt over året, og det bliver heller ikke mærkbart køligere om vinteren.
- Gennemsnitstemperatur/døgnet: Bangkok 25 °C (december), 30 °C (april)
- Gennemsnitsnedbør/måned: Bangkok 7 mm (december), 306 mm (september)

Det er meget sjældent, at tropiske storme og tyfoner går i land i Thailand. Sidste gang, en større tropisk storm ramte landet, var i 1962, hvor stormen "Harriet" kostede omkring 900 mennesker livet. Den i blandt andre danske medier ganske omtalte storm "Pabuk" (som betyder "ferskvandsfisk") over den sydlige del af landet og nogle populære turistmål i januar 2019, blev ikke så slem, som myndighederne havde varslet, med kun fire rapporterede dødsfald og mindre materielle skader, der dog udgjorde ødelæggelser for over 3 milliarder baht. Den eneste tyfon, der nogensinde har ramt Thailand, var "Gay" i 1989, hvor cirka 800 mennesker omkom.

### Fauna
Elefanten er Thailands nationalsymbol og nyder sammen med tigre (ofte omtalt som Royal Bengal Tiger) høj status for fortsat bevarelse, som en del af naturens vilde dyreliv.
I 2019 blev antallet af vildtlevende elefanter anslået til cirka 3.000 individer. I visse området blev der i 2022 opgjort en årlig stigning af bestanden på otte procent, hvilket medførte, at elefanter trak udenfor reservaterne i fem provinser i deres søgen efter føde. I løbet af seks år, fra 2016 til 2022 blev 135 personer dræbt og 116 kom til skade efter angreb af vilde elefanter, som med en bestand i nærheden af 4.000 er flere end, der er naturlig føde til i Thailands 38 nationalparker og 31 vildtreservater, et areal på i alt 52.000 kvadratkilometer (større end Danmark, når Grønland ikke medregnes).
Den vilde tigerbestand var stærkt faldende indtil begyndelsen af 2000-tallet, hvor det er lykkedes at øge bestanden, især i Huay Kha Khang naturreservatet, hvor bestanden blev øget med ca. 50 % fra 2012 til 2018, fra 40 til 60-65 eksemplarer. Det største gruppe på omkring 120 vilde tigre lever i Thung Yai Naresuan-Huay Kha khaeng skovområdet. Et mindre antal på angiveligt 15 eksemplarer lever i Dong Phyayen-Khao Yai skovene. I 2012 regnedes den vilde bestand at bestå af 189-252 individer. Ud over den vilde bestand findes 1.464 tigre i fangeskab fordelt på 49 tigerfarme (2018). Den samlede tigerbestand i Indokina anslås til cirka 350 (2011).

## Økonomi

### Generelt
Thailand er klassificeret, som et land med øvre middelindkomstøkonomi, ifølge Verdensbanken (2021). Det thailandske statsbudget er 3,75 billioner baht, det svarer til omkring 750 milliarder kroner for finansåret 2025, for finansåret 2024 var budgettet på 3,48 billioner baht Thailands BNP var omkring 500 milliarder USD, cirka 3,2 billioner kroner i 2020 og 2021, hvilket var under coronaviruspandemien, i 2019 var BNP 544 milliarder USD, svarende til omkring 3,6 billioner kroner.
Nationen har overordnet gode makroøkonomiske balancer, herunder overskud på handelsbalancen, en begrænset offentlig gældsætning, der under militærstyret fra 2014 blev reduceret til knap 6 billioner baht (1,2 billion DKK) svarende til cirka 42 procent af BNP i 2016, lav inflation, samt en stabil valutareserve, der i februar, 2017 var på USD 169 mia. Tilsammen med en guldbeholdning på knap USD 6 mia. og USD 2 mia. i andre specielle positioner, udgjorde de internationale reserver i alt USD 177 mia. (cirka 1,2 billion DKK). I 2016 nåede Thailands overskud på løbende poster et rekord højt beløb på 48,2 mia. USD (omkring 300 mia. DKK), svarende til cirka 10 procent af landets bruttonationalprodukt. For 2020 blev den offentlige gæld dog budgetteret at stige til 42,8 procent af BNP. I august havde Coronaviruspandemien imidlertid tvunget nationen til at låne 214 milliarder baht (cirka 42 milliarder DKK) til at dække underskud, hvorved den samlede gæld kom til at udgøre 8,21 billioner baht (cirka 1,6 billion DKK), 51,64 procent af BNP. Staten fjernede samtidig gælden i konkursbeskyttede Thai Airways fra regnskabet, da selskabet var overgået til privateje. Pr. 30. september var gælden faldet til 49,34 procent af BNP. Til sammenligning udgjorde den gennemsnitlige offentlige gæld i EU-landene 77,8 procent ved udgangen af 2019. I maj 2021 optog regeringen yderligere et lån på 500 milliarder baht, omkring 100 milliarder kroner, til finansiering af hjælpepakker i forbindelse med Coronaviruspandemien. Siden 1996 er den offentlige gæld dog steget støt fra et gennemsnit på 45 procent mellem 1996 og 2022 til et nuværende niveau på 61,25 procent. Regeringen under ledelse af Prayut Chan-o-cha (2019-2023) hævede i december 2022 loftet på lån fra 60 procent til 70 procent af BNP i henhold til 2018 State Fiscal and Financial Disciplines Act.
Thailand er verdens 11.største fødevareproducent (2020).
Thailands samhandel med Danmark udgjorde i 2017 en eksport til Danmark på 2,7 mia. DKK, og en import fra Danmark på 2,5 mia. DKK, første år den danske eksport til Thailand oversteg 2 mia. kroner.

### Fattigdom
Seks år i træk, 2015-2020, lå Thailand nr. 1 på Bloombergs Miserable Index, som det mindst miserable (elendige) land, lav arbejdsløshed og lav inflation er blandt de afgørende faktorer. De følgende fire lande var til sammenligning i 2020: 2)Singapore, 3)Japan, 4)Schweiz og 5)Malaysia. Trods dette vurderede Verdensbanken, at det vil tage 20 år, før Thailand kan betragtes som et land med høj indkomst. Verdensbanken konkluderer, at der i 2017 var næsten 7,1 millioner ekstremt fattige med en dagsindkomst på mindre end $6,2 om dagen, svarende til 218 baht (cirka 44 kroner), 20 procent af disse menes at leve lige over fattigdomsgrænsen. Det drejede sig især om bønder i de nordlige og nordøstlige områder, samt de tre sydligste provinser. Thailands National Economics and Social Development Council (forkortet: NESDC, dansk: Det Nationale Økonomiske og Sociale Udviklingsråd) konkluderede i sin rapport fra december 2022, at der i 2021 var mere end 8,1 millioner fattige thailændere, herunder 4,4 millioner, der levede under fattigdomsgrænsen, hvilket var en nedgang fra 4,7 millioner i 2020. Da indkomst ikke er den eneste faktor, der afspejler fattigdomssituation, har NESDC brugt Multidimensional Poverty Index (forkortet: MPI, dansk: Multidimensionelt fattigdomsindeks), som identificerer fire dimensioner af fattigdom: Uddannelse, sund levevis, livskvalitet og finansiel stabilitet.
Det Nationale Økonomiske og Sociale Udviklingsråd sagde i deres 2023-rapport, at selvom fattigdom og indkomstulighed var faldet og indkomsterne steget, kræver økonomisk ulighed forsat opmærksomhed. I 2017 levede 7,87 procent af alle thailændere for mindre end den thailandske fattigdomsgrænse på 2.686 baht (cirka 540 kroner) om måneden pr. indbygger, mens der i 2021 kun 6,32 procent af alle thailændere under fattigdomsgrænsen, fastsat til 2.803 baht (cirka 560 kroner). Offentlige udgifter til at reducere den økonomiske virkning af Covid-19-pandemien i 2020 spillede en rolle i at reducere fattigdom. Andelen af fattige faldt yderligere til 5,43 procent i 2022 og til 3,41 procent i 2023.
1,31 millioner husstande, svarende til 5,04 procent af det samlede antal husstande, blev opgjort som værende i fattigdom i 2019, et fald fra 1,85 millioner husstande, eller 7,64 procent, i 2018. Antallet steg under Coronaviruspandemien i 2020, især blandt folk med arbejde i turistsektoren og selverhvervende. I november 2021 skønnedes 15 millioner (cirka 20 procent af befolkningen) at være "fattige", det vil sige berettiget til registrering som havende lavindkomst (relativt fattige). I november 2022 ansøgte 22 millioner thailændere om statens velfærdskort – cirka en tredjedel af den voksne befolkning, en stigning fra tidligere 13,5 millioner – hvilket dog ikke var ensbetydende med, at de kvalificerede sig til et sådant chipkort, der giver små fordele, for eksempel 200-300 i økonomisk støtte pr. måned og op til 500 baht i transporthjælp om måneden. For at kvalificere sig, skal man have en årsindkomst på under 100.000 baht (cirka 20.000 kroner), svarende til 8.300 baht om måneden, hvilket tangerer mindstelønnen. En del af stigningen blev angivet til at skyldtes den økonomiske nedgang under COVID-19-pandemien.
Ifølge multidimensionalt fattigdomsindeks for 2019 – altså før effekten af Coronavispandemien indtraf i 2020 – blev Thailand indikeret med 0,002, laveste indeks i ASEAN, sammenlignet med blandt andre Myanmar (0.176), Cambodja (0.170), Laos (0.108), Filippinerne (0.024), Vietnam (0.019) og Indonesien (0.014). Det var en forbedring fra 2015-2016, hvor indekstallet var 0,003, og 2012, hvor indekstallet var 0,005. Ifølge den seneste undersøgelse blev 176.000 mennesker løftet over fattigdomsgrænsen på grund af bedre adgang til basale forsyninger, såsom sanitet, drikkevand, elektricitet og bolig. Andre vigtige faktorer er antallet af års uddannelse og adgang til næringsstoffer, hvilke var særligt vigtigt i forbindelse med COVID-19-udbruddet, der havde størst indvirkning på de mest sårbare grupper. Brug af flerdimensionelle perspektiver til at analysere fattigdom understreger vigtigheden af at se på fattigdom frem for indkomst.

### Velfærd
Selv om Thailand i stigende grand bliver udviklet mod et velfærdssamfund, er forskellene mellem rige og relativt fattige stadig stor – set med danske øjne er uligheden overvældende, og omfordelingen beskeden. Thailand avancerede fra nummer tre i 2017, til nummer et på listen over lande med størst ulighed i 2018. Blot én procent af landets rigeste, ejer to tredjedele, 66,9 procent, af nationens værdier – if. banken Credit Suisse er det 500.000 thailændere, der ejer to tredjedele af værdierne – mens de fattigste 10 procent ejer 0 procent. Den laveste halvdel af befolkningen ejer tilsammen 1,7 procent af nationens værdier. Til sammenligning kan nævnes, at de laveste 50 procent af danskerne ejer fem procent og øverste en procent af danskerne ejer 14,7 procent, samt at øverste 10 procent ejer halvdelen af Danmark (2017). Den thailandske regering betvivlede den schweiziske opgørelse og mente den var baseret på forældede data, og at forskellen mellem rig og fattig derimod blev formindsket fra 2006 til 2017.
Pr. november 2020 udgjorde 1,64 procent af bankernes indlånskonti 77.71 procent af alle indestående beløb, mens 86,68 procent af indlånskonti udgjorde 2,98 procent af alle indestående beløb.
NESDB (Den nationale økonomiske og sociale udviklingskomite, fra engelsk: The National Economic and Social Development Board) mente at kløften mellem rig og fattig var mindsket i det forudgående årti, men fortsat et problem. Ifølge NESDC faldt antallet af fattige fra 9,85 procent (6,7 millioner) i 2018 til 6,24 procent (4,3 millioner) i 2019. Gini-koefficienten var faldet fra 40,3 i 2008 til 36,4 i 2018 ifølge Verdensbanken. I 2023-opgørelsen blev Gini-koefficienten dog angivet til 43,3. Banken fremhævede, at de primære bidragydere til indkomstulighed er uligheder baseret på husstandsledernes erhverv og uddannelsesniveau. Regionale kløfter er også udtalte, hvilket fremgår af Bangkoks BNP pr. indbygger, der er over 6,5 gange højere end i den nordøstlige region, som registrerer det laveste BNP pr. indbygger i landet. Til sammenligning var Gini-koefficienten for Danmark 27,5 i 2019 ifølge Eurostat og 28,7 i 2017 ifølge Verdensbanken.
De tre rigeste thailandske familier er if. Forbes juli (2025), Chalerm Yoovidhya-familien, ejer af Red Bull med 44,5 mia. USD (cirka 285 milliarder kroner); Dhanin Chearavanont-brødrene, CP Group (Charoen Pokphand Group), som inkluderer 7-Eleven franchise, drevet under CP All Plc (børsnoteret selskab) i Thailand og flere nabolande, med 35,7 mia. USD (cirka 230 mia. kroner); Sarath Ratanavadi, grundlægger af Gulf Energy Development, Energi-leverandør, med 12 mia. USD (cirka 77 mia. kroner). Til sammenligning er Danmarks rigeste, Anders Holch Povlsen, Bestseller A/S, god for omkring 47 mia. kroner i 2024.
Især jordpolitik, brugsret og ejendomsret til jord, er diskutabelt, da en overvejende del af landbrugsjorden i princippet ejes af staten og kun er stillet til bøndernes rådighed med brugsret, men uden egentlig ejendomsret.
For at hjælpe de dårligst stillede i samfundet indførtes i 2017 et velfærdskort (engelsk, Welfare Card), for de laveste indkomster, henholdsvis under 30.000 baht og 100.000 baht om året (cirka 6.000 DKK og 20.000 DKK). Der er registreret knap 12 millioner brugere i systemet, der giver samfundets dårligst stillede månedlig hjælp til indkøb af dagligvarer (200-300 baht), offentlig transport (500-1.500 baht), gas til madlavning (45 baht), samt et kontant tilskud på henholdsvis 200 baht og 100 baht.
Ifølge Thailands Homeless Association (dansk, Hjemløseforeningen) var der i 2019 anslået omkring 10.000 hjemløse personer i landet. Social Udviklings og Menneskerettighedsministeriet (oversat fra engelsk, Social Development and Human Security Ministry) har tre hjemløsehjem i Bangkok, Chiang Mai og Khon Kaen, der tilsammen kan huse 698 personer. Til sammenligning var der 6.600 hjemløse i Danmark ifølge hjemløsetællingen 2017.

### Nyere økonomisk historik
Historisk set, havde den thailandske økonomi oplevet næsten uafbrudt vækst siden 1950'erne, og landet regnedes for en af de asiatiske tigre. Før 1986 var Thailands økonomi domineret af landbruget, der havde en konstant voksende produktion af specielt ris, men også andre afgrøder. Landbruget er dog stadig den sektor, der beskæftiger den største del af befolkningen. Bortset fra perioden 1981-1985 lå den årlige vækst på mellem 7 og 10 procent. Den mest bemærkelsesværdige udvikling fandt sted i perioden 1986-1996, hvor også økonomiens struktur begyndte at forvandle sig fra at have været domineret af landbrug til at have en stærk industrisektor. I begyndelsen af den periode havde Thailand verdens hurtigst voksende økonomi, og eksportværdien steg med 30 procent om året.
I denne periode blev lanceringen af Eastern Seaboard Development Project rettet mod at udvikle den østlige kystregion (fra Bangkok ned mod Cambodia). Udenlandske investeringer steg kraftigt, hvilket fik økonomien til at ekspandere med tocifrede hastigheder og øgede håbet om, at Thailand ville blive Asiens femte tigerøkonomi. Imidlertid førte intern politisk ustabilitet og dårlig økonomisk politisk styring til finanskrisen i 1997, kendt som Tom Yum Kung-krisen. Denne krise blev udløst af overdreven udlån fra finansielle institutioner og liberaliseringen af det finansielle marked, hvilket gjorde det muligt for kommercielle banker at låne fra udenlandske enheder, for at yde lån indenlandsk.
Alt dette fik dog en brat afslutning i sommeren 1997, da handelen med valuta og værdipapirer brød sammen og førte til en akut økonomisk krise. Vækstprognosen for det år blev efterfølgende beregnet til 0,6 procent i stedet for de oprindeligt anslåede 8 procent. Krisen bredte sig til det øvrige Sydøstasien, hvor den indimellem ramte hårdere end i Thailand. Den økonomiske krise overskyggede alle andre politiske og økonomiske spørgsmål i begyndelsen af 1998.
Thailands høje økonomiske vækst mellem 1962 og 1996 blev i vid udstrækning drevet af investeringsudvidelse, der fik skylden for at have oppustet den økonomiske boble frem til 1997. Et voksende underskud på handelsbalancen, der skyldtes stigende import, førte i begyndelsen af året til angreb mod thailandske baht af valutaspekulanter. Centralbanken forsøgte at holde valutakursen oppe med støtteopkøb og ved at sætte renten op. Men valutareserven svandt hurtigt ind. Samtidig havde faldende udenlandske investeringer skabt en overkapacitet i ejendoms- og byggebranchen, der fik problemer med at betale afdragene på sine lån. Det ramte så de finansieringsselskaber, der levede af at udlåne penge til byggebranchen. I juni 1997 kollapsede ejendoms- og finansmarkederne.
Den 2. juli blev kursen på bahten givet fri, og på tre uger faldt dens værdi over for dollaren med en tredjedel. Et par måneder senere var værdien halveret. Mange virksomheder havde ikke en naturlig afdækning, fordi deres indtægter var i baht, mens deres renteomkostninger og gæld var i dollars. Den Internationale Valutafond, IMF, besluttende i august at give en støttepakke til en værdi af cirka 110 milliarder danske kroner, men betingelserne var hårde. Thailand skulle blandt andet skærpe sin rente- og valutapolitik, sætte momsen op fra syv til 10 procent, foretage store nedskæringer på statsbudgettet, der helst skulle give overskud fra 1998, og desuden få bruttonationalproduktet til at stige med 3,5 procent.
Det økonomiske kollaps og efterfølgende devaluering hjalp thailandske eksportører begyndte at finde nye markeder til deres varer. På længere sigt stabiliseredes økonomien, så Thailand for alvor kunne tage skridtet fra arbejdskrævende industrier til fremstilling af mere avancerede produkter, men trods dette, forblev væksten på tre-fire procent om året, i modsætning til de høje rater før 1997-kollapset. I takt med industrialiseringen har mønsteret i Thailands udenrigshandel også forandret sig grundlæggende. Før bestod eksporten næsten udelukkende af produkter fra landbrug og fiskeri. Nu kom fire femtedele af de eksporterede varer fra produktionsindustrien, fortrinsvis tøj, elektriske apparater, computere og andre lettere industrivarer. Også fisk og skaldyr blev eksporteret. Samtidig steg importen og dens sammensætning afspejlede industrialiseringen af landet med indførelse af maskiner, industrikomponenter. Importen af rene forbrugsvarer steg også.
De private investeringer i forhold til BNP toppede med 41 procent tilbage i 1995, men faldt til 18 procent i 2023. Offentlige investeringer i forhold til BNP toppede med 13 procent i 1997, men var støt faldet til 6 procent i 2023. En ny fremtidsplan for økonomien blev i 2024 lanceret med otte punkter, henholdsvis turisme, wellness og medicin inkluderende sundhedspleje, løft af landbrugs- og fødevareproduktionen, luftfartshub, såkaldt Land Bridge-infrastruktur for at forbinde kystlinjer og øge forretningsmuligheder, produktion af elbiler, digital økonomi, samt finansielt knudepunkt..

### Naturressourcer og energi
Thailand var engang kendt for sine store regnskove. Men den store økonomiske værdi, de repræsenterede, førte til en næsten ukontrolleret skovhugst, og i dag er de fleste af skovene borte.
Der er kun få af mineralforekomsterne, der er store nok til, at det kan betale sig at udvinde dem, idet tin er en undtagelse. Det menes, at Thailand råder over en tiendedel af verdens samlede tinforekomster. Frem til midten af 1980'erne blev der brudt tin i stort omfang, men siden er produktionen faldet drastisk. I 1990erne er gips blevet en vigtigere eksportvare end tin. Thailand har også potaske, jern, bly, kobber og zink og er verdens største eksportør af ædelstene. Der er store forekomster af safirer, rubiner og jade.
Thailand har hidtil været stærkt afhængigt af energiimport, men fra 1990'erne er man begyndt at producere naturgas i større omfang i Siambugten. Der er også fundet tre mindre oliefelter i bugten, og der brydes store mængder brunkul. Godt en fjerdedel af landets elektricitet produceres på kulfyrede kraftværker. Samtidig er landets samlede energibehov dog steget, og man må stadig importere store mængder fossilt brændstof.

### Fiskeri
Thailand har en af Asiens største fiskeflåder, der mere end fordoblede fangstmængden fra 1980 til 1995. Det skyldtes aftaler med Burma, Indonesien, Bangladesh, Indien og Oman, som gav Thailand lov til at fiske inden for disse landes søgrænser. Der er færre fisk end tidligere langs de thailandske kyster. Den største vækst i fiskesektoren har været inden for rejeopdræt, hvor Thailands globale eksport udgør ca. 500.000 tons i 2017. Thailand eksporterer mange frosne og konserverede (dåse) fiskeprodukter, halvdelen sælges til USA, men også Japan, Frankrig og Italien er store importører. Med 80 procent af verdensmarkedet er Thailand den største eksportør af tunfisk på dåse.
Thailand regnes for at være verdens tredjestørste fiskeeksportør (2017), men er under kritik for dels at overfiske – indenfor nationens eget farvand er fiskefangsten gået 85% ned i løbet af 50 år – og for at anvende såkaldte "slavearbejdere" (trafficking) i fiskeflåden, hvis økonomi er baseret på billig arbejdskraft fra nabolande som Burma (Myanmar) og Cambodja, ofte illegale fremmedarbejdere. Flere end 300.000 personer arbejder i fiskeindustrien. Der omtales 18-timer lange arbejdsdage og unge mænd og drenge ned til 13-års alderen, der kan være kommet i tro om bedre arbejdsforhold og løn, som lovet af agenter, eller direkte menneskehandlet, som det har været nævnt i flere rapporter og adskillige thailandske avisartikler. 90% af fiskeindustriens i alt 650.000 arbejdere (2017) er migrantarbejdere. Myndighederne forsøger at stramme op ved at indføre registrering af udenlandsk arbejdskraft og regulering af arbejdsforholdene i fiskeindustrien. Problemerne er imidlertid størst på den del af flåden, som er uden for myndighedernes direkte kontrol, da den fisker i internationalt farvand, der kan være så langt væk som ud for Afrika.
EU havde en periode Thailand på den såkaldte "watch list" for illegalt, urapporteret og ureguleret fiskeri (IUU), da EU mente at landet ødelagde maritime ressourcer og økosystemer, misbrugte arbejdstagere om bord på fiskerbåde og undlod at levere nødvendige faciliteter til arbejdstagere. I januar 2019 besluttede Europa-Kommissionen at fjerne Thailand fra listen, som anerkendelse af de fremskridt, der var sket til forhindring af illegalt og urapporteret fiskeri. Fra 15. februar til 15. maj lukkes den 27.000 kvadratkilometer store Thailandbugten (Golf of Thailand) årligt for fiskeri, så det marine liv får mulighed for revitalisering. FN efterforsker Thailands fiskeindustri for manglende justits, og lønninger under den regeringsfastsatte minimumsløn på cirka 9,000 baht (1.800 DKK) om måneden.

### Jordrettigheder og ejendomsret
Regeringen vedtog at anvende vestligt funderede jordlove (fast ejendom] i 1901, der er baseret på privat ejendomsret, og efterfølgende jordlovgivning har været i samme retning. Den thailandske forfatning fra 2007 giver folk ret til at deltage i forvaltningen af naturressourcer og miljøet, dog er udsættelser fra skove og landbrugsjord taget til, for at give plads til minedrift og kraftværker, hvilket har haft medført protester på landsplan. Omkring en tredjedel af befolkningen er afhængige af jord for at leve, men ligeved 80 procent af al privat jord ejes formelt af knap en femtedel af befolkningen, ifølge jordrettighedsgrupper, der opfordrer til reformer.
Thailand startede jordreformer, kendt som Sor Por Kor 4-01, i 1975, ved at give statsjord til jordløse bønder, der kunne bruge det til landbrugsformål, men ikke eje det. Enhver fattig bonde blev berettiget til maksimalt 50 rai jordret til landbrug – "rai" er flademål for 1.600 kvadratmeter, 50 rai svarer således til 8 hektar eller 14½ tønder land – den tildelte jord med skødetitlen Sor Por Kor er statsejendom, oftest jord fra skov, og kan ikke sælges, men kan gå i arv til børn. Jordrettighedsgrupper i Thailand estimerer dog, at der er mere end 8 millioner jordløse mennesker i landet.
Thailand har en længere række skødeklasser med forskellige titler, hvor kun to indeholder en egentlig ejendomsret med mulighed for tinglysning af rettigheder, for eksempel gæld med sikkerhed i ejendommen og brugsret. Sidstnævnte er meget anvendt i Thailand, både som udlejning og leasing af jord, men også som brugsret i form af usufruct (ius in re aliena), der stammer fra romersk lov og giver brugeren ret i en begrænset periode, ofte for brugerens livstid, at bruge/nyde (usus) ejendommens frugt (fructus). Ud over egentlige skødeklasser findes en række navngivne dokumenter, der giver fortrinsvis bønder brugsret til statsejet jord.
De væsentlige skødeklasser for jordret
- Por Bor Tor Har (P.B.T.5), er en skattekvittering for brug af et jordstykke uden rettigheder, der dog senere kan opgraderes til S.K.1.
- Sor Tor Gor (S.T.G.), giver ret til bosættelse på et stykke statsskovland, Rettigheden kan ikke sælges eller overdrages, undtagen ved arv.
- Sor Por Gor (S.P.G. 4-01), giver ret til at besætte et jordstykke, der kun må anvendes til landbrug. Rettigheden kan ikke sælges eller overdrages, undtagen ved arv
- Sor Kor Nung (S.K.1), giver ret til at besætte og bruge et jordstykke (generelt til landbrug), men er ikke en ejendomsret. Afhængig af beliggenhed, kan retten opgraderes til N.S.3. Retten kan sælges eller overdrages ved arv.
- Nor Sor Song (N.S.2), giver ret til at besætte og bruge et jordstykke i en midlertidig periode. Rettigheden kan ikke sælges eller overdrages, undtagen ved arv. Afhængig af beliggenhed, kan retten opgraderes til N.S.3 eller N.S.4.
- Nor Sor Sarm (N.S.3), giver ret til besiddelse af et bestemt jordstykke, men skel skal bekræftes af ejere af tilstødende jordlod. Der findes to varianter "N.S.3 Gor" og "N.S.3 Khor", hvor landmålingen er mere nøjagtig. N.S.3 har ejerret, men ikke fuld ejendomsret. Der kan tinglyses servitutter og jorden kan sælges, dog med en 30-dages indsigelsesfrist fra andre. Retten kan opgraderes til N.S.4.
- Nor Sor Si (N.S.4), ofte kaldt "Chanote", er fuld ejendomsret uden restriktioner.

### Landbrug
Thailand er et stort landbrugsland, og indtil 1980'erne var landbruget rygraden i økonomien. I 1950'erne var der plantet ris på 88 procent af den opdyrkede jord. Siden 1960 er landbrugets andel af bruttonationalproduktet, BNP, faldet fra 40 procent til kun 10 procent i 1996. Det betyder nu ikke, at landbrugsproduktionen ikke er vigtigt, set med internationale øjne. Bortset fra Vietnam er Thailand Asiens eneste nettoeksportør af levnedsmidler, og verdens største eksportør af ris, maniokrod og søde majs (sweet corn (fra 2018),) samt verdens næststørste eksportør af gummi, hvor eksporten udgør 40% af verdens naturgummi til primært bildæk, og sukker. Restprodukterne fra sukkerrør og kassava, der anvendes til fremstilling af bioethanol, bruges til produktion af bioplast, som Thailand er verdens næststørste producent af, efter USA. 90 procent af bioplast eksporteres. Selv om landbruget kun udgør knap 10 procent af BNP, beskæftigede det 12,2 millioner mennesker i 4. kvartal 2022, hvilke udgjorde omkring 30 procent af landets arbejdsstyrke.
Det totale opdyrkede areal udgør 60,49 millioner rai (1 rai = 1600 kvadratmeter), svarende til 9,68 millioner hektar (2020-tal). Landbruget, især risbønderne, er i en vis udstrækning subsidieret af staten. I 2018 gav regeringen en arealstøtte til ris på 1.000 baht (cirka 200 DKK) pr. rai (thailandsk flademål på 1.600 kvadratmeter), svarende til 6.250 baht (cirka 1.250 DKK) pr. hektar. Til sammenligning har dansk landbrug også en hektarstøtte finansieret af EU, hvor grundbetaling ved planteavl typisk udgør omkring 1.280 kroner. I gennemsnit producerer en rai rismark cirka 250 kg uafskallet riskorn, svarende til et udbytte på omkring 1,5 ton pr. hektar. Ved en kilopris på 10 baht bliver det til 3.500 baht (cirka 700 DKK) pr. rai, inklusive arealstøtte, eller knap 22.000 baht (cirka 4.400 DKK) pr. hektar. Sukkerrør vil derimod producere omkring 12 ton pr. rai og med en pris på 800 baht pr. ton kunne indbringe 9.600 baht (cirka 1.900 DKK), svarende til 75 ton pr. hektar og 60.000 baht (cirka 12.000 DKK). Sukker støttes med 50 baht (10 DKK) pr. ton af regeringen, dog højst op til 5.000 ton pr. landbrug. I 2012 blev der produceret 20 mio. tons ris.
Fra at være verdens største riseksportør overtog Indien denne position i 2019 med 9,77 millioner tons, mens Thailands eksport af ris udgjorde 7,58 millioner tons, efterfulgt af Vietnam med 6,37 millioner tons. Trods thailands "Hom Mali"-ris (jasmin ris) er anerkendt som førende kvalitet på rismarkedet, er risbønderne stadig blandt nationens fattigste. Der er i alt 60 millioner rai, svarende til 9,6 millioner hektar, rismarker (2020-tal), men udbyttet er lavt i forhold til Vietnam, hvor det kan være dobbelt så højt, mellem 800 og 1000 kg pr. rai. Bangkok Post angiver 450 kg pr. rai, andre kilder har tidligere nævnt 250 kg. Trods høj markedspris på ris er bøndernes afregningspris lav, hvilket skyldes mellemhandlere og rismøller. Regeringen overvejer at indføre registrering af rishandlere, så bønderne kan få en større andel af handelsprisen.
Thailandsk hom mali ris (jasmin ris) er blevet udnævnte som verdens bedste i både 2020 og 2021. Videnskaben har fundet frem til, at der har været dyrket ris i Thailand siden 537 f.Kr., hvilket er det 6. århundrede efter den buddhistiske kalender. Frem til Sukothai-perioden (1238-1438) blev der dyrket glutinøse ris (klistrende ris (i dag kaldt Khao nia (thai: ข้าวเหนียว, engelsk: sticky rice), men på dette tidspunkt begyndte man også at dyrke indica ris (khao jao), der menes at stamme fra khmer-kultur og blev foretrukket af den herskende klasse. I 1945 fandt en risbonde, Jaroon Tanthawut, i Chon Buri-provinsen en ny variant, da han sorterede riskorn til at blive sået for næste års høst. Han kaldte den for khao hom mali, kendetegnet ved at være langkornet med krøllede spidser, et klart blankt ydre og velduftende duft og blød konsistens ved tilberedning. Andre bønder i området fandt den ny sort attraktiv og begyndte også at dyrke den. Fra 1951 spredtes kendskabet til hom mali og i 1959 godkendte Rice Species Consideration Committee sorten og navngav den "Khao Dawk Mali 105" (hvid jasmin 105), og begyndte at distribuere den til bønderne. Siden er hom mali blevet den mest udbredte sort.
Kaffedyrkning er stigende, produktionen udgør over 25.000 tons om året (2020-tal), til en værdi af 60 milliarder baht (cirka 12 milliarder DKK). Arabica dyrkes i de nordlige provinser Chiang Mai (2.283 tons), Chiang Rai (3.402 tons) og Nan (3.825 tons), og robusta i de centrale og sydlige områder i provinserne Ranong (4.667 tons) og Chumphon (11.537 tons).
Palmeolie har været en vigtig thailandsk afgrøde siden 1930'erne. De fleste plantager ligger i den sydlige del af landet.
Efter Thailand i 2018 blev det første land i den sydøstasiatiske region, der legaliserede brugen af cannabis til medicinsk brug, satses der på en voksende cannabisindustri, som forventes at generere mere end 10 milliarder baht (cirka to milliarder kroner) om året i indtægter fra marihuana og hamp.
Thailand er også en af Asiens største svinekødsproducenter, en industri til en værdi af 3.3 milliarder USD i 2018 (cirka 22 millarder DKK). Der produceres over 2 millioner svin ("hogs", svin over 54 kg) om året, heraf eksporterer omkring 40 % til Cambodja, Laos og Myanmar. Svineproduktionen udgøres af to større producenter,  Betagro Pcl og Charoen Pokphand Foods Pcl, foruden cirka 180.000 mindre brug. Nogle af svinefarmene er baseret på dansk viden og teknologi, eller med direkte fælles dansk-thai ejerskab, som for eksempel Thai-Denmark Swine Breeder PcL. Til sammenligning slagtedes flere end 18 millioner svin i Danmark i 2018, omkring 90 % af det danske svinekød eksporteres.
Mælkeproduktionen består af tre daglige partier, 1.300 tons til skolemælk, 700 tons til kommercielt salg og 1.400 ton til fremstilling af mælkepulver. Der er omkring 30.000 mælkebønder i Thailand. Den thailandske mælkeproduktion skyldes i vid udstrækning danskeren Gunnar Søndergaard, der skabte virksomheden Thai-Danish Milk, i dag Thai-Denmark, i slutningen af 1950'erne. Gården, der tillige inkluderer mejeri og landbrugsskole, ligger knap 150 kilometer nord for Bangkok, den blev senere til et Danida-projekt.
En landbrugs husstand havde i 2018 en gennemsnitsindtægt på 197.373 baht (cirka 40.000 DKK), en stigning på 22 % i forhold til 2017, og et forbrug på 122.890 baht (cirka 25.000 DKK). Hver person havde i gennemsnit en årsindkomst på 74.483 baht (cirka 15.000 kroner). Omkring 40 procent af bønderne regnes for fattige med en månedsindtægt på 4.750 baht (2019, cirka 1.000 DKK; mindstelønnen er på omkring 8.000 baht, cirka 1.700 DKK), hvorfor nogle flytter til større byer for at arbejde. Bønderne og deres familier udgjorde i 2017 cirka 15 millioner individer, svarende til omkring 23 % af hele befolkningen. Lønningerne og prisniveauet i Thailand er steget i takt med væksten i landets økonomi, og sammenlignet med andre asiatiske lande er det ved at blive dyrt at producere i Thailand. Desuden sluger udvidelsen af industrien og infrastrukturen mere og mere af landbrugsjorden.

### Frugtavl
Thailand er, grundet geografi og klima, Asiens største producent og eksportør af forskellige friske, især tropiske frugter som  appelsiner, bananer, durian, guavaer, kokosnødder, litchi, mango, mangostan og rambutan. Mens Thailand eksporterer tropiske frugter til mange lande, især til Kina og de nærliggende asiatiske, importerer nationen selv kølige egnes, friske frugter fra Australien, Chile, Japan, Kina, New Zealand, Sydafrika, Sydkorea og USA. I 2017 var værdien af frugtavlsproduktionen på 3,3 mia. USD (cirka 20 mia. DKK), hvoraf der blev eksporteret for 1,2 mia. USD (cirka 7 mia. DKK), og importeret frugt til en værdi af 720 mio. USD (cirka 4,3 mia. DKK).
Thailand er verdens største durianeksporter med en markedsandel på 93,5 procent (2023) og tillige verdens største durianproducent, med en kommerciel produktion på mellem 900.000 og 950.000 tons, næststørst er Malaysia med 400.000 tons. Høstsæsonen er typisk maj til august, med en mindre høst mellem december og februar. Durian, også omtalt som frugternes konge, udgør den største frugteksport, i 2017 til en værdi af 616 mio. USD (cirka 3,7 mia. DKK), hvilket var en fjerdedel af nationens samlede eksport af frugt og grøntsager på 2,32 mia. USD (cirka 14 mia. DKK). 90% eksporteres som frisk durianfrugt, mens de resterende 10% var tørrede eller frosne. Kina er største aftagerland, hvor der i april 2018 blev indgået en treårig regeringsaftale til en værdi af 478 mio. USD (2.9 mia. DKK) med den kinesiske E-handelsplatform Alibaba om salg af durian. Det første parti på 80.000 frugter, med en samlet vægt på 200.000 kg, blev solgt på under et minut.
Thailand er med en samlet årlig produktion på omkring 1,3 millioner ton blandt verdens største kokosnød eksportører af såvel produkter fra friske og tørrede kokosnødder, samt kokosmælk og olie. Den amerikanske dyreretsforeningen PETA har i 2020 kritiseret Thailand for at anvende makakaber til at plukke kokosnødder, hvilket er en gammel tradition, som anvendes i få plantager i den sydlige del af landet, der har største områder for dyrkning af kokosnødder.

### Halalfødevarer
Thailands fire sydlige, overvejende muslimske provinser, Songkhla, Pattani, Yala og Narathiwat, har en stor produktion af halalfødevarer. Thailand er den største halaleksportør i ASEAN, den tredjestørste i Asien og den 12.største i verden. Den samlede halalfødevareeksport androg 29 milliarder USD (omkring 190 milliarder DKK) i 2019.

### Detailhandel
Thailands detailhandel domineres primært af tre store konglomerater, henholdsvis Central Group, ejet af Chirathivat-familien, CP Group kontrolleret af Chearavanont-familien, landets rigeste familie (2023) og nr. 21 i verden ifølge Bloomberg L.P. (2020), og Thai Beverage. CP Group blev i marts 2021 opgjort til at sidde på 83,97 procent af dagligvaremarkedet, men konkurrencen mellem konglomeraterne er siden øget. En ny konkurrent er CJ X fra Carabao Group, som har planer om at udvide fra fire engros-varehuse til 100 i 2025 og dermed konkurrere med CP Groups Siam Makro-kæde. Carabao er i forvejen et stærkt indarbejdet varemærke (blandt andet energidrik og rockband). Desuden findes en række mindre kæder og et ukendt stort antal traditionelle dagligvare-butikker, ofte benævnt som far og mor-forretninger.
Central Group, med hovedsæde i Bangkok, ejer en række store indkøbscentre, blandt andet CentralWorld i Bangkok, Thailands største og verdens 11. største shopping center, Central og Robinson stormagasiner (også danske Illum), elektronikkæden Power Buy, supermarkedskæden Tops  (en Japansk franchise-kæde) og cirka 1.200 Tops Daily (tidligere FamilyMart) nærbutikker.
Hypermarkedskæden BigC med cirka 1.300 store og mindre dagligvarebutikker, landets næststørste kæde, var oprindeligt en del af franske Groupe Casino, men blev i 2016 købt af Charoen Sirivadhanabhakdis TCC Group. Sirivadhanabhakdi er landets tredjerigeste (2023) og blandt andet grundlægger af ThaiBev, nationens største bryggerikoncern. Charoen Siriwattanaphakdi planlægger at omdanne 30.000 dagligvarebutikker til en landsdækkende Larn Don Jai-kæde (Favoritbutikker) inden 2027. Berli Jucker (BJC) skal levere logistik-, marketing- og datastyringsstøtte til traditionelle små butikker – de ofte såkaldte far og mor-forretninger – for at modernisere dem. Til gengæld forventes disse butikker at hente varer fra forskellige virksomheder inden for konglomeratet, såsom Big C og Thai Beverage.
CP Group, med hovedsæde i Bangkok, er blandt verdens største konglomerater, der i Thailand blandt andet opererer flere end 14.000 7-Eleven-franchise forretninger i 2023. Desuden 134 Siam-Makro engros-centre, som er en del af en international kæde, samt siden 2020 cirka 200 Lotus's hypermarkeder og 1.600 mindre dagligvarebutikker Lotus's Go Fresh i 2021), overtaget fra britiske Tesco; kæden påbegyndte i 2021 navneskift til Lotus's. Dhanin Chearavanont grundlagde Lotus-kæden i 1994, men måtte sælge den til Tesco i 1998, efter 1997-finanskrisen, og havde længe ønsket at købe den tilbage. CP Group fik tilladelse til overtagelse af Tesco af Office of Trade Competition Commission (OTCC) (svarende til danske Konkurrence- og Forbrugerstyrelsen), da købet inkluderede Tescos forretninger i Malaysia, hvilket medføre øgede eksportmuligheder for thailandske varer. CP Group er efter overtagelsen af Tesco-Lotus for 10,6 milliarder USD (cirka 65 milliarder kroner) blevet kritiseret for, at monopolisere på dagligvaremarkedet.

### Skovbrug
I syd vokser knap to tredjedele af nationens gummitræer, men myndighederne har også med held støttet nyplantning i landets østlige egne grænsende til Cambodja. Det meste gummi eksporteres som råvare, men der er tendens til, at mere og mere af gummien forarbejdes i Thailand, blandt andet blev Thailand verdens næststørste eksportør af gummihandsker i 2020, med en 15 procent andel af verdensmarkedet. Ifølge DTN (Department of Trade Negotiations, dansk: Institut for handelsforhandlinger) havde gummieksporten i 2018 en værdi af 4,6 milliarder USD (omkring 30 milliarder DKK), hvilket androg 1,82 procent af Thailands samlede eksport og samtidig placerede landet som verdens største gummieksportør.
I 1965 dækkede den thailandske jungle 55 procent af landets areal – nu er andelen nede på 25 procent. Hvis man kun regner den tætbevoksede skov af værdifulde træarter med, er det kun 10 procent af Thailand, der er dækket af skov. Faldet i bestanden skyldes omfattende fældninger til forarbejdning af træprodukter, men også fældning til brændsel og rydning af jord til dyrkning eller byggeri.
Myndighederne har afsat to femtedele af landets areal til skovreservater. Der er ikke satset meget på nyplantning, men i 1989 indførte den daværende militærregering et overraskende forbud med kommerciel skovhugst. Det har været svært at håndhæve forbuddet alle vegne, og der forekommer hugst i smug. Træindustrien er nu næsten helt afhængig af importeret træ fra Burma eller Laos.

### Industri
Produktionen af bl.a. biler, tekstiler og elektronik har været inde i en rivende udvikling, og selvom finanskrisen i 1997 bremsede stigningen noget, varerede det ikke længe, før Thailand blev medlem af de såkaldte NIC-lande (Newly Industrialized Country) for nylig industrialiserede lande.
Meget af produktionen er koncentreret i områderne omkring Bangkok og Ayutthaya, hvor de bedste udskibningsmuligheder, elektricitet og uddannet arbejdskraft findes.
Industrialiseringsprocessen begyndte for alvor i 1960'erne, hvor industrien kun stod for 7 % af BNP. I dag udgør den omkring halvdelen. Tekstil- og levnedsmiddelindustrien var oprindeligt de vigtigste sektorer, mens automobiler og elektronik er kommet til, især computer tilbehør og harddiske, hvor bl.a. Seagate og Western Digital har deres produktion i Thailand, sidstnævnte udvider med yderlige 2.500 arbejdspladser i 2017 og en eksport på 35 mia. thb (cirka 7 mia. DKK).  Desuden er smykker en stor eksportvare. Verdens største fabrik for smykker, såmænd danske Pandora, ligger i Thailand i Gemopolis Industrial Estate ved Bangkok. I 2017 havde Pandora flere end 13.000 medarbejdere i Thailand, hvor endnu en fabrik i Chiang Mai åbnede, når denne nye produktionsfacilitet er fuldt udbygget i 2019, forventes det samlede antal at blive 20.000 ansatte. I alt investerede Pandora 1.8 mia. DKK i ny produktionskapacitet Danske Ecco Sko har også en stor fabrik i Thailand. If. Den Danske Ambassade i Bangkok har flere end 100 danske virksomheder etableret sig i Thailand og samlet skabt mere end 54.000 arbejdspladser, bl.a. indenfor fremstilling og udvikling af maskineri, transport og logistik, energi og miljø, og design og kreative industrier, samt konsulentvirksomhed..
Fremstilling af biler og motorcykler tog fart i 1990'erne og det første årti af det ny årtusinde. I 2015 blev der produceret 1.913.002 biler, hvoraf 1.204.895 blev eksporteret, samt 1.807.325 motorcykler, hvor de 349.878 blev sendt ud af landet. Produktionen udgjorde cirka 12 % af BNP. I 2018 blev der produceret 2.167.000 biler, hvoraf 1.020.000 blev eksporteret.  Følgende bilmærker fremstilles i Thailand: BMW, Great Wall (der i 2020 overtog Chevrolets fabrik og ombygger den til smart factory, A.I.-styret bilproduktion), Honda, Isuzu, Mitsubishi, Nissan, Suzuki (lukker i 2025), Toyota, RMA Group (Ford, Mazda), Mercedes-Benz, MG (SAIC-CP), og Volkswagen (VW). Desuden er der en stor produktion af reservedele og tilbehør. Også legendariske Harley Davidson motorcykler annoncerede i maj 2017, at de åbner en fabrik i Thailand i løbet af 2018 for produktionen til det asiatiske stillehavsområde.
Regeringen har i 2017 fremmet programmet Eastern Economic Corridor (EEC) for at forøge forekomsten af "innovativ og højteknologisk industri".

### Alkoholiske drikkevarer
Markedet for alkoholiske drikkevarer har en værdi af 370 milliarder baht (2019), det svarer til omkring 74 milliarder kroner. Siden salg af spiritus blev tilladt for private operatører i 1959 har området været begrænset til to producenter, som sidder på 95% af markedet, henholdsvis Boon Rawd Brewery (stiftet i 1933), som kendes fra varemærkerne Shinga og Leo, og Thai Beverage, der bl.a. producerer ølmærket Chang. Produktion af alkoholiske drikkevarer var nærmest monopoliseret til storkapitalen ved, at der blev stillet krav om relativ stor egenkapital. Tidligere krav om egenkapital og mindste kapacitet blev dog ophævet fra november 2022. Mikrobryggerier er tilladt, men må som pub-bryggerier højst have en kapacitet svarende til 5 hestekræfter og antallet af ansatte må ikke overstige syv personer, mens mellemstore bryggerier skal have mellem 7 og 50 ansatte og maskineri fra fem til maksimalt 50 hestekræfter. Virksomheder, der fremstiller alkoholiske drikkevarer, kan ikke hente kapital på den thailandske børs, SET (Stock Exchange of Thailand), der ikke optager selskaber, som producerer alkoholiske drikkevarer. Thailands største bryggeri, ThaiBev (Thai Beverage), er derfor optaget på børsen i Singapore, SGX (Singapore Exchange).

### Rumfart
Thailand planlægger at blive en førende rumfartsnation i Asia-Pacific (den vestlige del af Asien samt Australien) området. Sveriges Swedish Space Corporation (forkortet SSC, dansk: Den Svenske Rumfartsorganisation) er den største udenlandske investor i det spirende rumprogram, der allerede har opbygget en satellitjordstationen i Space Krenovation Park (SKP) nær havnebyen Laem Chabang, sydøst for Bangkok, i området kaldt Eastern Economic Corridor (forkortet EEC, dansk: Østlige økonomiske korridor), som bliver en højteknologisk base for en lang række virksomheder og industrier, herunder rumfarts- og rumteknologi. I 2020 udtalte Ministeriet for videregående uddannelse, videnskab, forskning og innovation, at »Thailand vil lancere sit eget rumprogram, og at den thailandske regering inden for syv år vil have bygget sit eget rumfartøj, og sende det op omkring Månen.« Foreløbige undersøgelser tyder på, at Thailand har geografiske fordele, som et ideelt sted for en rumhavn, og planlægger at etablere sin egen. Fordelene omfatter landets ækvatoriale placering for energieffektive raketopsendelser, samt tilgængelige logistiksystemer og minimal sårbarhed over for naturkatastrofer.
Ud over målet om, at sende et satellit i kredsløb om måned, har Thailand i andet halvår af 2022 flere end tusind runfarts-relaterede virksomheder med en værdi på mere ned 30 milliarder baht (cirka 6 milliarder kroner). Målet er, at blive part i den globale rumfartsindustri med en andel på 1 billion dollar (cirka 7,4 billioner kroner).

### Filmproduktion
Siden 2017 har Thailand implementeret forskellige foranstaltninger for at fremme optagelser af film i landet. Denne ordning medførte, at der indtil 2022 blev optaget 43 udenlandske spillefilm, der har genereret cirka 8,560 milliarder baht (cirka 1,7 milliarder kroner) til den thailandske økonomi. Udenlandsk filmproduktion omfatter udover spillefilm blandt andet dokumentarfilm, Tv-programmer, musikvideoer og reklamefilm. Omkostningerne i Thailand er lavere end at optage film i Vesten. Historisk set havde Singapore tidligere været regionens center for filmproduktion indtil slutningen af 1990'erne. På grund af Coronaviruspandemien blev der kun indspillet 176 udenlandske produktioner i 2020 med en omsætning på 1,73 milliard baht (cirka 350 millioner kroner). I 2023 blev der optaget 466 filmskud (sekvenser til udenlandske film) med en omsætning på 6,6 milliarder baht (cirka 1,3 milliarder kroner).

### Handelsaftaler
Thailand er stiftende medlem af ASEAN, en gruppe sydøstasiatiske lande i en sammenslutning, der kan sammenlignes med det tidligere EF, som blev erstattet af den stærkere union EU.
Thailand tilsluttede sig den 15. november 2020 medlemskab af RCEP, der er en forkortelse for Regional Comprehensive Economic Partnership, bestående af de 10 ASEAN-lande samt fem partnere: Kina, Australien, Japan, New Zealand og Sydkorea, der gør frihandelssammenslutningen til den største i verden, dækkende i alt 3,6 milliarder mennesker, svarende til 48 procent af verdens befolkning.
Desuden er der forskellige andre bilaterale handelsaftaler.

### Eksport
For fem produkter er Thailand verdens største eksportør (2023): Durian, kassava (tapioka), kondomer, ananas på dåse og tun på dåse.
De fem største eksportmarkeder i 2020 er ASEAN, Kina, Japan, USA og EU. Thailand har frihandelsaftaler med 18 lande: ASEAN-landene, Australien, Chile, Indien, Japan, Kina, New Zealand, Peru og Sydkorea.
Thailands 10 vigtigste eksportlande ved udgangen af 2018:
| Land         | Mia. THB | Andel  |
| ------------ | -------- | ------ |
| Kina         | 966      | 11,9 % |
| USA          | 898      | 11,1 % |
| Japan        | 798      | 9,9 %  |
| Vietnam      | 416      | 5,1 %  |
| Hong Kong    | 401      | 5,0 %  |
| Malaysia     | 373      | 4,6 %  |
| Australien   | 345      | 4,2 %  |
| Indonesien   | 322      | 4,0 %  |
| Singapore    | 302      | 3,7 %  |
| Filippinerne | 253      | 3,1 %  |

### Udenlandske investeringer
Indtil slutningen af 1980'erne var de udenlandske investeringer i Thailand relativt små. Det skyldes bl.a., at toldafgifter og forskellige love, der beskyttede den hjemlige industri, hvor det tit var politikere eller militærfolk, som var medejere. I midten af 1980'erne begyndte man at liberalisere økonomien. Beskyttelsestolden blev fjernet, og begrænsninger og statsstøtte blev gradvist afviklet. Det samme gjaldt valutarestriktionerne, der faldt bort i 1991. Desuden blev der indledt et privatiseringsprogram, der kombineret med lave lønninger og et forholdsvis stabilt politisk klima gjorde, at landet blev betragtet som et af de mere attraktive i Sydøstasien. En del af investeringerne kom fra regionens såkaldte NIC-lande – de nyligt industrialiserede lande – men især fra Japan og Kina.
I 2020 ansøgte udenlandske virksomheder om direkte investeringer for 213,1 milliarder baht (cirka 43 milliarder DKK), hvilket grundet Coronaviruspandemien var et fald på 54 procent i forhold til 2019. Japan var den førende investor og tegnede sig for 36 procent af det samlede beløb, hvor Mitsubishi Motors udgjorde den største enkeltpost på 18 milliarder yen (cirka 1 milliard DKK) til etablering af produktion af elbiler.
På Thailands børs "SET" (Stock Exchange of Thailand) var 30 procent af aktierne i udenlandsk ejerskab medio 2019, det var steget til 35,5 procent pr. 31. august 2021. Halvdelen af de udenlandsk ejede aktier var inden for bank-, energi- og forsyningssektorer, samt it og kommunikation. Værdien af udenlandsk ejede aktier udgjorde 5,09 billioner baht (cirka 1,1 billion DKK). Investorer var spredt blandt 114 lande, men med primære Top-10-ejere i 2021 af cirka 4,5 billioner baht i kursværdi fra Storbritannien med 32,8 procent, Singapore med 21,0 procent, Hong Kong med 9,8 procent, Schweiz med 8,1 procent, USA med 7,3 procent, Japan med 6,2 procent, Mauritius med 3,3 procent, Caymanøerne med 2,2 procent, Taiwan med 1,5 procent og Britiske Jomfruøer med 1,4 procent.

### Arbejdsmarked

#### Historisk udvikling af arbejdsmarked
Det oprindelige siamesiske samfund bestod af to samfundsklasser: eliten, der udgjordes af kongefamilien og embedsstanden, og landbefolkningen (peasants), der oprindeligt, ud over landbrug, var billig arbejdskraft og velvillige soldater for eliten. Tidligere tiders konger flyttede hele befolkningsgrupper fra Cambodja og Laos til det, dengang stort set ubefolkede Isaan-plateau, så de var nærmere, når der var behov for dem. Systemet udgjordes af et social hierarki, klasseopdeling, kaldet Sakdina, baseret på jordbesiddelser (landlords), eller tildeling af jordbesiddelse til embedsstanden. Bøndernes landbrugsjord blev oprindeligt udloddet til enkelte familier, hvoraf en stor del fortsat går i arv i familien, og ikke kan sælges. De senere år er en del af landbrugsjordene dog overgået til reelt ejerskab, en længevarende proces, der stadig er langt fra fuldført. Med industrialiseringen kan en stor del af landbefolkningen betragtes som arbejderklasse, primært i Bangkok og omegn. Mange bor der dog periodevis, mens de arbejder, og rejser ofte hjem til Isaan. Siden begyndelsen af 1900-tallet, og et stigende behov for veluddannede borgere, har en egentlig middelklasse udviklet sig. Trods Sakdina-systemet formelt er ophævet, er samfundet forsat opdelt med respekt for socialt højere klasser, hvor formue, og stadig jordbesiddelser, er afgørende. En meget stor del af thailænderne er selvstændige erhvervsdrivende, alt fra små handelsboder og gadekøkkener, til større virksomheder, hvilket giver rig mulighed for den enkelte entreprenør til at rykke opad i det sociale hierarki. Den økonomiske ulighed i Thailand er stor.
Thailand var et af de lande i verden, hvor den enkeltes sociale situation forbedrede sig mest fra 1980'erne og frem til begyndelsen af 2000-tallet, udgangspunktet var dog beskedent. Børnearbejde var tidligere udbredt med titusindvis af børn mellem otte og 15 år, der arbejdede i industrien, men efter tiltrædelse af FN's konvention mod børnearbejde i december 1997 og myndighedernes indsat, er børnearbejde elimineret.
Det thailandske arbejdsmarked er stadig stort set delt i to, de landbrugsafhængige landområder og de industrialiserede byer med Bangkok i spidsen, med en stigende andel af arbejdskraft i turisme på feriedestinationer.

#### Beskæftigelse og fagforeninger
I juni 2024 var 39,6 millioner ansat i offentlige sektorer og private virksomheder, en nedgang på 0,1 procent i forhold til 2023. Hertil kommer ni millioner selverhvervende, inklusive freelancere, og 17 millioner, der arbejder med landbrug.
Fagforeninger har været forbudt i Thailand under forskellige militærregimer, men i dag findes der godt 1.000 fagforeninger i landet. Paraplyorganisationerne Thai Trade Union Congress og National Congress of Thai Labour er de største.
Arbejdsløsheden har igennem årevis ligget på få procent, 2011-2016 på 1,3 procent og i 2017 1,08 procent. Underbeskæftigelsen er faldet i takt med industrialiseringen, og et stigende problem har været mangel på veluddannet arbejdskraft, samt arbejdskraft i det hele taget. Det anslås at 13 mio. thailandske arbejdere behøver opgradering til faglært niveau (2018). I februar 2023 faldt arbejdsløsheden til under 1 procent.
Som følge af Coronaviruspandemien 2020-2021 steg arbejdsløsheden kortvarigt til omkring 10 procent. I tredje kvartal 2020 blev arbejdsløsheden opgjort til 740.000 personer, svarende til 1,9 procent, den samlede arbejdsstyrke udgjorde 37,9 millioner. Ved udgangen af 2020 var den registrerede arbejdsløshed på 1,5 procent. I tal blev det opgjort som 371.000 arbejdsløse i 2019 og 650,000 i 2020. I første kvartal 2021 blev der registreret 758.000 personer uden arbejde, svarende til 1,86 procent, hvilket var den højeste procentsats for kvartalet i 12 år, den højest registrerede arbejdsløshed i et første kvartal var 2,08 procent i 2009. Især ungdomsarbejdsløsheden var høj under pandemien. I første kvartal 2022 faldt arbejdsløsheden til 607.000 og i andet kvartal til 550.000.

#### Migrantarbejdere
I 2017 blev antallet af registrerede migrantarbejdere – især fra nabolandene Myanmar (Burma), Cambodja og Laos – opgjort til cirka 2,7 millioner, desuden skønnedes der at være ca. 2 millioner uregistrerede gæstearbejdere. Det er udlændinge forbundet med straf at arbejde uden tilladelse, samt thailændere at hyre uregistreret udenlandsk arbejdskraft. Straframmen blev skærpet i 2017 med op til fem års fængsel og op til 1 million baht (cirka 200.000 DKK) i bøde, hvilket frygtedes at medføre mangel på arbejdskraft, hvis de mange uregistrerede arbejdere forlod landet. Adskillige titusind uregistrerede migranter forlod Thailand i forbindelse med lovens ikrafttræden i juli måned, især fiskeindustrien klagede over mangel på arbejdskraft. I Samut Sakhon-provinsen, hvor der er flest fiskeindustrivirksomheder, kom flere end 2.000 virksomheder til at mangle arbejdere, efter mindst 20.000 burmere rejste hjem. I forvejen led branchen under, at mange migranter valgte at arbejde i andre erhverv, der kunne betale højre løn. Registreringsperioden blev forlænget til udgangen af juni, 2018, men mangel på apparatur til iris-scanning for identifikation af migranter, forsinkede registreringerne, så der i begyndelsen af marts kun var redegjort for knap 1 million, hvoraf næsten 80 % kom fra Myanmar, 15 % fra Cambodja og 5 % fra Laos, mens omkring 700.000 fremmedarbejdere fortsat skønnedes uregistreret. Fremmedarbejdere fra nabolandene udfører fortrinsvis ufaglært arbejde, herunder som bygningsarbejdere, og i hotel- og restaurationsbranchen. Andre udlændinge, især vesterlændinge, arbejder i erhverv med behov for højere kvalifikationer, heraf også en del som skolelærere i både offentlige, som private skoler. Der var 11.200 udenlandske skolelærere pr. oktober 2020, hvoraf de største grupper var 4.360 fra Filippinerne, 1.569 briter, 1.143 fra USA og 778 kinesere.
I september 2019 blev antallet af migrantarbejdere opgjort til lidt over 3 millioner (3.090.825), hvoraf 2,8 millioner (2.816.241) kom fra Cambodja, Laos, Myanmar og Vietnam. I december 2020 var der 2.482.256 registrerede migrantarbejde, det var midt under Coronaviruspandemien. Ifølge Mekong Migration Networks (MMN) var der anslået 4 millioner arbejdere, hovedsageligt fra Myanmar. Imidlertid estimererede uofficielle optegnelser, at antallet kunne være så højt som 6 millioner, når arbejdere fra Cambodja og Laos blev inkluderet.

#### Trafficking
Thailand er i 2023 noteret som Tier 2 i den årlige Trafficking in Persons Report (TIP Report), udgivet af USAs udenrigsministerium. Tier 2 er lande, hvis regeringer ikke fuldt ud overholder alle Victims of Trafficking and Violence Protection Act of 2000s (forkort TVPA, på dansk: Loven om beskyttelse af ofre for menneskehandel og vold fra 2000) minimumsstandarder, men gør en betydelig indsats for at bringe sig selv i overensstemmelse med disse standarder.
Thailand antages at huse 610.000 moderne slaver (2018-tal) – én for hver 133 indbyggere – ifølge Global Slavery Index fra menneskerettighedsgruppen Walk Free. Selv om det lykkedes myndighederne at befri flere end 1.000 fra trafficking i 2019, kniber det med at virksomhederne yder ofrene økonomisk kompensation. Retten bestemte, at for 1.335 tilfælde i 2014 skulle der ydes kompensation på 130 millioner baht, men kun i fem tilfælde blev erstatning udbetalt med i alt 5,6 millioner baht. Især fiskeindustrien er kendt for at anvende såkaldte "slavearbejdere".
Også stammefolk som Hmong anklages for, at i traditionelt arrangerede ægteskaber, hvor unge kvinder helt ned til 15-16 års alderen flytter til sin ægtefælles hjem, kan hun blive familiens slavearbejder. Juridiske eksperter mener, at den måde, hvorpå Hmong-kvinderne blev tvunget til at arbejde, kan udgøre en overtrædelse af paragraf 6/1 i loven om bekæmpelse af menneskehandel, da den udgør tvangsarbejde eller tvangstjeneste.

#### Mindsteløn og gennemsnitsløn
Mindsteløn er fastsat af regeringen, og var lidt varierende i nationens forskellige provinser, men blev løftet med omkring 40% i den demokratiske periode mellem militærkuppene i 2006 og 2014, til at udgøre 300 baht (cirka 60 DKK) om dagen for hele landet. Fra 2018 er der foretaget justeringer, stigning afhænger af provins, så mindstelønnen pr. oktober 2022 udgør fra 331 baht til 355 baht pr. dag (cirka 67-72 DKK). Fra 1. januar 2019, skal mindstelønnen i 19 forskellige kategorier afspejle arbejderens kvalifikationer, på daværende tidspunkt fastsat med en dagsløn fra 345 baht (cirka 69 DKK) til 858 baht (cirka 171 DKK). Der fandtes i 2017 cirka 13 millioner registrerede lavtlønnede, der var kvalificeret til at modtage statslige velfærdsydelser.
Arbejdsdagen er typisk otte timer, foruden en times frokostpause. Mange arbejder seks dage om ugen, nogle stadig efter det lidt ældre system med to månedlige fridage, hver anden søndag. En del virksomheder, herunder for eksempel banker og mange offentlige kontorer, har femdagsarbejdsuge.
Historisk udgjorde gennemsnitslønnen 9.344 baht (cirka 1.870 DKK) om måneden, målt over perioden fra 1999 til 2017, og toppede med 13.971 baht (cirka 2.800 DKK) i fjerde kvartal 2017, men var rekord lav med 6.344 baht (cirka 1.270 DKK) i første kvartal 2000.
Gennemsnitslønnen var på 14.670 baht (cirka 3.000 DKK) om måneden i 3. kvartal 2020, mens husstandsindkomsten i 2019 gennemsnitligt lå på 26.000 baht (cirka 5.500 DKK) om måneden, højst i Bangkok med 39.460 baht (cirka 8.400 DKK) og lavest i de nordlige provinser med 20.270 baht (cirka 4.300 DKK).
Ifølge Thailand Development Research Institute (TDRI), landets førende politiske tænketank med speciale i økonomiske udviklingsspørgsmål, 
udgør personer i 2023, der tjener mindre end 25.000 baht (cirka 5.000 kroner) om måneden, 20-30 procent af befolkningen. Personer, der tjener 25.000 baht eller mere om måneden, repræsenterer mellem 60 og 80 procent. Gruppen på 25.000 baht i månedsindkomst udgør omkring 30 procent. I økonomisk henseende, er rige og velhavende individer i Thailand typisk de, som tjener mindst 40.000 baht (cirka 8.000 kroner) om måneden, de tegner sig for mindre end 20 procent af Thailands befolkning.

### Privatøkonomi
Ifølge en undersøgelse i 2018 fra Government Savings Bank (GSB, thai: ธนาคารออมสิน, en statsejet bank) har personer med en månedsindkomst under 15.000 baht (cirka 3.000 DKK) svært ved andet end at overleve, hvorfor de fleste thailændere ikke har en opsparing. Kun en tredjedel, 32,2 procent, foretager opsparing, og af dem indbetaler kun halvdelen et beløb hver måned, gennemsnitligt 1.500 baht (cirka 300 DKK). Kun en fjerdedel planlagde noget med henblik på pension.
I 2020 havde 86,68 procent af alle bankernes indlånskonti indskud på 50.000 baht (cirka 10.000 DKK) og derunder, i alt knap 90 millioner konti med et gennemsnitligt indestående på 4.754 baht (cirka 950 DKK), en beskeden stigning fra 2019, hvor gennemsnittet lå på 4.712 baht. 8,71 procent af bankkonti havde et indestående mellem 50,000 og 1 million baht (cirka 200.000 DKK), mens 1,64 procent bankkonti havde et indestående over 1 million baht. De samlede bankindlån udgjorde 14,32 billioner baht (cirka 2,8 billioner DKK). Under højden af COVID-19-krisen i august 2021 viste en undersøgelse, at 1,6 procent af befolkningen med konti over 1 million baht tegnede sig for 91,22 procent af alle indestående midler. Den samme undersøgelse viste, at udlændinge havde deponeret 3,52 procent af midlerne i de thailandske banker, på trods af, at udlændinge kun svarer til 0,75 procent af befolkningen.
Et studie fra Bank of Thailand offentliggjort i august 2019 viste, at mange thailændere begynder at optage lån, når de er i 20'erne, og fortsætter med at øge lånegælden helt op til pensionsalderen. Andelen af private såkaldte "husholdningslån" var steget til at udgøre 78,6 procent af bruttonationalproduktet (BNP) – svarende til 12,8 billioner baht (cirka 2,5 billioner DKK) i fjerde kvartal 2018 – hvilket placerede Thailand som det land i Asien med højeste husholdningslånegæld, og i top-10 på verdensplan. Til sammenligning udgjorde lånene gennemsnitligt 49,89 procent af BNP i årene 1991 til 2018, men steg kraftigt med gennemsnitligt 12,8 procent årligt i perioden 2008 til 2012.

#### Husholdningsgæld
Husholdningsgælden er blandt Asiens højeste og udgjorde 90,7 procent af BNP pr. 2. kvartal 2023,. Ved udgangen af 2023 var husholdningernes gæld steget med 3,7 procent år-til-år til 13,7 billioner baht (cirka 2, 75 billioner kroner), inklusive 1,05 billioner baht (cirka 210 milliarder kroner) i misligholdte lån.
Nem adgang til forbrugslån via kreditkort er medvirkende til den høje husstandsgæld, hvorfor regeringen i 2017 sænkede den tilladte maksimum rente fra 20 procent til 18 procent, og reducerede mulighed for at lavindkomster under 30.000 baht (cirka 6.000 kroner) om måneden, kan optage nye lån højere end tilsvarende 1½ måneds indkomst, samt højst have tre lånkonti. Folk optager og akkumulerer lån fra en yngre alder end tidligere. Dårlige kreditkort-lån udgjorde 3,8 procent, mens dårlige låntagere for almindelige forbrugslån var på 2,9 procent. 96 procent af arbejderne havde en gæld, der i gennemsnit udgjorde 140.000 baht (cirka 28.000 kroner) pr. husstand i april 2018. 65,4 procent af lånene var legitime eller officielle, til en årlig gennemsnitsrente på 10,6 procent, men de resterende 34,6 procent var uorganiserede lån, hos blandt andre lånehajer (en person, der låner penge ud til meget høj rente), hvor renten kan være helt op til 20 procent om måneden. På grund af de økonomiske følger fra Coronavisruspandemien steg husholdningsgælden i 3. kvartal 2021 til 89,3 procent af BNP, i beløb 14,35 billioner baht (knap 3 billioner kroner).
Et studie offentliggjort i juni 2022 fra University of Thai Chamber of Commerce (UTCC) fandt, at gennemsnitsstørrelsen for husholdningslån var steget med 5,8 procent fra november 2017 til begyndelsen af 2022. Studiet fandt tillige frem til, at 59,2 procent af lånene var fra lovlige finansielle institutioner, mens 40.8 procent var "undergrundslån", ofte fra lånehajer, som er et stort problem i Thailand, hvor renterne samlet kan udgøre 300-400 procent af lånet.

### Skat

#### Moms
Thailand indførte moms, kaldt vat efter engelske "value added tax" (dansk: merværdiafgift), i 1992 som afløsning af den tidligere business tax (forkortet BT). Satsen blev sat til 10 procent, men i praksis midlertidigt nedsat til 7 procent. Under finanskrisen i 1997 forlangte den Internationale Valutafond (forkortet IMF), at satsen blev hævet til 10 procent, hvilket i stedet for at forbedre økonomien, havde den modsatte effekt, hvorfor IMF blev kritiseret for at give en forkert "medicin". Momssatsen blev efter halvandet år atter reduceret til 7 procent den 31. marts 1999. Den midlertidige sats er jævnligt blevet forlænget, senest i 2021 under Coronaviruspandemien.
De 7 procent vat udgør mere end 30 procent af Thailands årlige skatteindtægter.

#### Selskabsskat
Selskabsskat udgør 15 procent for mindre virksomheder og 20 procent for større virksomheder. En del virksomheder har skatteprivilegium fra Board of Investment (forkortet BOI, dansk: Investeringsbestyrelsen), hvor lavere selskabsskat anvendes til, at tiltrække udenlandske investeringer. Effekten har ofte været diskuteret, da ifølge Verdensbankens globale investeringskonkurrencerapport for 2019/2020 baserer moderselskaber deres investeringsbeslutninger på politisk stabilitet, makroøkonomisk stabilitet, juridiske og lovgivningsmæssige rammer samt talent og færdigheder, i nævnte rækkefølge, mens lave skatter kommer til sidst.

#### Afgifter
Der er såkaldt "sin tax", afgifter, på en række varer, for eksempel cigaretter og alkohol. Der har været vedvarende diskussioner om disse afgifter, blandt andet om højere cigaretafgifter reduceret antallet af rygere, eller i stedet får flere til at hjemmerulle cigaretter. Importafgifter er derimod begrænset af de mange frihandelsaftaler.

#### Indkomstskat
Indkomstskat er ukendt for de lavtlønnede arbejdstagere, typisk betales der ikke skat at de første omkring 20.000 baht (cirka 4.000 DKK) månedsindkomst, dog afhængig af en lang række personlige fradrag, så bundgrænsen kan være højere. Lavindkomster skal ikke rapportere (selvangive) noget. Tidligere blev det angivet, at 4-5 procent af befolkningen betalte indkomstskat, med tallet er stigende. Indkomstskatten begynder med 5 procent og stiger med 2,5 procent trin, op til maksimalt 35 procent for den del af årsindkomsten, der overstiger 4 millioner baht (cirka 800.000 DKK).
I 2020 var der 9,55 millioner borgere registeret i skattesystemet ud af en befolkning på knap 70 millioner. 3,3 millioner havde en månedsindkomst på 25.000 baht (lidt over 5.000 DKK), hvilket er mindstebeløbet for at indgive en selvangivelse, mens 6,35 millioner tjente mindre end grænsen for betaling af indkomstskat. Skattemyndighederne ønskede at udvide indkomstskattebetaling, ved at inkludere cirka 500.000 personer indenfor online-handel, influencere, Youtubere og freelancere. Skatteåret 2021 ventes at indbringe 2,085 billioner baht (cirka 425 milliarder DKK), hvoraf 40 procent kommer fra moms. Også selskabsskatten ønskes optimeret, da der ud af 600.000 registrerede virksomheder, kun var 450.000, der indgav en selvangivelse i 2020.

#### Skatteplanlægning
Skattetænkning kaldes for skatteplanlægning. Højindkomstmodtagere med årlig indkomst over 4 millioner baht, svarende til cirka 800.000 kroner har for eksempel intet incitament til at betale 35 procent i personlig indkomstskat, når selskabsskatten kun er 20 procent, hvilket opfordre folk til at undgå indkomstskat, ved at oprette såkaldte skal-virksomheder, hvortil de flytter noget af deres indkomst, for at betale lavere indkomstskat.

#### Undergrundsøkonomi
Thailands undergrundsøkonomi (sorte marked) anslås af World Economics (i London) til at udgøre 46,2 procent af BNP (2021-tal). Tidligere premierminister Thaksin Shinawatra anslog i november 2022 undergrundsøkonomien til at udgøre mere end en billion baht (cirka 200 milliarder kroner).

### Spil
Pengespil er forbudt i Thailand, bortset fra det statslige lotteri, som mange nærmest har et afhængighedsforhold til. To gange om måneden udtrækkes gevinsterne, hvor mange thailændere venter på lotteri resultaterne foran Tv-skærme og mobiltelefoner, i håb et mirakel. Totalt køber en fjerdedel af befolkningen, omkring 20 millioner mennesker, lotto-kuponer for et samlet beløb på 250 milliarder baht (cirka 50 milliarder DKK) årligt. Siam Commercial Banks økonomiske undersøgelses center og TMB (Thai Millitary Bank) konkluderede i en undersøgelse, offentliggjort i 2019, at lavindkomstgruppers spilleindsatser voksede med mere, end deres forholdsmæssige lønstigninger. I 2017 brugte de gennemsnitligt 4.660 baht (cirka 900 DKK) om året på lotteri, mens det tilsvarende beløb var 3.407 baht i 2009. Folk med en månedlig gennemsnitsløn under 15.000 baht (cirka 3.000 DKK) brugte 350 baht (cirka 70 DKK) på lotteri, svarende til 2,2 % af deres indkomst, mens folk med højere månedsløn gennemsnit brugte 680 baht (cirka 140 DKK) på spil, svarende til 1,2 % af indkomsten. Højindkomstgrupper med mere end 100.000 baht (cirka 20.000 DKK) i månedsløn, brugte omkring 10.000 baht (cirka 2.000 DKK) om året på spil, inklusive (ulovlige) undergrunds spil. Thailændere bruger tre gange så mange penge på spil, som de samlet sparer op i langsigtede investeringsfonde og pensionsfonde. Mange mener, at de bør bruge disponibel indkomst på lotteri, i stedet for andre ting – i håbet om at blive velhavende fra den ene dag til den anden – chancen for at vinde førstepræmien i statslotteriet er 0.0001 %, hvorimod chancen for en stor gevinst i et undergrundslotteri er på 0,4 % til 2 %.
Gevinstudbetaling i Thailands statslotteri er 60 % af omsætningen – til sammenligning er gevinstudbetaling 45 % af omsætningen i dansk Lotto ifølge Berlingske – i forhold til andre spil, hvor normen er 74 % for bingo, 81 % ved hestevæddeløb, 89 % på spillemaskiner og 98 % i Blackjack.

### Pension og ældre
Thailand, sammen med Kina, har en hurtigere voksende, forholdsmæssig befolkningsandel af ældre borgere end hos de regionale naboer. Ifølge Verdensbanken forventes Thailand i 2040 at have den højeste andel af ældre i Østasien. I perioden 1980 til 2018 steg gennemsnitslevealderen for mænd fra 65,6 år til 72,2 år, og for kvinder fra 70,9 år til 78,9 år. Periode med godt helbred er 68 år for mænd og 74 år for kvinder. I 2020 var der flere end 12 millioner over 60 år, hvilke udgjorde 18 procent af befolkningen, forventet at stige til 31 procent i 2040. Den arbejdende del af befolkningen, 15 til 59 år, er nedagående og forventes at være faldet fra 65 procent i 2020 til 56 procent i 2040.
Der er ingen, eller kun yderst beskeden, offentlig pension, så ældres forsørgelse er i vid udstrækning baseret på familien, i særdeleshed opdrages børnene til at tage sig af forældrene, hvilket har været en historisk tradition. Blandt nationens 10 millioner ældre, havde 2 millioner registreret sig som lavindkomst borgere i 2017. I 2024 var antallet af ældre steget til 12 millioner. Siden 2020 kan ældre registreres til en månedsydelse på 600 baht, hvis man er 60-69 år gammel, stigende til 700 baht for 70-79 årige, 800 baht for 80-89 årige og 1.000 baht (cirka 200 DKK) for de, der er 90 år eller ældre. Mange thailændere er trods aldersrelaterede helbredsproblemer nødsaget til at arbejde efter pensionsalderen, fordi de ikke har nogen egen opsparing. Jobmulighederne er dog begrænsede. En undersøgelse fra 2021 udført blandt indbyggere i Bangkok i alderen 60-64 år viste, at en femtedel af de adspurgte fortsatte med at arbejde uofficielt. Næsten halvdelen af landets arbejdsstyrke på 37,5 millioner mennesker, manglede en pensionsopsparing i 2024.
Fra omkring årtusindeskiftet, det økonomiske opsving siden 1990'erne, er mange imidlertid blevet berettiget til en mindre arbejdsmarkedspension gennem Social Security-ordningen, hvor både arbejdsgivere og lønmodtagere indbetaler et månedligt bidrag, der samlet udgør cirka 10 % af lønnen, dog højst svarende til 10 % af 15,000 baht (cirka 3.000 DKK), til blandt andet sygesikring, arbejdsløshedsunderstøttelse og en 10-årig pensionsudbetaling. Ydelserne ændres dog løbende og udgjorde ultimo 2017 et fast beløb på 750 baht om måneden, som dog i 2018 blev foreslået differentieret efter indkomst. Pr. maj 2017 var lidt flere end 14 millioner personer tilmeldt ordningen, hvori pensionsalderen er 55 år, men foreslået forhøjet til 60 år, for at imødegå den stigende andel af ældre i befolkningen. Pensionsordningens investeringsværdi udgjorde i maj, 2017, 1,7 billioner baht (cirka 340 mia. DKK). Ordningen kan til- dels sammenlignes med danske ATP stiftet i 1964, der dog er en livslang supplerende pensionsydelse. ATP's kapital for omkring 5 mio. medlemmer udgjorde if. 2016-årsopgørelsen, 759 mia. kroner.
Desuden er privat pensionsopsparing blevet udbredt blandt især middelklassen. Thailand er således inde i en transit-periode, hvor den aktive erhvervsgruppe både skal spare op til både egen pension og samtidig forsørge forældre, men ikke med sikkerhed kan forventer at deres egne børn vil forsørge dem i alderdommen. En undersøgelse, Manulife Investor Sentiment Index, i 2016 viste, at mange anser pensionsplanlægning som seriøst i forhold til familie og helbred. De fleste, 63 % af pensionsopsparene forventer således at skulle forsørge deres forældre, og 27 % mener at de kommer til at hjælpe deres børn økonomisk, uden at få noget tilbage. 69 % er bekymrede om helbredet, og 46 % i særdeleshed om helbredet vil begrænse erhvervsevnen. 79 % af respondenterne i undersøgelsen var dog optimistiske i forhold til at kunne opretholde, eller forbedre deres livsstil i pensionstilværelsen.
National Economic and Social Development Board (forkortet NESDB, dansk: National økonomisk og social udviklingsråd) opgjorde i februar 2021, at thailændere har brug for en pensionsopsparing på mellem 2,8 millioner baht (cirka 570.000 DKK) for landbefolkning og 4 millioner baht (cirka 800.000 DKK) for byboere, for at have nok til en "beskeden" pensionisttilværelse. Undersøgelser har vist, at Thailand officielt bliver et ældre samfund omkring 2023 og et superaldrende samfund 10 år senere. De ældres egne besparelser pr. 2020 vil ikke være tilstrækkelige til, at leve et beskedent liv medmindre staten fremmer pensionsopsparing, og forsøger at hjælpe pensionister med, at få en indtægtskilde efter deres pensionering.
Regeringen har oprettet 'ældreskoler' flere steder i landet, for at modvirke ensomhed og det stress ensomhed kan medføre, hvor ældre borgere en dag om ugen iklæder sig skoleuniform, og både lærer nyt og møder andre ældre.

### Sociale forhold

#### Handikappede
Der var 3,69 millioner handicappede i 2017, kun godt halvdelen, 1,64 millioner eller 44,4 procent, havde handicapkort og var dermed berettiget til statshjælp. Næsten halvdelen, 45,1 procent, var udeladt af systemet, da deres ansøgning om at modtage handicapydelser blev afvist, fordi de ikke passede til de af regeringen fastsatte handicapkategorier. Handicapevalueringssystemet er baseret på medicinsk diagnose, ikke behov, og dermed almindelig overbevisning om handicap, der fokuserer på fysisk handicap såsom amputation, syns- og hørenedsættelse, lammelser eller andre langsigtede tilstande, der hindrer fysisk funktion og mobilitet. Ifølge kritikere og medier i 2022, er der behov for fornyelse.

#### Kvinders rettigheder og ligestilling
Der er ikke (pr. 2017) sket nogen væsentlige fremskridt med hensyn til beskyttelse af kvinders rettigheder i de sidste 32 år ifølge Kalaya Chularathakom fra IWTN Network. Kvinder er til dels repræsenteret i offentlige embeder, men derimod ofte i ledende positioner på handels- og butiksområdet. Kvinderne kan være meget dominerende i familien. I nord og nordøst er det almindeligt, at jorden går i arv til kvinderne. Der tales ikke offentligt om behov for ligestilling, eneste grupper der ytrer sig herom er transgenders, de såkaldte katoy (også stavet som kathoey på engelsk), der udgør en relativt stor gruppe, hvis angivne antal svinger mellem 3% af mændene, og 1% af befolkningen. Denne gruppe ønsker ligestilling med kvinder.
Vold i hjemmet, især mod kvinder og piger, er stigende ifølge undersøgelser i 2023, der viser at Thailand ligge i verdens Top-10. Resultaterne tegner et dystert billede af mænds misbrug af kvinder, hvilket indikerer, at ægtemænd eller kærester er ansvarlige for vold mod hustruer eller kærester i 60-70 procent af alle tilfælde af vold i hjemmet.

#### LGBT+
Thailands stort set konservativt buddhistiske samfund har ry for sin afslappede holdning til køn og seksuel mangfoldighed, siden homoseksualitet blev afkriminaliseret i 1956. Alligevel står thailandske LGBT+ personer ofte over for diskrimination og stigma på skoler, på arbejdsplads og i sundhedsfaciliteter, og de afvises ofte af deres familier. Ægteskab mellem personer af samme køn blev godkendt i 2024.

#### Teenagermødre
Antallet af teenagermødre er relativt højt, flere end 70.000 mellem 15 og 19 år blev mødre i 2018. En undersøgelse af teenagermødre viste, at 62,8 procent ikke havde noget arbejde eller nogen indkomst, 43,6 procent havde hjemmeproblemer, herunder vold, og 31,4 procent havde ingen viden om, hvordan man skulle opdrage børn. Omkring 14 procent af alle graviditeter er blandt unge. Antallet af teenagefødsler lå på 47 pr. 1.000 piger i alderen 15 til 19 år, hvilket var højere end Sydasiens gennemsnit på 35, men lavere end nabolandene Laos, med 94, og Cambodja på 57. Ud af de 84.578 piger under 20 år, der fødte i 2018, var 2.559 mellem 10 og 14 år. 51 procent af gravide teenagere var i 2019 skoleelever eller studerende, hvoraf kun halvdelen, 23,3 procent fortsatte efter en fødsel, og alene 5,1 procent fuldførte en uddannelse. En undersøgelse viste, at børn af teenagere ofte selv bliver forælder som teenager. I 2020 var antallet af fødsler hos teenagermødre faldet til 56.000 for de 15-19 årige, og 1.783 for de 10-14 årige. Antallet af fødsler faldt generelt i Thailand i samme periode.

#### Ægteskab
Ægteskab er i vid udstrækning uregistrerede, såkaldte "buddhist vielse", der er en velsignelse af parret, også kaldt "landsbyægteskab" (engelsk: village marriage), der kan være en offentlig ceremoni uden deltagelse af munke. Registrerede ægteskaber svarer til en borgerlig vielse og vil ofte være suppleret med en, eller flere ceremonier, der også kan inkludere en vestlig bryllupsceremoni. Ægteskab af samme køn er ikke officielt tilladt, det vil sige som registreret ægteskab, men foretages som buddhistisk velsignelse og/eller landsbyceremoni. Statistisk er gennemsnitsalderen for personer, der bliver gift, stigende fra at være 24 år i 1990 til 28 år i 2010. Uregistrerede ægteskaber betragtes af folk som ligeværdige med registrerede ægteskaber, men har ingen retsvirkning ved skilsmisse og arv uden testamente.
Det er kutyme at brudgommen ved bryllupsceremonien betaler en såkaldt "sin sod" (thai: สินสอด, dansk: brudepris) for bruden, der repræsenterer både brudgommens status og brudens status, samt viser, at brudgommen er økonomisk i stand til at forsørge sin ny familie. Sin sod inkluderer et aftalt pengebeløb i kontanter og en aftalt mængde smykkeguld. Pengesummen kan være alt fra hundred tusinde baht (omkring 20.000 DKK) og op til ganske anseelige beløb. Ved almindelige ægteskaber typisk omkring 300.000 baht (cirka 60.000 DKK), men kan være flere millioner og helt op til 100 millioner baht (cirka 20 millioner DKK), som det var tilfældet med popsangerinden Tata Young.
Flerkoneri (Polygami) blev officielt forbudt i 1935 med forekommer stadig i form af en såkaldt "mia noi" (thai: เมียน้อย, dansk: lille kone), som kan være et ceremonielt ægteskab, da det efter buddhistisk tradition ikke er ulovligt at gifte sig, mens man er registreret som gift med en anden. Det kan også være i form af utroskab, som er vidt udbredt. I en meningsmåling om utroskab omfattende 36 lande i 2012, kom Thailand ind på førstepladsen. Selv om uregistreret polygami ikke er ulovligt, kan det have konsekvenser indenfor visse samfundslag, for eksempel tillades det ikke i hæren (RTA, Royal Thai Army)- En registreret ægtefælle kan, indenfor en kortere frist, efter at være blevet bekendt med utroskab, anlægge erstatningssag mod en elskerinde eller elsker.

#### Enlige
Single er blevet en trend, hvor moderne thailandske kvinder ikke er bange for at være enlig, modsat tidligere tiders pres fra familien med spørgsmål som "har du en kæreste?" og "hvornår skal du giftes"? I Thailand bruges udtrykket "Keun-kaan" (ขึ้นคาน), der er en metafor, som bogstaveligt betyder "at sidde på bedding". Det henviser til en nybygget båd, der stadig er placeret på beddingen (det fundament et skibsskrog bygges på), hvormed menes, at båden ikke er blevet brugt, hvilket sammenlignes med kvinder, som endnu ikke er gift. Ifølge National Statistical Office of Thailand (Thailands nationale statistiske kontor, forkortet NSO), foretrækker generation Y – personer født mellem 1980 og 2000, også kaldt millennials – at forblive single. Statistisk er procentdelen af millennials, der forblev enlige og beskæftigede, steget mellem 2017 og 2021 fra 39,1 procent til 44,5 procent. I 2025 er hver fjerde thailænder single ifølge NSO, i Bangkok er andelen dog omkring 50 procent. Kvinder udgør 75 procent af de enlige. 30 procent af de enlige er mellem 25 år og 34 år.

### Hospitaler og sundhedsvæsen
Størstedelen af sundhedsvæsenet udgøres af omkring 1.000 offentlige hospitaler og knap 10,000 offentlige sundhedsklinikker (eller sundheds-stationer), spredt ud over nationen til selv mindre landsbyer. Der er fem hospitalssenge pr. 1.000 indbyggere i Bangkok, mens der kun er to senge pr. 1.000 indbyggere i provinserne (2019); til sammenligning er der 2,5 hospitalssenge pr. 1.000 indbyggere i Danmark (2015). Desuden findes et stort antal privathospitaler (353 i 2019) og klinikker, herunder specialister. Under Taksin Shinawatra-styret, 2001-2006, indførtes et såkaldt 30-baht sundhedssystem for at kompensere for de mange, der ikke havde en sundhedsforsikring. Systemet forsatte efter 2006-militærkuppet og omkring 48 millioner blev tilsluttet. Systemet var baseret på betaling af en enhedspris på 30 baht (ca. 6 DKK) for en hvilken som helst behandling. Staten kompenserede med noget over 3.000 baht årligt pr. tilsluttet person. Systemet blev kritiseret og gradvist ændret til gratis behandling som universal healthcare scheme, selv om statstilskuddet blev reduceret noget ned fra knap 3.400 baht til 3.100 baht (cirka 600 DKK) årligt i 2017. Det årlige budget var over 160 mia. baht (cirka 30 mia. DKK) i 2018.
Knap 5 millioner er dækket under offentligt ansattes sundhedsordning (engelsk: Civil Servant Medical Benefit Scheme), og knap 12 millioner er omfattet af Social Security (dansk: Social Sikkerhed, offentlig arbejdsforsikring). De fleste er registreret til de offentlige hospitaler i bopæls-provinsen. Uden for denne skal der betales, eller hospitalsudgifter dækkes af sygeforsikring, eller dækkes af Social Security-systemet, som alle større virksomheders medarbejdere bør være omfattet af. Mange thaier arbejder nemlig i en anden provins, end den de er registreret som bosiddende i, hvilket der kompenseres for med Social Security. Ved nødtilfælde (emergency) dækker imidlertid nærmeste, og dermed alle sygehuse de første 72-timers behandling gratis for patienten, også alle privathospitaler, hvorefter patienten kan overføres til et af de hospitaler, patienten er registreret som hørende til. Thailands samlede sundhedsudgifter forventes øget til at udgøre svarende til 25 mia. USD (ca. 150 mia. DKK) i 2020.
I 2021 målte CEOWORLD Magazine sundhedsvæsen i 89 lande, her blev Thailands placeret som nummer 13, Syd Korea blev udnævnt som havende verdens bedste. Til sammenligning lå Danmark nummer 3 på listen.
Mange af nationens private hospitaler fungerer tillige som såkaldt "Medical Hub" eller medicinsk turisme, hvor adskillige udlændinge får foretaget behandlinger, såvel medicinske som kirurgiske, herunder kosmetiske behandlinger.

#### Befolkningens sundhed
I 2014 blev 37,5 procent af befolkningen ældre end 15 år karakteriseret som overvægtige eller lidende af fedme. Frem til 2020 blev antallet af overvægtige børn og unge fordoblet i løbet af to årtier. Børn i aldersgruppen et til fem år steg fra 5,8 til 11,4 procent. Andelen af overvægtige børn i alderen fem til 14 år steg endnu fra 5,8 til 13,9 procent. En lignende opadgående tendens blev fundet blandt 15 til 18-årige, der steg til 13,2 procent.
En undersøgelse fra 2021 viste, at 9,9 millioner, 17,4 procent af befolkningen, var rygere, hvilket var en lille nedgang fra 2007, hvor der var 10,8 millioner rygere.

#### Traditionel behandling og medicin
Thailand har et stort udbud af såkaldt traditionel behandling og medicin, i vesten ofte kaldt alternativ behandling, herunder den meridianbaserede thaimassage, nuad thai, der er optaget på UNESCOs Verdensarvsliste.
Fra 2022 blev medicinsk cannabis (Cannabis indica) frigivet til dyrkning i private husholdninger, hvor regeringen gav en million gratis cannabisplanter til hjemmedyrkning. Store produktion kræver tilladelse. Flere offentlige hospitaler har cannabis-klinikker.

#### COVID-19 pandemi i 2020
Thailand var det første land hvor COVID-19 blev konstateret udenfor Kina under Coronavirusepidemien, det var den 13. januar 2020. Ifølge nyhedsbureauet AP medførte det, at de kinesiske myndigheder begyndte at advare om epidemien, dog først seks dage senere.
Thailand blev økonomisk hårdt ramt af Coronavirusepidemien i 2020, hvor turisme stort set ophørte i løbet af marts måned og landet lukkede sine grænser den 26. marts, trods antallet af konstaterede smittede på 1.000 personer, med knap 900 hospitalsindlagte syge og fire dødsfald, på det tidspunkt var relativt lavt i forhold til en befolkning på næsten 70 millioner. Fra slutningen af maj blev der ikke konstateret nye indenlandske tilfælde af COVID-19. De officielle tal pr. 30. maj var 3.077 registreret smittede, heraf 2.961 raskmeldt og 57 relaterede dødsfald, svarende til 0,8 pr. million indbyggere. I slutningen af juni var der forløbet de 30 dage uden nye tilfælde, som ifølge WHO betød, at landet var fri af virussen.
I september opstod en 2.bølge, angiveligt forårsaget af illegale indvandrende gæstearbejdere fra Myanmar, der kulminerede omkring årsskiftet, Udbruddet blev erklæret under kontrol den 28. februar 2021, på det tidspunkt var i alt registreret 25.951 smittede og 83 dødsfald.
Allerede den 8. april opstod nyt masseudbrud og en 3.bølge med den mere smitsomme britiske mutation B.1.1.7, der senere fik navnet "alfa variant", som var blevet spredt til omkring 20 provinser. Siden blev den mere smitsomme delta variant den mest udbredte virus og en eskalerende smitte med op til 20.000 nye daglige tilfælde. Ved udgangen af september 2021 var der i alt registreret 1.603.475 smittede og 16.727 dødsfald.

### Korruption
I flere Sydøstasiatiske lande er korruption almindelig, Thailand er ingen undtagelse. Skiftende regeringer har forsøgt at begrænse korruption, både den politiske og økonomiske, blandt andet juntaen der kom til magten efter militærkuppet i 2014, hvorefter korruptionen også faldt en smule. Thailands Corruption Situation Index (CSI) lå i begyndelsen af 2017 på 0,8 procent af BNP (Brutto National Produktet), hvilket var det højeste målt over en seksårig periode, og udgjorde 120 milliarder baht (cirka 24 milliarder kroner). Tidligere har korruptionen været opgjort til 2,5 procent af BNP svarende til 300-400 milliarder baht (60-80 milliarder kroner).
Anti-Corruption Organisation of Thailand (ACT) offentliggjorde en rapport i 2023, der beskriver korruptionssager, som involverer politikere i løbet af årtiet fra 2012 og fremefter. Rapporten undersøgte 61 sager, der involverede i alt 68 politikere. Otte af de 61 undersøgte korruptions-sager var relateret til indkøb, og tilsammen kostede de Thailand 52 milliarder baht (cirka 10 milliarder kroner). Det største økonomiske tab på 130 milliarder baht (cirka 26 milliarder kroner) var forårsaget af Yingluck Shinawatra-regeringens rispantsordning. Det næststørste økonomiske tab kom fra Klong Dan spildevandsrensningsprojektet – en sag om et rensningsanlæg, som havde sit udspring i 1994 og endnu ikke var kommet i drift i 2022 – anslået til 24,9 milliarder baht (cirka 5 milliarder kroner).
Korruption har bl.a. været udbredt indenfor politiet, hvor det var almindeligt udbredt at købe sig til bedre positioner, hvilket kom frem ifm. en større skandale i 2017. En ny sag fik mediernes opmærksomhed i 2021, hvor en højtstående politiofficer med øgenavnet "Ferrari Joe" – på grund af hans samling af luksusbiler – viste sig at have en anseelig formue, anslået til over 250 millioner baht (cirka 50 millioner kroner), og en månedsløn på omkring 40.000 baht (cirka 8.000 kroner). I 2022 blev en En politibetjent idømt 50 års fængsel, da han blev fundet skyldig i, at kræve og modtage bestikkelse på i alt 641.000 baht (cirka 128.000 kroner) fra en sæbemassage-salon i Bangkok.
I 2023 fejlede 86 procent af næsten 1.500 politistationer på landsplan at bestå integritets- og gennemsigtighedstests, ifølge den Nationale Anti-korruptions Kommission (NACC). Kontrollen udføres årligt af offentlige tjenester. Hvert afdeling skal have en minimum score på 85 procent for at bestå, hvor 95 procent eller derover anses for fremragende. Ifølge NACC gav landets politistationer anledning til bekymring, da deres gennemsnitlige score var for lav. I alt blev 111.305 politibetjente og 830.822 andre offentligt ansatte vurderet. Den gennemsnitlige score for alle 1.484 politistationer var 67,43. Kun 208 politistationer bestod vurderingerne, mens 1.276 fejlede.
Opgjort efter hvor stor en procentuel del af befolkningen, der har betalt en form for bestikkelse for at opnå basale ydelser, som for eksempel sundhed eller uddannelse, blev Thailands korruption i 2017 opgjort som en rate på 41 procent, en anelse højere end nabolandene Cambodja og Burma (Myanmar) med 40 procent, og en hel del højre end Malaysia i syd med 23 procent. Til sammenlig i regionen lå Vietnam på 65 procent og Japan på 0,2 procent. En samtidig meningsmåling viste, at 60,5 procent af befolkningen anså den juntaledede regerings indsats mod korruption for vigtigere end andre tiltag, blandt andet reformer og forsoning mellem de to stridende politiske fløje, Gultrøjer og Rødtrøjer, fra urolighederne før 2014-militærkuppet.
I marts 2017 blev den forhenværende leder af Thailands Turistråd, Juthamas Siriwan, idømt 50-års fængsel for at modtage 1,8 mio. $ (over 10 mio. kroner) i årene 2002-2007, fra to Hollywood-producere i forbindelse med etableringen af Bangkok International Film Festival. Hendes datter, til hvis konto pengene blev overført, fik 44-års fængsel. En amerikansk føderal domstol havde forinden idømt de to Hollywood-filmfolk, Gerald and Patricia Green, hver 6-måneders fængsel i 2010 – deres fortjeneste i forbindelse med Bangkok-filmfestivalerne udgjorde 13 mio. $ (omkring 75 mio. kroner).

#### Korruptions indeks
Thailands korruption if. Transparency Internationals Corruption Perception Index (CPI), jo højere rang (nummer), jo lavere korruption. Til sammenlig ligger Danmark nr. 1 af 180 lande i 2018-2024, med 90 point ud af 100 mulige i 2023 og 2024.

Nummer/Antal målte lande (point, 100 er lavest korruption)
- 2009: 84/180 (34), Abhisit Vejjajivas regering.
- 2010: 78/178 (35).
- 2011: 80/183 (34).
- 2012: 88/174 (37), Yingluck Shinawatras regering.
- 2013: 102/177 (35).
- 2014: 85/175 (38), Militærkup.
- 2015: 76/167 (38), Prayuth Chan-o-chas militærregering.
- 2016: 101/175 (35).
- 2017: 96/180 (37).
- 2018: 99/180 (36).
- 2019: 101/180 (36), Prayuth Chan-o-chas regering.
- 2020: 104/180 (36).[470]
- 2021: 110/180 (35).[459]
- 2022: 101/180 (36).[471][472]
- 2023: 108/180 (35), skift til Srettha Thavisins regering.[467]
- 2024: 107/180 (34), skift til Paetongtarn Shinawatras regering.[468]

### Narkotikahandel
Narkohandel er et alvorligt problem, og Thailand har en af verdens strengeste straffelove på området. Narkotikamisbruget har været stort. Opium dyrkes i den såkaldte Gyldne Trekant, hvor Myanmar (Burma), Laos og Thailand mødes, og det smugledes tidligere gennem Thailand, hvor korruptionen i politiet og toldvæsen gjorde det næsten umuligt at stoppe denne trafik. Takket være en langvarig indsats fra regeringsagenturer, NGO'er og kongelige projekter, blandt andet hjælp med andre afgrøder, bønderne i de thailandske områder med fordel kunne dyrke, samt en indsats mod smuglere og korruption, har gjort den thailandske del af Den Gyldne Trekant stort set fri for opiums marker. Men landets problemer med stoffer er langt fra løst.
Undersøgelser fra luften i september, 2017 og frem til midten af januar, 2018, i provinserne Chiang Mai, Tak, Mae Hong Son og Chiang Rai, viste 313 uidentificerede opiumområder fordelt på 212 rai (339.200 m², knap 34 hektar), der var dyrket af enten individuelle landmænd til husholdningsforbrug, eller af investor-støttede landmænd til lokal distribution. Det var en reduktion på 40 procent i forhold til 2016. Plantagerne var holdt små og spredte, for at undgå de blev opdaget. 210 arealer på i alt 150 rai (24 hektar), svarende til 70 procent, blev efterfølgende destrueret.
Ud over "traditionelle" narkotika som opium og hash, er amfetamin (speed) og forskellige designerdrugs tillige udbredt, men især efter militærkuppet i 2014 har indsatsen været stor for at begrænse omfanget af disse. Et meget udbredt stof er metamfetamin  (en. methamphetamine), som fx også produceres i Den Gyldne Trekantsområdet. Blandt amfetaminer regnede United Nations Office on Drugs and Crime (UNODC) i 2017 metamfetamin som den største globale sundhedstrussel. De thailandske myndigheder gjorde en af deres største narkotikafangster i april, 2018, hvor man beslaglagde 700 kg crystal methamphetamine (krystallisk variant) til en værdi af 700 mio. baht (ca. 140 mio. kroner), der skulle have været eksporteret til Malaysia. Trods militærregeringens og den efterfølgende demokratisk valgte regerings indsat, begge under ledelse af Prayut Chan-o-cha, blev narkotikahandelen i Thailand er vurderet til at udgøre 71 milliarder USD (omkring 450 milliarder kroner) i 2020, en firedobling fra 2014.

### Infrastruktur

#### Forsyning
Thailands elforsyningsnet havde i april 2022 en samlet kapacitet på 51.040 MW, forbruget var på 33.177 MW. Hovedparten af eltriciteten, i 2021 udgjorde 64,4 procent, genereres flydende naturgas (LNG). Kul udgjorde 20,9 procent, biomasse 6,2 procent, sol- og vindkraft 5,7 procent, mens øvrige kilder – herunder vandkraft – androg 2,8 procent.
Verdens største flydende solkraftværk ligger på Sirindhorn-reservoiret 660 kilometer øst for Bangkok, det består af 145.000 solcellepaneler med en samlet kapacitet på 2,7 gigawatt. Det er en del af landets tiltag for vedvarende energikilder og reduktion af afhængighed af naturgas. Premierminister Prayuth Chan-o-cha oplyste på FNs klimakonference i 2021, at Thailand forventer at blive CO2-neutral i 2050, og har sat et mål om, at reducere alle drivhusgasemissioner til netto nul inden 2065.

#### Jernbaner
Thailands net af jernbaner, kanaler og veje udgår fra Bangkok. Herfra går der fire jernbanelinjer, der i 2023 fordelte sig med 781 kilometer med nord, 1.094 kilometer mod nordøst, 534 kilometer mod øst og 1.570 kilometer mod syd. I alt dækkes 47 provinser med 4.044 kilometer jernbanenet. 3.310 kilometer eller 81,85 procent er enkeltsporet, 627 kilometer eller 15,5 procent er dobbeltsporet og 107 kilometer eller 2,65 procent er tripplesporet.
Sporvidden er såkaldt metre gauge (meterspor), hvor sporbredden er 1.000 mm – til sammenligning er den danske sporvidde normalspor på 1.435 mm. Den første strækning fra Bangkok til Nakhon Ratchasima, færdigbygget af Andersen & Company, åbnede i 1896. Jernbanerne, State Railway of Thailand, drives af Staten.
Allerede i 1893 var der dog en privat jernbane, i øvrigt nationens eneste private, åbnet på strækningen Hua Lamphong i Bangkok til forstaden Samut Prakan, en tidligere hollandsk handelsstation og senere Siams befæstede havn. Selskabet bag jernbanen, The Paknam Railway Co. Ltd., var stiftet af de danske brødre, Andreas du Plessis de Richelieu og Louis de Richelieu, sammen med en britisk navigatør, Alfred John Loftus. De havde fået en 20-årig koncession af kong Chulalongkorn. Banen var i drift indtil 1959, det nedlagte baneterræn blev efterfølgende til en forlængelse af Rama IV Road, der var Siams første egentlige vej.
I alt udbygges syv strækninger til dobbeltspor for en samlet investering på 270 milliarder baht (cirka 55 milliarder kroner), de sidste tre blev godkendt i juni 2024. Fem lande – Singapore, Malaysia, Thailand, Laos og Kina – blev besluttet i 2023, at blive forbundet med dobbeltspor. Den 4500 kilometer lange Singapore-Kunming jernbanelinje, forventes at stå færdig i 2027. Den første etape fra Bangkok til Hua Hin åbnede ved udgangen af 2023.
Foruden de statsdrevne jernbaner, opererer det private selskab, Belmond Ltd., siden 1993 Eastern & Oriental Express på strækningen mellem Singapore-Bangkok-Chiang Mai, samme selskab der viderefører den legendariske Orientekspres i Europa.
Fire højhastighedsbaner er under bygning eller planlægning. De er:
- Northern Line (Nordbanen): Bangkok-Phitsanulok-Chiang Mai, med en samlet strækning på 669 kilometer med 12 højhastighedstogstationer. Fase 1, Bangkok-Phitsanulok, forventes at åbne i 2029, og fase 2, Phitsanulok-Chiang Mai, i 2032.
- Northeastern Line (Nordøstbanen): Bangkok-Nakhon Ratchasima-Nong Khai, med en samlet strækning på 609 kilometer med 11 højhastighedstogstationer. Fase 1, Bangkok-Nakhon Ratchasima, forventes at åbne i 2025, og fase 2, Nakhon Ratchasima-Nong Khai, i 2030.
- Eastern Line (Østbanen), forbinder tre lufthavne, Bangkoks Don Mueang (DMK) og Suvarnabhumi (BKK) med U-Tapao (UTP) ved Pattaya i Rayong provinsen. Den samlede strækning bliver 220 kilometer med 9 højhastighedstogstationer. Fase 1, Don Mueang-Suvarnabhumi-U-Tapao, forventes at åbne i 2027, og fase 2, U-Tapao-Rayong-Trat, i 2033.
- Southern Line (Sydbanen): Bangkok-Padang Besar, med en samlet strækning på 970 kilometer med 12 højhastighedstogstationer. Fase 1, Bangkok-Hua Hin, forventes at åbne i 2032, og fase 2, Hua Hin-Surat Thani-Padang Besar, i 2037.

I forbindelse med de ny højhastighedsbaner blev der bygget en ny hovedbanegård i Bangkok, Bang Sue Grand Station, der er Sydøstasiens største. Banegården åbnede den 20. januar 2023 og erstattede Hua Lamphong-banegården, der har været i brug siden 1916.

#### Havne og vandveje
Bangkoks havn blev for et par årtier siden udvidet med containerhavnen Laem Chabang, der ligger på østsiden af bugten, men kapaciteten er stadig ikke høj nok.
De 10.000 km vandveje – hovedsageligt floden Chao Phraya og kanalerne på den centrale slette – spiller stadig en vis rolle for transporten, men vejene er de vigtigste. De forbinder efterhånden alle egne af landet og omfatter i alt mere end 50.000 km.

#### Vejnet og køretøjer
Hovedvejsnettet er et af de bedste i Sydøstasien, og selv om det vedvarende udbygges, er det alligevel utilstrækkeligt. Særligt i og omkring Bangkok er behovet for bedre veje stort, fordi byen har bredt sig ukontrolleret.
Der er planlagt 6.612 km nye motor-hovedveje i perioden 2017-2036, svarende til i gennemsnit omkring en kilometer ny motorvej om dagen. Den første strækning, M6, fra Bang Pa-in til Nakhon Ratchasima (Korat) forventes åbnet i slutningen af 2020, senere forlænges motorvejen til Nong Kai ved grænsen til Laos.
Pr. 30. november 2023, var antallet af indregistrerede motorkøretøjer 44,3 millioner, heraf 22,5 millioner motorcykler, 11,8 millioner privatbiler med op til 7 passagerer, 7,1 millioner lastbiler, 645.187 traktorer og 448.238 privatbiler med plads til flere end 7 passagerer. Der var i alt udstedt 33.4 millioner kørekort. I 2020 var der 2.854 elektriske drevne køretøjer indregistreret, hvor 117 var elektrisk drevne busser, mens antallet af elektriske hybridkøretøjer og plug-in hybrider udgjorde 153.184. Der var tillige 53.407 naturgas drevne køretøjer og 313.440 gasdrevne. Thailands regering satser på 1,05 million elektriske køretøjer, kombineret af biler, busser og motorcykler, i 2025, 5,41 million i 2030 og 15,58 million i 2035, hvor det forventes at landets fabrikker kan fremstille 18 millioner elektriske køretøjer om året.
Thailand har den højeste andel af motorcykler i verden. 87 procent af alle husstande havde en motorcykel i 2022 (offentliggjort 2023), nummer to var Vietnam med 86 procent og nummer tre Indonesien med 85 procent.

#### Trafiksikkerhed
Trafiksituationen i såvel hovedstaden, som mange steder i landet, er kaotisk. På listen over trafikdræbte målt pr. 100.000 indbyggere svinger Thailand mellem at indtage en anden- og en fjerdeplads. Omkring 24.000 mennesker omkommer årligt i trafikken (2017), det svarede til, at 35 mennesker pr. 100.000 indbyggere bliver trafikdræbt. Til sammenlig omkom 199 personer i dansk trafik i 2019, if. Vejdirektoratet, det svarer til 3,42 pr. 100.000, og 162 i 2023, svarende til 2,73 pr. 100.000. I 2011 var regeringens mål, at reducere dødstallet fra dengang 20 pr. 100.000 indbyggere til det halve, men knap et årti senere, i 2020, var dødstallet imidlertid steget til 29 pr. 100.000 indbyggere. De økonomiske tab som følge af ulykker og trafikdrab antoges i 2021 årligt at udgøre 500 milliarder baht, svarende til cirka 100 milliarder kroner.

##### Statistik
Ifg. WHOs opgørelse, publiceret 2017, ligger Thailand på 2. pladsen, efter Libyen, som landet med flest fatale ulykker i forhold til indbyggerantal. Thailand havde 36,2 trafikdrab pr. 100.000 indbyggere. Da dødstallet i Libyens trafik tilsyneladende inkluderede ofrer fra borgerkrigen, ansås Thailand i december (2017) for at være rykket op på førstepladsen. Avisen Bangkok Post opgjorde i juni 2018, at der hvert 22. minut bliver dræbt et menneske i trafikken, hvilke udgør hvert 20. dødsfald i nationen, og at trafikken kræver flere dødsofre end slagtilfælde, AIDS, eller nogen som helst enkelte kræftformer. For at sætte tingene i perspektiv, er det 40 gange så mange årlige dræbte, som Islamisk terrorisme har påført Europa siden 1980 til 2018, desuden er der cirka 100.000 alvorligt tilskadekomne om året i Thailands trafik. Det samlede antal årligt dræbte udgør 24.000, til sammenligning var tallet for hele EU med 510 mio. indbyggere på 25.000 trafikdrab i 2017 (Thailand har knap 70 millioner indbyggere). Isoleret til dræbte motorcyklister, er Thailand det farligste sted i verden. En meget stor andel af de dræbte motorcyklister, muligvis omkring halvdelen, er unge under 20 år (angivne dødstal i nogle kilder er uoverensstemmende ift. WHO's opgørelse, hvilket kan skyldes, at nogle statistikker kun medregner "dræbt på stedet" som trafikdrab, og ikke medtager en senere døderklæring på et hospital). Statistisk har 60 procent af motorcyklisterne ikke kørekort. Foruden de dræbte, kommer flere end en million årligt til skade i trafikken. Tre ud af fire omkomne var mænd. Der var i 2017 stor forskel på dødstallene i de forskellige provinser, hvor Rayong toppede med 72 dødsfald pr. 100.000 indbyggere, mens Bangkok var mest sikre område med kun 14,2 pr. 100.000.
Motorcyklister udgør omkring 80 procent af dødsulykkerne – i et 2024-studie er tallet 82,5 procent – det svarede i 2019-statistikken til et trafikdrab hver halve time, i alt 17.000 i løbet af hele året. En stor andel er unge mellem 15 og 21 år, hvoraf mange kører på motorcykler med stor motorkraft. I Thailand er der 81 dødsfald i trafikken pr. 100.000 motorcyklister, til sammenligning er tallet for EU 11 pr. 100.000. En undersøgelse for perioden 2016-2020 offentliggjort i 2021 antydede, at det høje antal trafikdrab hovedsageligt skyldtes dårlig beslutningstagning, hvor 53 procent af ulykkerne var forårsaget af fejl hos føreren af motorcyklen. Af de 53 procent var 49 procent fejlopfattelse, hvor potentiel fare ikke vurderes korrekt. 32 procent skyldtes beslutningsfejl, hvor føreren ikke træffer den rigtige beslutning, når der opstår en nødsituation. 13 procent skyldtes reaktionsfejl, hvor føreren ikke evner at kontrollere en motorcykel i en nødsituation, især korrekt bremsning.
Flere end 17.000 af de årligt trafikdræbte er børn og teenagere, gennemsnittet var 17.634 årligt i perioden 2013 til 2017. Statistikken i perioden viste, at antallet aldersgruppen 10 til 19 år var stigende. Verdensbanken opgjorde i 2018, at Thailand kunne opnå en langsigtet økonomisk fordel, ved at gøre vejene mere sikre, og derved primært redde sin unge befolkning fra en for tidlig død i ulykker. Knap 79 procent af de omkomne er mænd, overvejende mellem 16 og 25 år. Forskerne havde beregnet, at hvis antallet af dødsulykker kunne halveres over en 20-årig periode frem til 2038, ville der være 138.168 færre trafikdræbte. Dette ville medføre en makroøkonomisk indkomstvækst svarende til 22,2 procent i forhold til 2014-niveau BNP.
En GPS analyse foretaget af King Mongkut’s Institute of Technology Ladkrabang’s Smart City Research Centre (SCRC) i året 2017, viste at 250.000 busser og lastbiler havde overskredet den tilladte hastighed i lidt over 17 millioner tilfælde, lastbilernes gennemsnitshastighed var 101,58 km/t. Der er adskillige busulykker med mange omkomne i Thailand, fx indebrændte 20 personer i marts 2018 grundet bl.a. for høj hastighed, kun ni dage efter en anden ulykke, hvor 18 blev dræbt. En meningsmåling fra oktober 2017 viste, at omkring hver tredje thailænder (32%) mente, at blodbadet på vejene skyldes skæbnen.

##### Farlige højtider og sikkerhedskampagner
Vedvarende trafiksikkerhedskampagner, især op til højtider med mange rejsende på vejene, synes i en periode at være uden virkning. I årets største rejsehøjtid, thainytåret Songkran i april, rejser cirka 35 millioner, det er omkring halvdelen af befolkningen. Men efter COVID-pandemien har dødstallene været faldende.
I 2016 omkom 442 personer (63 om dagen) i de Syv farlige dage (Seven dangerous days) fra 11. til 17. april. I 2019 var antallet af dræbte faldet til 386 (55 om dagen) og 3.442 tilskadekomne i 3.338 trafikulykker. 80 procent af ulykkerne involverede motorcykler, 36,6 procent skyldes promillekørsel og 28,3 procent høj fart. Under Songkran-2018 foretog politiet omfattende spiritus kontrol, da promillekørsel statistisk var den største årsag til ulykker. Næsten en halv million, 490.512 personer blev anholdt for kørsel med for høj alkoholpromille, heraf 280.631 motorcyklister og 209.881 billister. Trods de fleste slap med en bøde og konfiskation af kørekortet, måtte Politiet alligevel beslaglægge 16.288 køretøjer – 11.768 motorcykler og 4.520 biler – hvilket var en 100 procent stigning fra 2017. Promillegrænsen i Thailand er ligesom i Danmark på 0,5 (dog 0,2 for under under 20 år). Til sammenligning blev 10.371 personer anholdt for spirituskørsel i Danmark i hele året 2016, ifølge Danmarks Statistik.
I 2023 under første Songkran efter COVID-pandemien blev der rapporteret 2.203 trafikulykker med 2.208 tilskadekomne og 264 trafikdrab. 96,69 procent af sager, som skulle for retten, involverede promillekørsel. Selvom antallet af ulykker, tilskadekomne og dræbte faldt, steg salget af alkoholiske drikkevarer med 30 procent i samme periode. I 2024 blev antallet af trafikdræbte opgjort til 243,. I 2025 blev der rapporteret 1.538 ulykker med 1.495 tilskadekomne og 253 dræbte (36 om dagen). 42 procent af ulykkerne skyldtes høj fart og 24 procent alkohol. 84 procent af ulykkerne involverede motorcykler, syv procent pickup-biler og fire procent sedan-biler.
I andre Syv farlige dage omkring "almindeligt" nytår, hvor der var en nedgang i 2023/2024 med kun 2.288 alvorlige ulykker (3.791 i 2018/19), 284 dødsfald (463 i 2018/19) – gennemsnitligt 40 om dagen – og 3.307 andre tilskadekomne (3.892 i 2018/19). 88,7 procent af ulykkerne involverede motorcykler.  Promillekørsel udgør typisk 40 procent af ulykkerne og høj fart 28 procent. I 2023/2024-nytåret blev rapporteret 7.864 tilfælde af promillekørsel.
Ulykkesantallet er for nedadgående, ved nytår 2022/2023 var der 2.440 uheld med 317 trafikdrab og 2.437 tilskadekomne. 34,85 procent af ulykkerne skyldtes høj hastighed og 80,24 procent androg motorcyklister. I nytåret 2024/2025 steg antallet af trafikdrab til 436, mens antallet af tilskadekomne faldt en smule til 2.376. 82,67 procent af ulykkerne androg motorcyklister.

##### Promillekørsel
Mellem 4 og knap 8 % af trafikulykker i Thailand, målt over en 5-årig periode fra 2004 til 2010, skyldtes alkohol-kørsel. Alkoholpromillegrænsen er 0,50 (50 milligramme percent), ligesom den danske, dog blev promillegrænsen sat ned til 0,20 for unge under 20 år,  den 1. juni, 2017.
Trods kampagner steg kørsel under indflydelse af stoffer, alkohol eller narkotika, den 31. december med 66 procent fra 1.723 tilfælde i 2020 til 2.896 tilfælde i 2021, hvoraf de 480 tilfælde var relateret til narkotika. Straffen for promillekørsel er høj. I 2022 vil en første forseelse, der ikke resulterer i en ulykke, medføre, at en køretøjets fører idømmes en bøde på 5.000 til 20.000 baht (cirka 1.000 til 4.000 kroner) og mister kørekortet i mindst seks måneder. Forårsager føreren ulykke, idømmes fængsel fra et til fem år og/eller en bøde på 20.000 til 100.000 baht (cirka 4.000 til 20.000 kroner), eller fængsel fra to til seks år og bøde på 40.000 til 120.000 baht (cirka 8.000 til 24.000 kroner). Er dødsfald forårsaget af en spritbilist, bliver straffen fra tre til 10 års fængsel og en bøde på 60.000 til 200.000 baht (12.000 til 40.000 kroner).

##### Eliteklassen slipper for strenge straffe
Der har været en del fokus i nyhederne på enkelte unge fra elite-klassen, der var været involveret i fatale trafikulykker og slap fra det, stort set uden straf.
Mest omtalt var sagen om Red Bull-arvingen, Vorayuth "Boss" Yoovidhya, som i september 2012 ved hensynsløs kørsel dræbte politibetjent Wichian Klanprasert i Bangkok, men efterfølgende løbende udeblev fra  samtlige indkaldte retsmøder, tilsyneladende uden følger. Fem år sener forsvandt han forud for et retsmøde, angiveligt udrejst til frivilligt eksil i udlandet. I juli 2020 kom det frem i internationale medier, at alle anklager var blevet "droppet", og Yoovidhya derfor kunne vende frit tilbage til Thailand. Sagen endte på regeringsniveau, efter et parlamentsmedlem opponerede mod beslutningen og sagde, at »fængsel er ikke kun for fattige.« Premierminister Prayuth Chan-o-cha benægtede, at regeringen havde hjulpet Yoovidhya med at slippe for straf, arrestordren er fortsat gældende.
En anden sag vedrørte Orachorn Devahastin na Ayudhya – "Na Ayudhya" indikerer, at familien er adel, men ingen titel har – der som 16-årig, og uden kørekort, i december 2010 kørte ind i en minibus på en af Bangkoks motorveje, mens hun brugte sin mobiltelefon. Ni personer i minibussen omkom, og fire andre blev skadet. I 2011 blev hun idømt tre års fængsel, der senere  blev omstødt til en betinget dom, hvis hun i stedet udførte 48 timers samfundstjeneste i løbet af fire år. Familien betalte ingen erstatning, og først i maj 2019 afgjorde højesteret, at forældre og bilejer skulle betale 26 millioner baht (omkring 5,5 millioner DKK) til ofre og efterladte, i alt 28 personer, der hver blev tilkendt fra 4.000 baht til 1,8 million baht (fra cirka 800 DKK til 375.000 DKK). Med trussel om tvangsauktion af familiens ejendomme og frist sat til 28. august, betalte familien 41,7 millioner baht inklusive renter den 6. august.

#### Luftfart
Den største internationale lufthavn er den i 2006 nye Suvarnabhumi (BKK) syd for Bangkok, der er meget trafikeret med cirka 65 mio. passagerer (oktober 2017-september 2018), 20 procent flere end de 45 mio. den var beregnet til. Trafikken ventes at stige med 30 mio. passagerer, hvorfor bygning af en ny Terminal 2 påbegyndtes i 2019, første del af udvidelser til i alt omkring 150 mio. passagerer. Den oprindelige Bangkok-lufthavn, Don Mueng (DMK), anvendes af række lavprisselskaber samt til en del af af indenrigstrafikken, den betjener omkring 38 mio. passagerer (2017 forventet). De to lufthavne vil tilsammen kunne håndtere 120 mio. passagerer i 2021.
Der er yderligere internationale lufthavne i Chiang Mai (CNX), Chiang Rai (CEI), Hat Yai (HDY), Pattaya (PYX), Phuket (HKT), Koh Samui (USM), Surat Thani (URT) og Uden Thani (UTH). De seks vigtigste lufthavne havde tilsammen 129 mio. passagerer fordelt på 823.574 flyoperationer (oktober 2016-september 2017), en stigning på 6 %, hvilket var 33,9 % over lufthavnenes kapacitet på 96,5 mio. passagerer om året. AOT (Airports of Thailand) planlagde i 2017 at investere yderligere 200 mia. baht (cirka 40 mia. DKK) til udbygning af de 6 vigtigste lufthavne over en 10-årig periode, herunder at udvide kapaciteten for Suvarnabhumi til 200 mio. passagerer årligt. Ifølge 2016-2017 opgørelsen opererede 135 luftfartsselskaber, heraf 37 lavprisselskaber, til 200 destinationer i 57 lande, fra de seks AOT-lufthavne.
Der er fire lufthavnsoperatører, hvor det børsnoterede, men majoritet-statsejede selskab, Airports Of Thailand (AOT), er den største med en andel på 80 procent af trafikken. AOT ejer seks lufthavne, inklusive Bangkoks Suvarnabhumi og Don Mueng. Department of Airports (DOA), en afdeling under trafikministeriet, handler 17 procent af trafikken, fordelt på 29 mindre lufthavne, inklusive Krabi og Udon Thani, hvoraf flere ingen kommerciel trafik har og nogle tillige fungerer som militære lufthavne. Bangkok Airways har tre privatejede lufthavne, Koh Samui, Sukothai og Trat (ved Koh Chang), de udgør to procent af trafikken, mens Royal Thai Navy har lufthavnen U-tapao International Airport ved Pattaya og en procent af trafikken. Tallene er fra 2020 ifølge Civil Aviation Authority of Thailand (CAAT).
Årlige ankomster til de thailandske lufthavne forventes at vokse til 200 millioner i 2031, hvilket medfører udbygning af de fire vigtigste internationale lufthavne. Phuket International Airport vil få øget kapacitet fra 12,5 millioner til 18 millioner passagerer om året. U-Tapao International Airport i Rayong (Pattaya-lufthavnen) forøges til 15,9 millioner passagerer i 2024, voksende til 60 millioner i 2055. Bangkoks Don Mueang International Airport vil med fase 3-udvidelsen kunne klare 40 millioner passagerer i 2029 mod de nuværende 30 millioner. Og Suvarnabhumi International Airports fase 2-udvidelse i 2023, med en ny satellit-terminal, Satellite Airport Terminal – 1 (SAT-1), øger kapaciteten fra nuværende 45 millioner til 60 millioner passagerer årligt. Lufthavnen får også en tredje landingsbane, der bliver færdig i 2024, hvilket giver mulighed for at modtage 94 fly i timen, mod de nuværende 68.
Det nationale selskab Thai Airways flyver både på indenrigs- og udenrigsruter, andre selskaber er Bangkok Airways, Thai Air Asia og Thai Smile (Thai Airways' lavprisselskab). Indenrigsselskaber er NewGen Airways, Nok Air og Thai Lion Air. Lavprisselskaberne har været en kontinuerlig voksende sektor siden de to første, Nok Air og Thai Air Asia, opstod i 2004, og udgjorde med 136 indregistrerede fly i 2018 næsten halvdelen, 45 %, af Thailands samlede civile flåde. Flyene er hovedsageligt Airbus A320 og Boeing 737, der opereres af luftfartsselskaberne Air Asia, JetStar, Lion Air, Nok Air, Thai Smile og Vietjet.

### Digitalisering og digital økonomi
Regeringen skubber dagligdag økonomien i retning af digital økonomi med bl.a. kontaktløs betaling ved indførelse af smarte landsdækkende, gebyrfri betalings applikationer i 2018, med brug af QR Code og e-payment betalingsplatform, oprindeligt udviklet af de kinesiske sociale mediegiganter "Alibaba Group" og "WeChat", som i dag er verdensledende i QR-kode e-betalinger. Thailand besøges årligt af næsten 10 millioner kinesiske turister.
I 2017 brugte 28,7 procent af virksomhederne computere. I små virksomheder med færre end 10 ansatte var andelen 25,7 procent, de små virksomheder udgjorde 95,5 procent af alle i undersøgelsen. I større virksomheder med flere end 200 medarbejdere havde 99,7 procent inkluderet Internet teknologi i forretningsgangen. Kun 23,7 procent af små firmaer brugte IT til markedsføring, mens 74,6 procent brugte Internet til søgning, og 70,8 procent anvendte E-mail. 15,4 procent brugte IT til finansielle transaktioner, en stigning fra 9,4 procent i 2012. The Digital Economy Report 2019, udgivet af UNCTAD (United Nations Conference on Trade and Development), angav Thailands andel af små og store virksomheder, der modtager ordrer over Internet, til at udgøre 10 procent, hvilket placerede Thailand som nummer 42 ud af 46 undersøgte lande. Singapore toppede den højeste sats på 60 procent.
National Digital Economy and Society Commission (dansk: Den nationale kommission for digital økonomi og samfund), forkortet NDESC, besluttede i november 2022 at alle landsbyer – i alt 74.987 landsbyer, der omfatter 10,48 millioner mennesker på landsplan – skulle have gratis bredbånds-Internet. 2023-2027-målet er, at fokusere på at omdanne internetforbrug til økonomisk aktivitet, for at øge digital økonomi til 30 procent af landets BNP.

### Turisme

#### Historisk udvikling
Før 1960 var turisme meget begrænset. Der var kun angivet 15 hoteller i hovedstaden Bangkok med en samlet kapacitet på mindre end 1.000 værelser. I løbet af 1960'erne boommede en begyndende turisme og flere end 50 nye hoteller blev bygget i denne periode.
I 2024 har Thailand cirka 16.000 registrerede hoteller og omkring 15.000 hoteller uden licens.
Siden starten af 1980'erne har turismen været en vigtig kilde til udenlandsk valuta, i 2012 udgjorde det omkring 10 procent. I 1996 kom i alt syv millioner turister til landet, knap 20 år senere var dette tal næsten firedoblet til 26 millioner i 2013, ifølge TCT (Tourism Council of Thailand). I 2018 kom der 38 millioner udenlandske turister mod 35,6 millioner i 2017. Flest kom fra Kina med 10,6 millioner, 4,1 million fra Malaysia, 1,8 million fra Laos og 1,8 million Sydkoreanere. Der var 1,6 million japanske besøgende, 1,5 million russere, 1,5 million indere, 1,3 million singaporeanere, 1,1 million Vietnamesere og 1,1 million fra USA. I 2019 ankom der i alt 6,7 millioner europæiske turister, der udgjorde 17 procent af det samlede antal turister og 24 procent af forbruget. Rejsemålene var primært to-ugers ophold på Phuket og Koh Samui. De største grupper var 1,5 millioner russere, 994.000 briter, 857.500 tyskere, 745.300 franskmænd og 287.400 svenskere. Andre europæere androg i alt 2,4 millioner.
Under Coronaviruspandemien fra 2020 og den efterfølgende delvise genåbning for turisme ændredes fordelingen af turisters nationalitet i 2021 sig til 1) tyskere 45.874, 2) briter 38.663, 3) amerikanere 37.880, 4) russere 30.759 og 5) franskmænd 23.461. Kinesiske indrejserestriktioner forhindrede stort set turister fra Kina.
Thailand er blevet er populært rejsemål for danskere, som omkring 135.000 danskere besøgte i 2017. Næsten 124.000 danskerne kom som turister, mens flere end 6.000 var fastboende. Antallet af danske thailandsrejsende toppede med omkring 170.000 i 2012 og årene frem.
De vigtigste turistmål er Bangkok, Chiang Mai, Hua Hin, Krabi-området, Pattaya og Phuket, samt Koh Samui og naboøer. Tre thailandske byer ligger på den prestigefulde Euromonitor Internationals Top 25-liste i 2017 over verdens mest besøgte byer: Bangkok på andenpladsen med 21,2 mio. besøgende med mindst en overnatning i 2016, Phuket på 11. pladsen med 10,6 mio. besøgende, og Pattaya på 24.pladsen 7,3 mio. besøgende. De samme tre byer er med i Mastercard’s Global Destination Cities Index (GDCI) 2018 over de "20 mest besøgte destinationer i verden" (20 Most-visited Destinations in the World), hvor Bangkok indtager førstepladsen for fjerde år i træk.
Coronaviruspandemien lagde en dæmper på turismen i 2020 hvor grænselukning medførte et totalt stop for indrejse, kun 6,7 millioner nåede at besøge landet, mod forventet 40 millioner. Før pandemien tegnede turismen sig for 11-12 procent af BNP, men i 2020 udgjorde turismen kun 11 milliarder USD, svarende til cirka 68 milliarder kroner, mod 61 milliarder USD i 2019, det var omkring 375 milliarder kroner.

#### Udvikling i turist ankomster
| År   | Ankomster  | Ændring     |
| ---- | ---------- | ----------- |
| 2024 | 35.500.000 | +26 %       |
| 2023 | 28.000.000 | +151,12 %   |
| 2022 | 11.150.000 | +2.505,14 % |
| 2021 | 428.000    | -93,61 %    |
| 2020 | 6.700.000  | -83,12 %    |
| 2019 | 39.700.700 | +3,71 %     |
| 2018 | 38.277.300 | +7,54 %     |
| 2017 | 35.381.210 | +8,57 %     |
| 2016 | 32.588.303 | +8,91 %     |
| 2015 | 29.881.091 | +20.44 %    |
| 2014 | 24.809.683 | –6,54 %     |
| 2013 | 26.546.725 | +18,77 %    |
| 2012 | 22.353.903 | +15,98 %    |
| 2011 | 19.230.470 | +20,67 %    |
| 2010 | 15.936.400 | +12,63 %    |
| 2009 | 14.149.841 | –2,98 %     |
| 2008 | 14.584.220 | +0,83 %     |
| 2007 | 14.464.228 | +4,65 %     |
| 2006 | 13.821.802 | +20,01 %    |
| 2005 | 11.516.936 |             |

TCT vurderede i 2015 at indenlandsk thai-turisme genererer en omsætning på omkring 800 milliarder baht, cirka 150 milliarder danske kroner, mens udenlandsk turist-omsætning udgjorde to billioner thailandske baht i 2018 (cirka 400 milliarder DKK). Til sammenligning er Danmarks turistomsætning på cirka 7 milliarder USD, svarende til omkring 45 mia. DKK. Det placerede Thailand, som det land i Asien med størst omsætning af turisme, ifølge Bloomberg næsten dobbelt så meget som nogen andre asiatiske lande i 2018, og en fjerdeplads på verdensranglisten, kun overgået af USA (1, med 211 milliarder USD), Spanien (2, med 68 milliarder USD) og Frankrig (3, med 61 milliarder USD). Turiststrømmen forventes at vokse til 60 millioner i 2030, primært flere kinesere fra en hastigt voksende middelklasse, hvilket udfordrer infrastrukturens kapacitet med hensyn til bl.a. lufthavne og landtransport. Den voksende turisme udgør 20,6 procent af BNP (2017) ifølge World Travel and Tourism Council (WTTC). Ifølge UNWTOs (United Nations’ World Tourism Organization) 2016-2017 statistikker, er Thailand på tredjepladsen for turisme indtægter med 49,9 mia. USD (cirka 300 mia. DKK), efter USA med 205,9 mia. USD og Spanien med 60,3 mia. USD. Hver turist beregnes i gennemsnit at bruge lidt over 5.000 baht om dagen (cirka 1.000 DKK) Europæiske turister opholder sig normalt 14 dage i Thailand. Kinesiske gæster er derimod kun kortere tid i landet, omkring 6-10 dage, hvor de forbruger 40.000-50.000 baht (2017). Europæiske turister forbruger i gennemsnit 125 USD (cirka 800 DKK) om dagen, mens kinesiske turister gennemsnitligt forbruger 192 USD (cirka 1.250 DKK) om dagen, hvilket er omkring 50 procent mere end europæiske turister. Kinesisk turisme andrager med 15 milliarder USD (knap 100 milliarder DKK) til Thailands valutaindtjening.
Under Coronavirusepandemien i 2020 blev Thailands turisme hård ramt på grund af rejserestriktioner, og nedlukning af nationen med indrejseforbud til følge. Turismen genåbnede gradvist i løbet af 2022.

#### Dagligt forbrug af forskellige turist nationaliteter i 2017
| Område                                    | Dagforbrug USD (DKK)         |
| ----------------------------------------- | ---------------------------- |
| ASEAN                                     | 161,98 USD (cirka 1.050 DKK) |
| Kina                                      | 192,84 USD (cirka 1.250 DKK) |
| Europa                                    | 125,47 USD (cirka 800 DKK)   |
| Amerika (inkl. USA og Canada)             | 147,32 USD (cirka 950 DKK)   |
| Sydasien                                  | 170,85 USD (cirka 1.100 DKK) |
| Oceanien (inkl. Australien og New Zealand | 165,53 USD (cirka 1.075 DKK) |
| Mellemøsten                               | 190,60 USD (cirka 1.240 DKK) |
| Afrika                                    | 172,54 USD (cirka 1.100 DKK) |
| Alle lande                                | 159,32 USD (cirka 1.030 DKK) |

Thailand havde i juni 2017 i alt 8.384 hoteller, hvoraf lidt over halvdelen, 56 procent, var såkaldt "boutique hotel", dvs. et mindre hotel med 10-100 værelser, i thailandske ferieområder ofte bungalows, og med en meget personlig service. Det anslås at der i alt er cirka 1 million værelser til udlejning, hvoraf halvdelen, omkring 500.000, ikke er lovligt registrerede hotelværelser, fx privat udlejning af lejligheder eller værelser via Airbnb. Der er omkring fem millioner ansatte i turistindustrien.
Den stigende turisme synes at trodse Thailands relativt lave placering på sikkerhedsindeks i World Economic Forum’s Travel and Tourism Competitiveness Report, hvor placeringen for 2017 var som nr. 118 ud af 136, med en score på 4,0. Højere point, giver højere placering på listen. Finland er nr. 1 med 6,7 point, og Columbia sidst med 2,6 point. Til sammenligning er Danmark nr. 27 med 6,1 point. Urolighederne med muslimske oprørere i de tre sydligste provinser, som det normal frarådes turister at besøge, trækker ned i point. På andre områder, som indeksets Turist service og infrastruktur ligger Thailand højt, som nr. 16 med 5,8 point, hvor Danmark til sammenligning er nr. 41 med 4,8 point. Ligeledes under Kulturelle ressourcer og forretningsrejser er Thailand placeret som nr. 37 med 2,8 point, hvor Danmark til sammenligning er nr. 43 med 2,3 point.
Ulykker og dødsfald blandt turister udgjorde i 2016, if. Department of Tourism, 228 dødsfald og 540 tilskadekomne. Fordelt på hændelser udgjorde vandulykker (fx badning, dykning og rafting) 41 procent, trafikulykker 22procent, helbredsproblemer 16 procent, selvmord 7 procent og andre hændelser 14 procent. Flest ulykker forekom i Chiang Mai provinsen, efterfulgt af provinserne Surat Thani, Phuket, Krabi og Chon Buri. Kinesere udgjorde den største gruppe med 221 tilskadekomne og 79 dødsfald, efterfulgt af franskmænd med 41 skadede og 18 døde, briter med henholdsvis 27 og 17, amerikanere (USA) med 21 og 12, og tyskere med 22 tilskadekomne og 11 dødsfald.

#### Turisme efter Coronaviruspandemien
Med beskeden genåbning for turisme i såkaldte "sandkassemodeller" fra 1. juli 2021, startende med øerne Phuket og Koh Samui, begyndte en mindre antal udlændinge at vende tilbage til Thailand. Fra 1. november blev genåbningen udvidet til flere områder. Hvor første og anden kvartal i 2021 hver havde 20.000 ankomne udlændinge, steg tallet i tredje kvartal til 45.398 ankomster, hvoraf 44 procent var europæere. Til sammenligning var der i 2019, før pandemien knap 10 millioner ankomster i kvartalet. En opgørelse fra Centralbanken viste, at gennemsnitsforbruget pr. turist lå fra 1.810 til 2.115 USD (cirka 12.000 til 14.000 kroner), hvor det før pandemien var 1.450 USD (omkring 9.000 kroner). Ifølge banken vil et højere forbrug kunne kompensere for et lavere antal turister.
I 2022 med efterhånden fuld genåbning og ingen indrejserestriktioner, steg turismen kraftigt og det samlede antal nåede op over 11 millioner. I begyndelsen af 2023 var tallene tilbage mod det vanlige, med en forventning om, at der i løbet af hele året ville komme mellem 25 og 30 millioner. Fordelingen af nationalitet det sidste kvartal af 2022 og første kvartal af 2023 var dog anderledes end tidligere, med russere som det største antal, efterfulgt af kinesere og indere.

#### Bryllups turisme
Thailand er en populær destination for bryllups turisme, blandt andre for velhavende indere. Såvel vielse som bryllupsfest afholdes for udenlandske par med tilrejsende gæster.

#### Cannabis turisme
I forbindelse med legalisering af medicinsk cannabis i 2019 er målet at gøre Thailand til "Verdens ultimative medicinske wellness-destination for cannabisbehandling", såkaldt cannabis turisme, der kan blive et supplement til den hårdt ramte turistindustri under Coronaviruspandemien.
En lovgivning, der ikke straffer forbrug til rekreative formål, og manglende regulering gjorde hurtigt marihuana til en profitabel aktivitet med næsten 8.000 udsalgssteder fordelt over hele landet og flere end 1 million lokale producenter. Hundredvis af små virksomheder, salgsautomater, 24-timers butikker dukkede hurtigt op i både bybilledet og turistdestinationer.  I juli 2025 var antallet af Cannabis salgssteder steget til 18.000 forretninger.
Det er dog ikke tilladt indtage cannabis til rekreative formål på offentlige steder, overtrædelse kan medføre bøde eller fængselsstraf. Desuden skal cannabis-handlende være autoriseret. En politikontrol i april 2023 i Bangkok legendariske turistgade, Khao San Road, viste, at ud af 14 cannabisbutikker, mangle fem tilladelse, og to lovligt autoriserede butikker opererede i strid med deres tilladelser. Den ene tillod kunder at ryge hash i lokalerne, mens den anden ikke var i stand til at fremvise oprindelses-dokumentation for deres cannabisknopper.

#### Medicinsk turisme
Medical tourism (medicinsk turisme) er et nyere voksende område, hvor mange udlændinge besøger Thailand, der er kendt for høj lægefaglig standard, for at opsøge hospitals- og sundhedsservice kombineret med sundhed- og sygdomsbehandlinger af varierende karakter. Kosmetisk kirurgi udgør en stor gruppe, ikke mindst på grund af relativt lavere omkostninger end tilsvarende kirurgi udført i Vesten, men også såkaldt 'helsekur' på spa-hoteller, ofte kombineret med udrensning (tarmudrensning), vegetar kost og for eksempel yoga, er et udbredt område. Yderligere er afvænning, fra såvel alkohol som narkotika, et nyere område, med ophold på enten i sanatorier eller i klostre, sidstnævnte drevet af buddhistiske munke, der tilbyder gratis rehabilitering for misbrugere.

#### Natteliv
Thailands nattelivsøkonomi blev anslået til en værdi omkring 5 milliarder dollars (cirka 32 milliarder kroner) af South China Morning Post  før Coronaviruspandemien lukkede det i næsten to år fra marts 2020. Nattelivet er andet end de ofte omtalte barer og gogo-etablissementer, det er blandt andet også pub'er, eksklusive restauranter og tagterrasse serveringssteder. Desuden findes en del kabaret'er og underholdning med traditionel thailandsk dansk.
En del rejser til Thailand for at opleve det ofte både afslappende og løsslupne party-liv (fester), der især er koncentreret omkring store diskoteker i Pattaya og på Phuket, eller på strandene på øerne Koh Samui og Koh Phangan, sidstnævnte er verdenskendt for sit månedlige Full Moon Party med op til 30.000 gæster.

#### Sexturisme
(For uddybende tekst, se under afsnittet Prostitution nedenfor.)

Thailand har gennem årtier haft omdømme og ry for såkaldt sexturisme. Både Bangkok og Phuket, samt til dels Hua Hin, er rejsemål for sexturister, men i særdeleshed er det badebyen Pattaya, sydøst for Bangkok. Det fortælles, at sexturismen opstod på grund af amerikanske soldaters orlov under Vietnamkrigen på stranden ved en lille fiskerlandsby i Pattayabugten. Efter Vietnamkrigens afslutning i midten af 1970'erne, hvor soldaterorlov ophørte, satsede Pattaya på turisme og blev snart Thailands mest kendte red light district blandt sexturister fra alle hjørner af verden. Sexindustrien var der imidlertid længe før, og det største klientel er thaier og andre asiatere, industriens udvidelse med den såkaldte sexturisme udgør kun en mindre del, anslået til under 10 procent. Forskellige organisation har forsøgt at opgøre antallet af prostituerede, men det er kun skøn, og af meget varierende antal, om badebyen Pattaya nævnes fra 30.000 til 80.000 sexarbejdere.
Der blev gennem adskillige år gjort skiftende forsøg for at ændre sexturisme-renomméet, selv om det oftest mislykkedes. Men i oktober 2017 dokumenterede Turistministeriet at 52 procent af nationens seneste års 32 mio. besøgende var kvinder, sammenlignet med kun 42 procent i 2012. Der fandtes ikke tidligere statistikker, men studier fra 1980'erne viste, at omkring 60 procent af de besøgende dengang var mænd, og kun 40 procent var kvinder. Ændringen var en velkommen nyhed hos de thailandske myndigheder, der har forsøgt at fremme landets shopping, strande og templer, for at minimere betydningen af sexturisme, med blandt andet en kampagne for kvinder, der tilbød rabatter til hoteller, kurbade, indkøbscentre og restauranter. Især de kinesiske turister synes som en afgørende faktor, hvor øget velstand har medført, at kinesiske mænd tager deres kone, datter og mor på rejse, hvilket vejer tungere på den kvindelige side, hvor nogle kinesiske turistbureauer oplyste, at 62 procent af deres gæster var kvinder. De nationaliteter, der traditionelt frekventerede Thailands sexindustri, var derimod fortsat domineret af mænd, med 68 procent af japanske besøgende, 58 procent af britiske, og næsten 56 procent blandt amerikanske, australske og tyske turister.

#### Udgående turisme
Antallet af thailændere der rejser ud steg markant i 10-året 2008 til 2018, fra 3,91 millioner til 10,2 millioner, gennemsnitligt med en stigning på 7-8 procent årligt de sidste fem år af perioden. Mens Thailand i 2019 forventes at modtage 40 millioner indrejsende turister, ventes 11 millioner thailændere at rejse ud og forbruge omkring 330 milliarder baht (cirka 66 milliarder DKK) på deres rejser. Cirka 25 procent er deltagere i grupperejser, hovedsageligt fra thai-arrangører, til destinationer i asiatiske lande, mens omkring 33 procent af de rejsende til Europa er deltagere i en gruppe. De mest populære destinationer er nabolandene Malaysia og Laos, med henholdsvis 1,8 millioner og 1,5 millioner thailandske besøgende. Japan (1,24 millioner), Østeuropa og Kina er topper listen over eksotiske destinationer.

## Prostitution

### Generelt
Prostitution er udbredt og alment accepteret i Thailand, og politiet ser gennem fingre med det, selv om det er teknisk ulovligt (Prostitution Prevention and Suppression Act 1996). Modsat mange udlændinges opfattelse, er sexindustrien ikke opstået i kølvandet på turisme eller de amerikanske troppers orlov under Vietnam krigen. Sexindustrien var der længe før, og det største klientel er thailændere og andre asiatere. Sexindustriens udvidelse med den såkaldte sexturisme udgør kun en mindre del, anslået til under 10 %. Turister oplever synlig prostitution i visse kvarterer af Bangkok, samt på en række feriedestinationer, især Pattaya og Phuket. Antallet af sexarbejdere er baseret på skøn, der fra mere officiel side anslås til 30.000-80.000, men af mange NGO grupper opgøres til 300.000-800.000, og ifølge nogle kilder til, at udgøre op mod to millioner. I 2018 blev antallet angivet til at være mellem 800.000 og 2 millioner, med adskillige under 18 år. I 2024 opgjorde The International Union of Sex Workers (forkortet IUSW, dansk: Den internationale sammenslutning af sexarbejdere) antallet af thailandske sexarbejdeere til 250.000.
Ifølge et skøn har én procent af kvinderne i Thailand været prostituerede på et tidspunkt i deres liv. Værdien af sex-handel blev på det tidspunkt anslået til at udgøre 260 mia. baht (cirka 50-52 mia. DKK), eller omkring 2 procent af BNP. En anden analyse af undergrundsøkonomien fra 2015 opgjorde dengang sexhandel, til at udgøre 6,4 milliarder USD om året (omkring 40 milliarder DKK), svarende til 3 procent af BNP. Coronaviruspandemien 2020-2021 reducerede imidlertid sexmarkedet rettet mod udlændinge og turister i den periode, til stort set ingenting.
Prostitution var lovligt, indtil 1966-loven om forebyggelse og undertrykkelse af prostitution, der senere blev erstattet med den nugældende lov fra 1996, der skulle beskytte prostituerede og forhindre menneskehandel, men faktisk fik den den modsatte effekt, da den stadig gør sexarbejde ulovligt og kriminaliserer de prostituerede. Det er lovligt at betale for sex, hvis det er aftalt, men i henhold til loven kan sexarbejdere anholdes, hvis de henvender sig til potentielle kunder, annoncere deres tjenester eller arbejde på bordeller. Loven kan straffe sexarbejderen med en bøde på højst 1.000 baht (cirka 200 kroner), men der er ingen straf til køberen. Ydermere indgår bestikkelse ofte i områder med høj koncentration af sexarbejde. Universitetsprofessorer åbnede i 2018 debat om, at lovgivningen burde ændres og sexarbejde lovliggøres, herunder mulighed for regelmæssig helbredskontrol og registrering, hvilket også ville gøre det nemmere at kontrollere en minimumsalder i branchen.
En anden lov, der regulerer prostitution i Thailand, er loven om underholdningssteder fra 1966, kaldt "Underholdningsloven". Massagesaloner (også kaldt "soapy massage") – undtagen saloner, der leverer almindelig massage – gogo-barer, karaokebarer og lignende etablissementer er reguleret og skal have licens i henhold til underholdningsloven. Loven regulerer disse virksomheder på grund af deres indflydelse på den offentlige moral og for at sikre, at mindreårige ikke får adgang til sådanne steder. Selvom Underholdningsloven ikke udtrykkeligt tillader prostitution, tillader den "servicepartnere", "udbydere af badetjenester" og lignende. Underholdningsloven skelner mellem forskellige typer ansatte, hvor nogle skal bære røde cirkulære skiver med deres nummer, mens ikke-seksuelt servicepersonale er forpligtet til at bære blå cirkulære skiver med deres nummer.

### Forskellige typer prostitution
Ud over den for udlændinge mest kendte såkaldte sexturisme (se afsnittet nedenfor), findes der overalt i Thailand karaokebarer, selv i eller ved de mindste landsbyer, hvor der ofte er ansat værtinder. Moteller med værelsesudlejning på timebasis er tillige udbredt.
"Sidegirl" er en kvinde, der har et almindeligt arbejde eller er studerende, men som tilbyder seksuelle tjenester ved siden af.
"Pretties" (dansk: smukke) er modeller, der lejes som værtinder til VIP-fester. En pretty-værtinde honoreres typisk fra omkring 1.000 baht (cirka 200 DKK) til op til 10.000 baht (cirka 2.000 DKK) afhængigt af deres risikoniveau og hvilke tjenester kunderne forventer, disse kan inkludere indtagelse af store mængder alkohol og narkotiske stoffer. Mange thailandske kvinder tiltrækkes af branchen, der kan give en stabil indtægt og i nogle tilfælde blive en stor velstandskilde. Nogle af topmodellerne har millioner af følgere på sociale medier, især Instagram, der er et stort netværk med chance for at få agenter, og opnå "berømmelse og glamour". Adskillige kvinder gennemgår plastikkirurgi for at forbedre deres udseende, og for at fastholde en kundekreds af hovedsagelig rige, magtfulde mænd. Der er beretninger om både seksuelle- og fysiske overgreb, men Thailands retssystem tilbyder få beskyttelsesforanstaltninger for de involverede kvinder. Hvis der er tale om voldtægt, overfald eller endog død, vil politiet ofte lægge mere vægt på udsagn fra de, der ansætter en pretty, fordi de har højere social status.

### Sexturisme
Thailand har gennem årtier haft omdømme og ry for såkaldt sexturisme. Både Bangkok og Phuket, samt til dels Hua Hin, er rejsemål for sexturister, men i særdeleshed er det badebyen Pattaya, sydøst for Bangkok. Det fortælles, at sexturismen opstod i 1959, da den første gruppe amerikanske soldater fra basen ved Nakhon Ratchasima blev sendt på orlov (R&R, rest and relaxation) på stranden ved en lille fiskerlandsby i Pattayabugten. Rygtet spredtes hurtigt om badestranden, der blev et varmt alternativ til orlov i storbyen Bangkok. Da et stort antal tropper under Vietnamkrigen blev stationeret på den nærliggende Baan Sattahip luftbase, nu Pattayas U-tapao Lufthavn, ændrede fiskerbyen markant karakter, da op til 700.000 soldater årligt blev sendt på ugelangt orlov. Efter Vietnamkrigens afslutning i midten af 1970'erne, hvor soldaterorlov ophørte, satsede Pattaya på turisme og blev snart Thailands mest kendte red light district blandt sexturister fra alle hjørner af verden. Sexindustrien var der imidlertid længe før, og det største klientel er thaier og andre asiatere, industriens udvidelse med den såkaldte sexturisme udgør kun en mindre del, anslået til under 10 %. Forskellige organisation har forsøgt at opgøre antallet af prostituerede, men det er kun skøn, og af meget varierende antal, om badebyen Pattaya nævnes fra 30.000 til 80.000 sexarbejdere. Ifølge UNAIDS' 2014-rapport, var antallet af kvindelige sexarbejdere i Thailand på 123.530, men nogle estimater lyder på det dobbelte, og det er også et spørgsmål om tallene alene inkludere fuldtidsarbejde, men også medtager deltids. Med en mindsteløn på lidt over 300 baht (60 DKK) om dagen (2017-mindsteløn), og en indtjening på op til en hel ugeløn, til gengæld for en enkelt sexydelse, er erhvervet tiltrækkende for især kvinder fra de relativt fattige landsbyegne.. En succesfuld sex-arbejder kan tjene mellem 70.000 og 150.000 baht (14.000-30.000 DKK) om måneden, hvilket er 10 gange så meget som en normal gennemsnits-månedsløn. I turist-områder, fx Pattaya, kan en del af de kvindelige sexarbejderne være transgender, såkaldte ladyboys. Der er tillige en del homoseksuelle sexarbejdere af begge køn, dvs. både bøsser (gay) og lesbiske, eller biseksuelle kvinder.
Militærjuntaen efter 2014-kuppet beordrede imidlertid politiet til at rydde op i Pattayas sexindustri efter en af Storbritanniens største aviser, Daily Mirror, bragte en artikel i februar 2017 under overskriften "Inside the world's sex capital: City dubbed 'modern day Sodom and Gomorrah' with highest number of prostitutes anywhere" (da: Inde i verdens sex-hovedstad: Byen døbt 'det moderne Sodoma og Gomorra' med højeste antal prostituerede nogetsteds). I modsætning til mange tilsvarende, tidligere artikler om thailandsk sexturisme, gav denne uventet megen omtale i Thailand. Artiklen påstår at Pattaya, der årligt besøges af en million turister, har 27.000 rapporterede prostituerede, omkring én for hver femte permanente indbygger, samt at byen har flere end 1.000 barer og massageklinikker, mange blot en facade for illegale bordeller. Yderligere nævnes det, at prostitution er ulovlig i Thailand. Juntaleder, premierminister general Prayut Chan-ocha sagde, at de thailandske medier ikke bør fremhæve historien, da det påvirker landets image og tilføjede, at de thailandske medier ikke skal tro på en historie skrevet af udlændinge. Thailandske myndigheder har aldrig afsløret, hvor meget sexturismen bidrager til landets BNP, men ifølge en rapport fra Safe World for Women i 2003, anslog man prostitution til en 4.3 milliarder USD (omkring 25 mia. DKK i 2003-kurs) stor industri i Thailand, hvilket blev vurderet til tre procent af landets indkomst. De lokale myndigheder begyndte efterfølgende et "oprydningsarbejde", der løbende blev rapporteret om i de indenlandske medier. Distriktets embedsmænd udtalte, at militærjuntaen havde pålagt dem at eliminere menneskehandel, kriminalitet, prostitution, narkotika og våben, og at regeringsordrerne stemte overens med politiets og militærets mission om at udrydde ulovlige aktiviteter.
Især The Mirrors kommentar i artiklen om, at turister i Pattaya bærer en t-shirt med teksten "Good guys go to heaven, bad guys go to Pattaya" (da: Gode fyre kommer i Himlen, dårlige fyre tager til Pattaya) nævnes adskillige gange i thai-medier som værende en årsag til premierministerens vrede. (Premierministerens iværksatte i 2016 en kampagne under sloganet: "Good guys in, bad guys out".) Han besvarede med, at »vi promoverer ikke sex-handel, vi følger loven.« Offentligheden undrede sig, da Pattayas ry som hub (center)  for sexindustrien ikke burde overraske nogen, reaktionen var nærmere "fortæl os noget, vi ikke ved". (Thailand promoverer sig turistmæssigt som hub for adskillige ting, fx hub for medical tourism.) Prostitution i Thailand er teknisk set ulovligt, men tolereres i de fleste byer, herunder Pattaya. Byens store antal barer, massageklinikker, saunaer og hoteller servicerer både udenlandske turister og lokale thaier. Få dage efter artiklerne om Pattayas ry eskalerede i thai-medierne tilbragte en delegation fra Ministeriet for Turisme og Sport en fredag aften til fods fra sydlige Pattaya Strand til byens berømte nattelivs-gågade. Efter rundturen udtalte de, at Pattaya "nu havde fået en sund turistindustri, samt omdømme og image var forbedret." Delegationen fandt at "alt nu var orden," og tilføjede at "byen ikke kun har underholdning og nattelivs virksomheder, men afholder også sportskonkurrencebegivenheder". Turistindustrien i Pattaya genererer op til 100 mia. baht (cirka 20 mia. DKK) i omsætning om året.
Der blev gennem adskillige år gjort skiftende forsøg for at ændre sexturisme-renomméet, selv om det oftest mislykkedes. Men i oktober 2017 dokumenterede Turistministeriet at 52 % af nationens seneste års 32 mio. besøgende var kvinder, sammenlignet med kun 42 % i 2012. Der fandtes ikke tidligere statistikker, men studier fra 1980'erne viste, at omkring 60% af de besøgende dengang var mænd, og kun 40 % var kvinder. Ændringen var en velkommen nyhed hos de thailandske myndigheder, der har forsøgt at fremme landets shopping, strande og templer, for at minimere betydningen af sexturisme, med blandt andet en kampagne for kvinder, der tilbød rabatter til hoteller, kurbade, indkøbscentre og restauranter. Især de kinesiske turister synes som en afgørende faktor, hvor øget velstand har medført, at kinesiske mænd tager deres kone, datter og mor på rejse, hvilket vejer tungere på den kvindelige side, hvor nogle kinesiske turistbureauer oplyste, at 62 % af deres gæster var kvinder. De nationaliteter, der traditionelt frekventerede Thailands sexindustri, var derimod fortsat domineret af mænd, med 68 % af japanske besøgende, 58 % af britiske, og næsten 56 % blandt amerikanske, australske og tyske turister.

### Mindreårige sexarbejdere
Der har været tilfælde at prostitution med mindreårige, under 18 år og enkelte under 15 år, ofte i medierne omtalt som børneprostitution. Det er især foregået i de nordlige egne, og ofte enten unge piger fra etniske stammer eller fra nabolandene, fortrinsvis Burma og Laos. Folk fra etniske stammer betragtes ofte som værende et socialt lavere lag. Nogle tilfælde omtales som "tvungen prostitution". En af de senere medieomtalte sager vedrører provinsen Mae Hong Son i Den Gyldne Trekant på grænsen til Burma (Myanmar), hvor unge piger i 11 bordeller, angiveligt ejet af en politiofficer, blev tilbudt til VIP-embedsmænd fra Bangkok. Det var en tradition når seniorbureaukrater kom på besøg, at de først blev budt på den bedste mad og drikke, og som "dessert" blev der serveret teenagepiger. Det var velkendt, at det var mindreårige piger, men sjældent diskuteret.
Der er også rapporter om prostitution af unge under 18 år i andre område, for eksempel om en mor, der solgte sin egen datter til sexhandel på et såkaldt "soapy massage" etablissement i Bangkok. Da politiet ransagede etablissementet i Bangkok fortalte datteren, at der normalt også arbejdede andre piger under 18 år. Det viste at hendes mor tillige havde leveret unge piger til en Facebookprofil under navnet Amara Bee, som politiet allerede efterforskede. Den sag handlede om en 14-årig pige, der var stukket af hjemmefra. Hendes mor havde anmeldt, at pigen var lokket til sexarbejde i Nakhon Ratchasima gennem Facebooksiden Amara Bee. Politiet fandt frem til Amara Bee, som var en 15-årig pige, der for 1200 baht (ca. 250 DKK) formidlede unge piger mellem 14 og 16 år; blandt kunderne var tre lokale politikere. Myndighederne koncentrerede sig efterfølgende om at undersøge seks udvalgte geografiske områder i landet – størsteparten af de nævnte steder var ikke turist destinationer – hvor mindreårig prostitution menes at kunne forekomme.
I november 2021 anholdt politiet 16 personer i Surat Thani-provinsen for handel med børn til sex. Sagen begyndte efter et skænderi på et hotel, der involverede en 13-årig pige. Der var 12 "madammer" (bordelmutter), der sørgede for, at teenagere blev tilbudt til sex. Ti børn under 15 år kom efterfølgende i pleje. Blandt de ledende, involverede personer var en søn af en lokalpolitiker. Efterforskningen blev fulgt op i begyndelsen af maj 2022, hvor embedsmænd i Ministeriet for Social Udvikling og Menneskelig Sikkerheds afdeling for børn og unge blev undersøgt for deres påståede involvering i menneskehandel og i, at købe sextjenester fra mindreårige piger. Dette resulterede i, at omkring 100 politibetjente i Surat Thani-provinsen foretog razzia 18 steder og anholdt 12 mistænkte, flere af dem hærofficerer, lærere, embedsmænd og medicinsk personale, der angiveligt købte seksuelle ydelser fra børn helt ned til 12 år.
I marts 2022 foretog politiet en razzia mod bar i Bangkoks Nana-kvarter og fandt ud af, at mindst tre mindreårige teenagepiger tilbød seksuelle tjenester, to af dem var 15 år og den tredje 14. En kvinde i baren blev anholdt på grund af anklager om handel med børn.
I marts 2023 fandt politiet seks mindreårige sexarbejdere mellem 15 og 17 år i et illegalt etablissement, Velvet Bar på Bangla Road i Patong Beach, Phuket, efter et tip fra den USA-baserede NGO, Operation Underground Railroad, som bekæmper prostitution og menneskehandel. Velvet Bar menes at være en del af et netværk, som også opererer i Bangkok og Pattaya. Den reelle ejer var en schweizer, der flygtede til Laos. Andre udlændinge i Phuket skulle også være involveret i netværket og sælge sex med mindreårige. Fem senior-politiofficerer blev forflyttet til inaktiv tjeneste. Yderligere to kvinder i henholdsvis Ratchaburi og Songkhla blev anholdt. De mindreårige sexarbejdere modtog fra 700-900 baht (cirka 140-180 kroner) hver gang, de servicerede kunder. De to mistænkte modtog 700-1.000 baht (cirka 140-200 kroner) i kommission.

### Trafficking
Der har også været enkelte tilfælde i nyere tid omtalt som trafficking, men hvor det kan være svært at afgøre om kvinder fra især nabolandene Myanmar (Burma) og Laos er frivillige migrantarbejdere, eller handlede, eller tvunget. Et i 2018 meget omtalt tilfælde var Victoria’s Secret, en såkaldt massage parlour i det centrale Bangkok, hvor 113 unge kvinder arbejdede, og 20 oplyste at de var ofre for trafficking. 96 af kvinderne kom fra Myanmar og 11 fra Laos, af de resterende var fire thaier og to kinesere. Nogle af pigerne var angiveligt yngre end 18 år, men da de manglende troværdige identifikationsdokumenter (pas eller ID-kort) blev det efterfølgende afgjort med tandundersøgelse, der viste at i hvert fald otte var mindreårige. En række højerestående politifolk mistænktes for at have modtaget gratis ydelser, nyhedsmedierne nævnte, at "korruption er en integreret del af sex-branchen".
I kalenderåret 2018 var der 304 sager om trafficking, hvoraf 258 drejede sig om seksuel udnyttelse, 35 om tvungen arbejde (fx i fiskeindustrien), otte androg gadetiggeri, og tre tilfælde androg afpresning. Seneste i medierne rapporterede sag (på pågældende tidspunkt) omtalte 12 laotiske kvinder fra en karaokebar i Narathiwat-provinsens Sungai Kolok-distrikt, tæt på grænsen til Malaysia, to af dem mentes at være mindreårige (under 18 år). Pigerne blev udlejet for 1.500 baht (cirka 300 DKK) i timen, eller 3.000 baht (cirka 600 DKK) for en hel nat. Baren beholdt omkring 750-800 baht (cirka 150 DKK), mens pigerne fik deres andel ved udgangen af måneden. Stort set alle nyere i medierne rapporterede tilfælde af trafficking, har alle andraget steder med overvejende, eller udelukkende, asiatisk klientel.
Der er adskillige tilfælde af trafficking af thailandske kvinder til udlandet, ofte til Dubai, Bahrain, Malaysia og Sydkorea under foregivende af, at skulle udføre traditionel thaimassage, men hvor det i virkeligheden viser sig at være seksuelle ydelser.

### Eksportaf muslimske barnebrude
Et mindre kendt problem er "eksport" af barnebrude fra de tre sydlige provinser, Narathiwat, Pattani og Yalla, der alle har muslimsk majoritet. Ifølge Thailands strenge lov fra 2003 om beskyttelse af børn, kan ingen under 17 år gifte sig, og sex med en mindreårig kan medføre retsforfølgelse. I nabolandet Malaysia, kan mænd lovligt gifte sig med piger under 18 år, hvis de får en islamisk sharia domstols godkendelse. Flerkoneri er også tilladt. Dette medfører, at mange mindreårige muslimske piger, ned til 12-13 år, i de sydlige thailandske provinser regelmæssigt bliver tvunget til ægteskab med ofte langt ældre malaysiske mænd, mens myndighederne vender det blinde øje til. Børnerettighedsaktivister beskriver trafikken som "stor forretning i grænseoverskridende ægteskaber" (engelsk "big business of cross-border marriage").
Medier og myndigheder blev opmærksomme på dette i juli 2018, hvor det kom frem, at en 41-årig malaysisk selvproklameret Imam, der i forvejen havde to koner og børn mellem fem og 18 år, havde giftet sig med en 11-årig pige fra en thailandsk grænselandsby. Myndighederne indledte undersøgelse af, om forældrene godkendte ægteskabet på grund af fattigdom. Pigens mor havde sagt, at pigen var for ung, men manden lovede, at ægteskabet først ville blive fuldbyrdet, når hun fyldte 16 år. Myndigheder i begge lande gik ind i sagen. Manden fik en bøde på 1.800 malaysiske ringgit (cirka 2.800 DKK), og pigen blev sendt tilbage. En efterfølgende lægeundersøgelse viste, at manden ikke havde holdt sit løfte.
Thailands Islamiske Råd (The Central Islamic Council of Thailand) udstedte den 14. december, 2018, en ny forordning, der forbød ægteskab med børn under 17 år, hvilket blev forkyndt samme dag fra samtlige moskeer. Den nye forordning skulle sikre, at lokale moskeer ikke kan give tilladelse til ægteskaber, der involverer nogen under 17 år, medmindre en islamisk domstol giver tilladelse, eller forældrene underskriver et dokument, der godkender ægteskabet på det islamiske komitékontor, eller på den lokale politistation. Det var tidligere en udbredt praksis i de sydlige muslimske flertalsprovinser, at piger kunne giftes, når pigen var begyndt at menstruere. Dette blev benyttet af malaysiske mænd til at finde unge koner i Thailand, mod økonomisk kompensation til pigens ofte fattige familie og den medvirkende imam.

### AIDS, HIV og syfilis
Antallet af AIDS-syge og HIV-smittede var på et tidspunkt meget stort. Det beregnedes at cirka en halv million havde hiv-virus i blodet, og at mellem otte og ni mio. mennesker tilhørte risikogrupper. De thailandske myndigheder forsøgte længe at tie problemet ihjel, men indførte så et af de største programmer for aids-bekæmpelse i Sydøstasien. I perioden 1991-94 faldt antallet HIV-infektioner med 77 %. I 2017 er antallet if. Disease Control Department's Bureau of AIDS, TB and STIs faldet fra 150.000 nye årlige tilfælde, da tallet var på sit højeste, til mellem 6.000 og 10.000, grundet øget brug af kondomer og fremskridt i forebyggende medicin. Sundhedsministeriets plan er, at antallet skal være nede på under 1.000 nye årlige tilfælde i år 2030. Omkring halvdelen af de ny HIV-tilfælde (2023) er gennem flere år blevet konstateret blandt unge mellem 15 og 24 år, i modsætning til tidligere, hvor de højeste antal smittede var blandt sexarbejdere.
I Samut Sakhon provinsen var antallet af HIV-smittede sexarbejde mellem 4 % og 8 % i 2017. De lokale sundhedsmyndigheder sagde, at de ikke havde mulighed for at standse arbejderne, ofte kvinder hvis eneste mulighed for at forsørge familien er sexarbejde, bortset fra at indskærpe oplysning om brug af kondomer, og uddeling af gratis kondomer. Ifølge AIDS-epidemimodellen fik omkring 6.500 sandsynligvis HIV i 2021. Af de nye infektioner blev 62 procent anslået at skyldes ubeskyttet mand-til-mand samleje, 23 procent fra at have sex med hiv-positive partnere, 11 procent fra tilfældige møder, 3 procent fra deling af sprøjter og 1 procent fra sexarbejdere.
Syfilis tilfælde var stigende i årene op til 2019, hvor der de første godt fire måneder af året blev konstateret lidt over 3.000 nye tilfælde, heraf 249 hos babyer. 40 % af tilfældene var blandt unge mellem 15 og 24 år, og 25% blandt 25 til 34-årige. Årsagen til stigningen af syfilis menes at være, at mange teenagere har usikker sex. Sygdommen konstateres hos begge køn og i alle aldre, der blev tillige rapporteret om patienter, der testede positive for syfilis, også testede positive for HIV.

## Demografi

### Indbyggertal
Der er åben debat om Thailands reelle befolkning, hvor økonomiske analytikere sætter tallet til 71,82 millioner, mens officielle tal tyder på 66,15 millioner (ifølge 2023-artikel).
I januar 2023 offentliggjordes indbyggertallet pr. 31. december 2022 til 66.090.475 (2021: 66.171.439), hvoraf 65.106.481 (2021: 65.197.783) var nationale thailændere – heraf 31.755.032 hankøn og 33.351.449 hunkøn – mens de resterende 983.994 (2021: 973.656) endnu ikke havde thailandsk statsborgerskab.  Bangkok var største by med 5.494.936 (2021: 5.527.994) registrerede indbyggere (befolkningen er større, men mange er registreret med en adresse i deres hjemprovins og tælles derfor ikke med i Bangkok), efterfulgt af Korat (Nakhon Ratchasima) med 2.634.145 (2021-tal) indbyggere og Ubon Ratchathani med 1.868.519 (2021-tal) indbyggere.
I 2019 blev det anslået at befolkningen ventes at toppe med 70 millioner i 2025, for derefter at falde til 65,4 millioner i 2050. Når dødstal blev sammenstillet med fødselstal steg Thailands befolkning med 97.116 i 2019, mens antallet af dødsfald oversteg antallet af nyfødte i 2021.
2021-2023 har fertilitetsraten ligget konstant omkring 1,16, svarende til cirka 500.000 nyfødte pr. år. En fremregning viser, at Thailands befolkning kan blive halveret i løbet af seks årtier. Fertilitetsraten bør ifølge WHO ligge på 2,1, for at opretholde et befolkningstal. En undtagelse er dog Yala-provinsen, hvor fertilitetsraten ligger på 2,27. Tidligere havde Thailand en fertilitetsrate på 5,1, men raten har være stødt faldende gennem de senere år. Den faldende fertilitetsrate blev først observeret i 1993, med en registreret rate på 2,1. I 2020 var den 1,51. Kvinder føder deres børn senere, eller får slet ikke børn. Kvinders højere fødealder har medført en stigning i børn født med Downs syndrom. I 2024 blev der kun registreret 426.240 børnefødsler mod 519.000 i 2023. Det var første gang i 75 år, at antallet af nyfødte kom under 500.000.
I 2020 udgjorde befolkningen 11,20 millioner børn (0-14 år), 43,26 millioner i arbejdsduelig alder (15-59 år) og 12 millioner seniorer (60+ år). Fremregnet til 2040 forventes fordelingen at blive 8,40 millioner børn, 36,50 millioner arbejdsduelige og 20,42 millioner seniorer. Medianalderen er i 2023 opgjort til 40 år og 2 måneder.

### Etniske grupper
Den thailandske befolkning er forholdsvis ensartet. De allerfleste taler thaisprog og er buddhister. I nordøst bor det største mindretal, laotere eller lao Isaan, opkaldt efter Isaan-plateauet.
Det næststørste mindretal er kineserne, der er godt integrerede i den thailandske kultur. Efter politisk pres tog flere af dem thailandske navne i årene efter 2. verdenskrig og blev thailandske statsborgere. De fleste kinesere er selvstændige erhvervsdrivende, og kineserne sidder på 60 procent af det private erhvervsliv i Thailand.
Langs grænsen til Cambodja lever omkring en million khmerer, de fleste flygtninge og langs grænsen til Laos en stor gruppe vietnamesere.
Længst mod syd, i de fire sydlige provinser Songkhla, Pattani, Yala og Narathiwat, er der et ret stort mindretal af muslimske malajer, der har stærke sociale og kulturelle bånd til Malaysia.
De mindretal, der adskiller sig mest fra Thailands øvrige folkegrupper, er godt hundrede tusinde mennesker i de nord- og vestlige egne – blandt andre akha, lasu, lisi, hmong og karen. Disse bjergstammer lever ofte i social elendighed med ingen eller mangelfuld uddannelse og misbrugsproblemer.
Den 29. oktober 2024 vedtog regeringen, at give statsborgerskab til 483.000 langtidsimmigranter fra perioden 1984 til 2011 og børn født af disse. Skulle ansøgninger om statsborgerskab behandles individuelt, ville det tage 44 år, hvilket fik regeringen til at strømline procedurerne.
På trods af den økonomiske udvikling i de sidste par årtier er det stadig fire femtedele af Thailands befolkning, der bor på landet. Hovedstaden Bangkok er den eneste rigtige storby.

### Fastboende udlændinge
Der er problemer med at identificere det nøjagtige antal udlændinge grundet manglende tilgængelige officielle data, men det er kendt fra thailandske myndigheder, at op til fire millioner ikke-residenter bor i kongeriget.
Gennem de seneste årtier er Thailand blevet populært bosted for såkaldte expats (forkortelse af expatriate, person der bor udenfor hjemlandet), men da der mangler en officiel opgørelse af antallet, har det været baseret på skøn, der varierer fra 500.000 og op til en million. Nabolandenes migrantarbejdere er ikke inkluderet. Ifølge opgørelsen Thailand Migration Report 2019, baseret på Visum udstedt i 2017, er antallet kun cirka 200.000, fordelt som 77.000 af familiære årsager (ægteskab, børn), 73.000 pensionister, og 50.000 på grund af investeringer. Det er dog uklart, hvad disse tal nøjagtigt dækker over, om det er visum udstedt af thailandske ambassader og konsulater i udlandet, eller forlængelse af ophold udstedt af indenlandske immigrationskontorer. Ifølge Arbejdsministeriet er der desuden knap 113.000 veluddannede udenlandske arbejdere, så det totale antal er 313.000, hvis investorvisum medregnes.
Et studie udført af Mahidol University baseret på tal fra 2010 fandt, at 2.581.141 udlændinge boede i Thailand, heraf var 72%, 1.858.000, fra Sydøstasien (oftest gæstearbejdere), med 1,3 million burmesere som største enkeltgruppe . Blandt de resterende omkring 720.000 såkaldte expats, var de største enkeltgrupper 141.000 kinesere, 85.000 briter, 80.000 japanere, 46.000 indere, 40.000 amerikanere, 24.000 tyskere og 23.000 franskmænd. 2023-data fra Employment Department (dansk: Beskæftigelsesdepartementet) og Colliers Thailand, viste, at der i første kvartal kom 156.590 nye udstationere (expat), med over halvdelen baseret i Bangkok. De førende nationaliteter de seneste år var japanere, kinesere og indere. Ifølge Tourism Association of Koh Samui (dansk: Turistforeningen på Koh Samui), er tre øer i Surat Thani-provinsen, Koh Samui, Koh Phangan og Koh Tao, hjemsted for anslået 10.000 til 15.000 digitale nomader. De fleste analytikere antyder, at den velhavende expat-befolkning er omkring 500.000 til 600.000.
Finansnyhedsmediet Bloomberg rapporterede, at der i 2018 var udstedt 80.000 pensionist visum, en stigning på 30 procent siden 2014. De største enkeltgrupper var briter med 16 procent, amerikanere 12 procent, tyskere 9 procent, kinesere 7 procent og schweizere 6 procent.
Foruden forskellige visumtyper med begrænsninger – som blandt andet forretningsvisum, pensionistvisum og visum baseret på familie, herunder ægteskab – findes en mulighed for køb af visum med ret til ubegrænset ophold i fem til 20 år, det såkaldte Elite Card, i 2023 omdøbt til Privilege Card. Der var 8.602 Elite Card-holdere i 2019, flest fra Kina med 1.747 kort, Storbritannien 479, Japan 443, USA 387 og Frankrig 348. I 2021 var antallet vokset til flere end 13.000 kort, da mange nye medlemmer kom til under Coronaviruspandemien. Det mest populære kort var med fem års ophold til 600.000 baht (cirka 120.000 kroner), som  47 procent af medlemmerne havde i 2020, mens livsvarigt medlemskab udgjorde 22 procent og det 20-årige kort, 14 procent.
En ny type langtidsvisum (LTR, forkortelse for Long-Term Resident) for dels velhavere og dels højt uddannede personer, rettet mod en million udlændinge med højt forbrug, der skulle bo i Thailand over fem år, blev lanceret i 2022. Statistik fra marts 2023 viste, at der kun var begrænset interesse med 2.920 ansøgere, herunder 195 personer med høj nettoformue, 1.011 udenlandske pensionister med et højt niveau af aktiver og indkomst, 771 arbejdende erhvervsledere, der flyttede til Thailand og 943 personer, der kvalificerede sig ved at være specialister. Amerikanerne var den førende gruppe i denne nye visumklasse med 518 ansøgere, efterfulgt af kineserne med 325.

### Statsløse
Thailand er blandt de lande med højeste antal statsløse personer. Ifølge indenrigsministeriet husede nationen over 539.000 statsløse personer i 2020, 40 procent, eller 297.000 individer, var børn, boende i særdeleshed i de nordlige provinser, primært Chiang Mai og Chiang Rai.
Ifølge en undersøgelse fra april 2021, "Invisible Lives: 48 Years Of The Situation Of Stateless Children In Thailand (1972-2020)" (dansk: "Usynlige liv: 48 år af situationen for statsløse børn i Thailand (1972-2020)"), lå den største udfordring i at fremme status for statsløse børn i de lokale områder. Dette omfattede mangel på personale, midler, unødvendigt komplekse procedurer og negative holdninger til statsløse personer og børn. Desuden bidrog de statsløse personers manglende viden om fødselsregistrering og processen for opnåelse af juridisk status, kombineret med deres frygt for thailandske myndigheder, også til problemet, ifølge undersøgelsen.
Statsløse børn har i princippet ingen grundlæggende rettigheder og derfor ikke mange fremtidsmuligheder, da de ikke har et nationalt ID-nummer (identifikationsnummer), svarende til et dansk CPR-nummer. En del har fået såkaldt G-ID-nummer, hvilket vil sige, at de ikke har nogen form for fødselsattest, men er blevet registreret af en skole og har fået et elevnummer, der begynder med G (generate, dansk: generer). Disse G-ID-numre, som beviser børnenes eksistens i uddannelsessystemet, har dog ingen betydning i det thailandske civilregistreringssystem. Med andre ord, på trods af en skoles anerkendelse eksisterer disse børn ikke officielt. Deres ret til uddannelse er sikret, men adgang til andre rettigheder, herunder retten til sundhedsvæsen og fri bevægelighed, er stadig ikke behandlet. Når de skal rejse uden for den udpegede uddannelseszone (provins), skal de indhente tilladelse fra det ansvarlige distriktskontor. Trods indsats fra såvel regeringer som ikke-statslige organisationer (NGO), civilsamfundet, internationale organisationer og akademiske sektorer, er problemet endnu ikke blevet løst i 2021.

## Kultur
Thailands kultur er stærkt præget af buddhismen. Der er pragtfulde templer i alle større byer. De ældste bevarede rester af thailandske arkitektur stammer fra Dvaravati-perioden cirka fra år 500 til år 1000. I den gamle hovedstad Ayutthaya kan man se rester af imponerende bygningsværker i sten. Kunst og arkitektur fra denne periode var påvirket af rigerne i Cambodja, Burma og på Sumatra. Det var først med Chiang Mai-stilen fra år 1000 og frem, at landet udviklede sit eget kunstneriske udtryk.
Næsten alle ældre bygninger har en religiøs funktion og er rigt udsmykkede med en eller flere buddhastatuer. Statuerne følger nøje den beskrivelse af Buddha, der findes i sanskritdigtningen – 'ben som en hjort, hage som en mangokerne, hår som skorpionens brod'. Også den klassiske billedkunst var knyttet til religionen – der var først ved slutningen af 1800-tallet, at mere folkelige motiver fik plads i malerkunsten.
Den thailandske litteratur opstod i 1200-tallet, og fra den tid stammer flere digte, ofte baseret på buddhistiske sagn. Prosaværket Thraiphum Phraruang fra 1345 er formodentlig skrevet af kong Lithai, og beskriver underverdenen, jorden, himlen og en utopisk fremtidsverden. Det har haft stor indflydelse på thailandsk verdensanskuelse.
Den første moderne forfatter var nationalpoeten Sunthon Phu, der i første halvdel af 1800-tallet blev læst og påskønnet både ved hoffet og i den del af offentligheden, der kunne læse. Den thailandske roman opstod i begyndelsen af 1900-tallet.
Et vigtigt indslag i thailandsk hverdagskultur er dyrkelsen af kongehuset, især forhenværende kong Bhumibol Adulyadej og hans familie, der nyder stor respekt i befolkningen. Deres portrætter hænger ofte i private hjem, og der sendes en halv time om kongefamilien i fjernsynet hver dag. Før offentlige arrangementer startes – det være sig til sportskampe, biograf- og teaterforestillinger, og andre begivenheder – rejser man sig mens kongehymnen afspilles.
Siden den 14. september 1942 har det været obligatorisk at rejse sig hver dag klokken 8 morgen og 6 aften i respekt for nationalhymnen, der afspilles i radio og Tv, og på visse offentlige steder. Oprindeligt var det en del af den nationale kulturlov, hvor overtrædere blev straffet med fængsel og en bøde. Denne arkæiske lov blev tilbagekaldt af Abhisit Vejjajiva-regeringen i 2010, men det er fleste thailændere faktisk ikke klar over.
Thailand følger kalenderåret med officielt årsskifte den 1. januar, men derudover fejres også det traditionelle Thai-nytår Songkran den 13. april med en flere dage lang række festligheder der strækker sig fra 13. til 16. april.

### Sprog
71 talte sprog findes, skriver (i 2018) tidsskriftet Ethnologue.
Det thailandske sprog – thai, et Tai-kadai sprog – er egentlig fire ret forskellige dialekter, som geografisk følger landets hovedregioner. Dialekten på Chao Phraya-sletten kaldes standard Thai og fungerer som rigssprog og bruges i medierne og på de højere uddannelsessteder. Sproget indeholder tidlige låneord fra kinesisk og er også blevet påvirket af sanskrit, khmer og de religiøse ceremoniers sprog, pali. I nordøst tales Isan (Isan/Thai: ภาคอีสาน [pʰâːk ʔiːsǎːn]; skrives også som Isaan, Isarn, Issan, Esan eller Esarn; fra Pali īsān eller Sanskrit īśān "Nordøst"), der stort set er identisk med sproget i Laos. Også nordthai – lanna thai – ligner lao, mens sydthai har mange malajiske låneord. Thailandsk har fem toner: Medium, lav, høj, stigende og faldende tone.
Det siges at Thaialfabetet blev indført i 1283 af kong Ramkhamhaeng. Det er inspireret af Khmer-alfabetet og sanskrit-alfabetet og har 44 konsonanter, 24 vokaler og fire diakritiske tegn (accenter), der er med til at angive hvilken tone ordet har.
Eftersom Thailand aldrig har været koloniseret, er der ikke noget europæisk sprog, der er dominerende, men i de senere år er flere og flere engelske ord blevet optaget i rigssproget, særligt inden for teknik og videnskab. Der undervises også i engelsk i skolerne.

### Traditionel dans og musik
Khon (thai: โขน, udtalt: kʰǒːn), en traditionel dramatisk dans stammende fra Ayutthaya-riget (1351-1767), hvor danserne er iført maske, blev i 2018 optaget på UNESCOs Verdensarvsliste. En tilsvarende maskedans findes i Cambodja, og begge nationer har hævdet at eje den maskerede dans, og forsøgt at vinde international anerkendelse, hvilket førte til en bitter fejde mellem de to nabolande. Den thailandske version blev anerkendt på listen for at være en særskilt, vigtig kulturpraksis, mens den cambodjanske udgave, hvor meget af kulturarven blev forsøgt elimineret under Khmer Rouge-regimet (De Røde Khmerer fra 1975-1979), blev optaget som havende akut behov for bevaring.
Nora, kort for navnet Manora, er det ældste overlevende thai dansedrama. Dansen, som stammer fra det sydlige Thailand, blev optaget på UNESCO's Verdensarvliste i 2021. Den originale dans handler om en lokal prins, som begiver sig ud for at redde sin elskede Manora, der er kvinde-fugleprinsesse, hvorfor dansen også kaldes for kvindernes fugledans. Nu til dags er handlingen mere differentieret med forskellige historier. Koreografien er generelt komponeret over 12 positioner og 17 bevægelser, inklusive udtryksfulde hånd- og fingerstillinger. Danserne går ikke, men glider på fødderne, hvilket skaber en særegen udtryksform. Akkompagnementet er rytmisk (trommer, små bækkener, træstykker og et blæseinstrument). Der var 387 Nora-dansetrupper i 2019, hvoraf de 278 (70 procent) fandtes i det sydlige Thailand. Nora er godkendt til optagelse på UNESCOs Verdensarvsliste.

### Måleenheder og tal
metersystemet blev indført i 1923, men enkelte af de ældre måleenheder anvendes stadig, især arealmål, samt ved vægt af fx guld.
Gamle måleenheder der ofte anvendes:
- Wah = 2 meter.
- Tarang wah (wah²) = 4 kvadratmeter (2 x 2).
- Ngan = 100 tarang wah = 400 kvadratmeter (100 x 4).
- Rai = 4 ngan = 1.600 kvadratmeter (4 x 400).
- Salueng = 3,75 gram.
- Baht = 4 salueng = 15,16 gram.
- Tamlung = 4 baht = 60 gram.[686]

Tal angives normalt i arabertals europæiske variant, men i officielle dokumenter anvendes thai skrifttegn, der stammer fra kinesiske tegn, bortset fra 0, der er sanskrit.
Klokken er ofte forståelig med tidsangivelse efter vestlig 24-timers system samt 12-timers cyklus (am/pm). Thaierne bruger imidlertid ofte selv en modificeret 6-timers tidsangivelse, inddelt i:
- 01:00-05:00 = 1-5 "tidlig morgen" (ti X, hvor X = tal).
- 06:00-11:00 = 6-11 "morgen" (X mong).
- 12:00 = "middag" (thiang wan).
- 13:00 = "eftermiddag" (bai mong).
- 14:00-17:00 = 2-5 "eftermiddag" (bai X mong).
- 18:00 = 6 "aften" (6 mong yen, udtales "hok mong yen").
- 19:00-23:00 = 1-5 "nat" (X thum).
- 24:00 = "midnat" (thiang khuen eller 6 thum, udtales "hok thum").

Valuta er thailandske baht, THB, hvor 1 baht består af 100 satang. I praksis bruges satang sjældent som betalingsmiddel, bortset fra supermarkeder og banker, mønter findes i værdierne 25-satang og 50-satang. Baht forekommer i 1-baht, 2-baht, 5-baht og 10-baht mønter; samt i 20-baht, 50-baht, 100-baht, 500-baht og 1.000-baht sedler. Thai-bahts kurs opgøres dagligt på Danmarks Nationalbanks kursliste.

### Religion
Forfatningen garanterer religionsfrihed.

#### Buddhisme
Buddhisme er den største trosretning. Religionen har tre hovedretninger, hvor therava buddhisme, der betyder "De ældstes lære", praktiseres i Thailand. Den har været statsreligion siden 1200-tallet og gennemsyrer samfundsliv og kultur. Størstedelen af befolkningen bekender sig til theravada-buddhismen, der også er den mest udbredte retning i Myanmar (Burma) og på Sri Lanka. Ifølge forfatningen skal kongen være buddhist, og stat og monarki har altid været nært knyttet til religionen. Den buddhistiske tidsregning, der starter ved Buddhas død, bruges ofte parallelt med den vestlige i Thailand. År 2018 svarer til år 2561 i buddhistisk tidsregning.
Nationen har flere end 300.000 munke, fordelt på mere end 40.000 templer. Thailændernes religionsdyrkelse adskiller sig dog en del fra den buddhistiske skriftlære. Man stræber ikke i samme grad som andre buddhister efter at opnå livscyklussernes endemål, nirvana, men koncentrerer sig om at forbedre dette liv eller det næste ved at gøre gode gerninger. Det anses for særligt meriterende i den forbindelse at give mad og anden hjælp til munke. Munkevæsenet nyder stor anseelse og respekt i det thailandske samfund, og enhver from, mandlig buddhist bør på et eller andet tidspunkt prøve at leve som munk. Det er der ikke mange, der gør, men alle offentligt ansatte mænd har ret til tre måneders betalt orlov, hvor de kan rejse væk og leve som munk. Alle større byer og bysamfund har et wat, en kombination af et kloster og et tempel, som meget af det offentlige liv er koncentreret om.
Flere end 70 procent af thailænderne bærer Buddha-amuletter ifølge en meningsmåling i 2018. Det kan skyldes religiøse årsager, eller fordi amuletten er modtaget som en gave fra respekterede ældre. De mest populære amuletter er dem, der ligner munkene Luang Pu Thuad fra Wat Chang Hai, der udgør 47 procent af alle amuletter, og Phra Somdej Toh, som 21,9 procent bærer. Næsten 57 procent bærer en amulet ud fra tro, åndelig afhængighed, eller amulettens beskyttelsesevne, 25 procent på grund af personlig religiøs overbevisning, og 14 procent grundet tradition og buddhistisk praksis. Fire procent bærer amuletter af andre grunde, herunder som trend.

#### Kulter
Kultlignende grupper er ikke ualmindelige i Thailand. I 2019 blev en "voldtægtssekt" på Koh Phangan afsløret, hvor kvindelige studerende påstod, at de blev lovet spirituel praksis, kun for at blive tvunget til sex eller voldtaget af kultens grundlægger. I 2021 halshuggede en ældre munk sig selv med et hjemmelavet apparat i et forsøg på at reinkarnere som et højere væsen (i Theravadabuddhisme skelnes mellem genfødsel og reinkarnation, sidstnævnte er en evig, uforanderlig sjæl). Hans tilhængere hjalp ham med at bygge genstanden og hjalp ham med at begå selvmord. I 2022 anholdt politiet 75-årige "fader" Thawee Nanra, der var leder af en religiøs kult, hvor tilhængerne ville gøre ville gøre næsten hvad som helst for "faderen", herunder at han efter sigende tvang sine kultmedlemmer til blandt andet, at drikke sin urin og spise sin afføring, for at helbrede fysiske sygdomme. Mere kendt er Dhammakaya-bevægelsen, en meget rig buddhistisk sekt, som kritikere og tidligere tilhængere kalder en kult.

#### Dhammakaya-bevægelsen
Dhammakaya-templet i den nordlige udkant af Bangkok er det største enkelt-tempel, med et areal på flere end 2.100 rai (thailandsk mål for areal, 1 rai = 1600m²), hvilket svarer til knap 4 km², eller næsten 10 gange Vatikanets størrelse. Templet er specielt kendetegnet ved nogle enorme Ufo eller rumskibslignende bygningskonstruktioner. Dhammakaya menigheden, som af nogle anses for kontroversiel, opstod i begyndelsen af 1900-tallet og inkluderer en speciel meditations-teknik. Bevægelsens følgere, der skal angiveligt tælles i millioner, er kendt for store masseceremonier.  Dhammakaya-bevægelsen har 84 såkaldte koordinations-centre i 31 lande, herunder to meditations centre i Danmark, i henholdsvis Juelsminde og Korsør. Bevægelsen har været en del i regeringens og mediernes søgelys i forbindelse med anklager om pengehvidvaskning, hvor Bangkok-tempelkomplekset blev besat af myndighederne i februar 2017. Der blev i alt rejst 308 kriminelle anklager mod Dhammakaya menigheden, blandt andet også for uberettiget brug af statsejet ejendom (jord) og overtrædelse af bygningsreglement. Udenlandske medier omtaler, at bevægelsen er blevet for populær og derfor udgør en trussel mod den etablerede magtelite – lige som udstødte premierminister Thaksin Shinawatra – blandt andre Tv-stationen Al Jazeera, hvis udsendelse, hvori det fremgik, straks blev afbrudt af censuren hos Thai-distributøren, True Vision. Kong Rama X beordrede den ledende munk, Phra Dhammachayo, frataget sine titler, svarende til en patriark i den katolske kirke, da han skjulte sig for myndighederne i forbindelse med de mange anklager.

#### Magi og åndetro
Overtro, magi, åndemaneri og astrologi trives i bedste velgående på alle samfundsniveauer i Thailand, side om side med dyrkelsen af buddhismen, der ikke har en egentlig gud. Ved siden af de fleste bygninger kan man se et sæt små, smukt udformede åndehuse, der huser stedets skytsånder. Virksomheder har derimod en lidt større helligdom (shrine) for Phra Phrom, thai repræsentationen af hindu guden deva Brahma. På særlige mærkedage bliver der stillet mad og drikke frem til ånderne. 

#### Islam
Islam udgøres et lille mindretal muslimer i Bangkok og på Isaan-sletten i landets indre egne, samt moken-folk, Chao Leh (ชาวเล - dansk: ~ mænd af havet), der ofte betegnes som Sea Gypsies (da: hav-sigøjnere, hav-nomader), i den sydlige del af landet, for eksempel Krabi-området. De tre sydligste provinser, ved grænsen til Malaysia, har derimod et stort muslimsk flertal.

#### Kristendom
Kristendom er repræsenteret af nogle få vietnamesere og katolske kinesere. Mindre end to procent af befolkningen er katolikker.

#### Konfucianisme
Mange af kineserne er tilhængere af den kinesiske lære, konfucianismen.

#### Religiøs korruption
Korruption i buddhistiske templer var der flere sager om i årene efter 2014-militærkuppet. De mest omtale var den såkaldte "jet-set munk", Wirapol Sukphol, tidligere kendt som "Luang Pu Nen Kham", der rejste i luksuriøs privatjet og havde Louis Vuitton-tasker, samt ejede mindst 83 luksusbiler og utallige jordarealer. Han flygtede til Frankrig og senere USA. Her blev den da 37-årige tidligere munk anholdt og udleveret til Thailand i juli 2017, blandt andet anklaget for bedrageri, hvidvaskning, børnebortførelse og voldtægt af en mindreårig pige. I august 2018 blev han idømt 114-års fængsel, der i praksis vil være begrænset til 20 år. Tillige blev værdier for 43 millioner baht (cirka 8,5 mio. DKK) konfiskeret.
En anden sag vedrørte det ofte omtalte "Tiger Tempel", Wat Pha Luang Ta Bua i Kanchanaburi provinsen, som adskillige turister besøgte på grund af de flere end 100 løsgående, fredelige (påståede) bengalske tigre. Med en entré fra 600 baht og op til 5,000 baht pr. person (120-1.000 DKK) flød millionerne ind i templet. Den 30. maj, 2016, blev templet ransaget af Department of National Parks, Wildlife and Plant Conservation (DNP), med hjælp fra politi og veterinær myndigheder, med begrundelsen at "enhver tiger i landet er et nationalt aktiv", og at "Tiger Templet havde en lang tradition for at udnytte regeringsejendom til personlig vinding uden tilladelse fra regeringen". Under ransagningen fandt myndigheder hundredvis af amuletter indeholdende tigerlegemsdele, samt et sortiment af skind og tænder i en lastbil, der forsøgte at undslippe. Desuden fandt man 60 døde babytigre i en fryser og konserveret i glas. I nærheden opdagede politiet et kompleks, som de mente tigertemplet anvendte til at holde levende tigre, før de slagtede dem for deres skind, kød og ben, som blev eksporteret til udlandet, eller sendt til restauranter i Thailand, der serverer tigerkød til rejsegrupper. Desuden var 150 hektar af tempelområdet ulovligt okkuperet skovområde, ud over det område, der oprindeligt var tildelt af staten til alene religiøst brug. Af de 147 tigre myndighederne konfiskerede og flyttede i 2016 var 86 af dem omkommet af Laryngeal paralysis (tungelammelse) grundet stress inden efteråret 2019. Sygdommen kan være almindelig blandt tigre og katte, og da tigrene fra templet var sibiriske og opfostret i fangeskab, havde de ikke naturlig immunitet. Myndighederne mente derimod af tigrene omkom grundet immundefekt fra indavl. Tiger Templet genåbnede i februar, 2018, som zoo, ikke inde i selve templet, men på et 32.000 kvadratmeter stort område ved siden af templet.
Også flere andre templer har været mistænkt for korruption, for eksempel når en munk havde råd et privat hus til en værdi af 200 mio. baht (40 mio. DKK). Kun 30% af nationens ca. 40.000 templer foretog i 2017 regulær bogføring af indtægter og udgifter. Nye foranstaltninger indførtes for at overvåge indkomst og udgifter, hvor hvert tempel fra 2018 skal levere kontobøger om daglige indtægter og udgifter, bankkontobøger og årsregnskaber til National Buddhism Office(NBO). Efter de adskillige skandalesager og dårligt omdømme, samt pres fra militærregeringen og egne religiøse organer, lancerede de buddhistiske munke i oktober, 2017, en række reformer. Munkene skulle blandt andet stoppe med at bede om donationer, og templerne holde op med at sælge hellige genstande inde i templet. Instruktionerne syntes rettet mod at gøre tempeløkonomierne mere gennemskuelige, samt imødegå kritik af kommercialisering. Mange thaier tror at generøse donationer til templer kan bringe god karma – princippet om at gode gerninger vil føre til en god fremtid – noget templer og munke har udnyttet.

#### Seksuelle overgreb
Der har de senere år været flere tilfælde af seksuelle overgreb i buddhist-templer, både pædofili og voldtægt. I landdistrikterne er det, at blive novice en billet for fattige drenge til at få gratis uddannelse, husly og økonomisk støtte. Uden ordentligt tilsyn er seksuelt misbrug udbredt, både blandt de ældre og yngre novicer, såvel som mellem munke og novicer. Abbederne kan misbruge deres autoritet til seksuelt overgreb mod drenge med lovning om straffrihed for fejl, idet de ved, at deres ofre ikke kan kæmpe imod, da de ofte enten kommer fra fattige familier, der kan bo langt væk, eller er forældreløse. Kommer seksuelle overgreb frem, kræver forældrene at munke, der har udført overgreb, bliver anholdt, kommer for en domstol og bliver sendt i fængsel. Hvis skandalerne når nyhederne, giver de gejstlige myndigheder løfter om bedre tilsyn. Ifølge medieartikler ofte "tomme løfter". En undersøgelse fra 2019 foretaget på omkring 100 nyhedsartikler om useriøse munke, viste at en tredjedel involverede seksuelle misforhold, hvor størstedelen af gerningsmændene var ældre munke med høj gejstlig uddannelse, heraf mange abbeder.
Sex med mindreårige under 15 år er lovmæssigt kategoriseret som voldtægt, uanset om der foreligger samtykke, med en maksimumsstraf på 20 år og/eller en maksimal bøde på 400.000 baht (cirka 80.000 DKK). Hvis barnet er under 13 år kan der idømmes livsvarigt fængsel. Domme kan øges med en tredjedel, hvis overgreb begås mod et barn under voldtægtsmandens tilsyn. Alligevel undgår de fleste pædofile munke loven, fordi de er beskyttet af en kultur af frygt, hemmeligholdelse og straffrihed i templer.

#### Sexskandaler
I 2025 kulminerede flere sexskandaler med sagen om kvinden "Golf", kælenavn for Wilawan Emsawat, der kom i politiets søgelys i juni måned, efter at en højtstående buddhistisk munk pludselig trådte tilbage, da han havde haft samleje med en kvinde. Efterforskning fandt beviser for, at Wilawan havde modtaget 380.000 baht (cirka 75.000 kroner) fra den tidligere abbed for Chuchitthammaram-templet i Ayutthaya-provinsen, Phra Thep Phatcharaporn, udbetalt fra templets bankkonto. Desuden havde abbeden overført 12,8 millioner baht (cirka 2,5 millioner kroner) til Wilawan fra sin private konto. Det viste sig, at 11 højtstående munke havde haft seksuelle forhold til Wilawan, der i alt havde modtaget 385 millioner baht (cirka 76 millioner kroner).
Skandalen medførte blandt andet, at kong Vajiralongkorn annullerede tidligere bekendtgørelse om, at give kongelige ordner til 84 ældre munke i anledning af hans fødselsdag den 28. juli.

### Nationale helligdage og højtider
Thailand fejrer en række nationale helligdage med relation til kulter, religion og kongehus. Offentlige institutioner og banker er normalt lukket på disse helligdage. Falder en helligdag i en weekend, forlænges der oftest med den følgende hverdag. Nogle helligdags-perioder kan variere i længde fra år til år, da myndighederne kan forlænge helligdags-perioden, typisk omkring nytårsfestligheder. På religiøse helligdage, såkaldte Buddha-dage, sælges der ikke spiritus, så barer og pubber er lukket. Forbuddet er de senere år håndhævet fra midnat til midnat. I 2025 er licenserede turiststeder, for eksempel hoteller og restauranter m.fl. undtaget, men der kan være regionale forskelle.
- 1. januar, Nytårsdag (vestligt nytår).
- Januar-februar, Kinesisk nytår, som følger månekalender og kan falde fra slutningen af januar til slutningen af februar. Fejres normalt tre dage i Thailand, især i områder præget af kinesisk indvandring og kultur, herunder Bangkok. Nogle kinesisk ejede virksomheder holder lukket.
- Februar-marts, Makha Bucha, Buddha-dag. Helligdag første fuldmåne i Maagh, den 11. måned i Hindu-kalenderen, hvor månen står nær stjernebilledet Magha, fejring af Buddhas lære om Ovada Patimokkha, Buddhas møde med hans første 1.200 disciple.[715]
- 6. april, Chakri dag (Chakri Memorial Day). Chakri-dynastiets, det nuværende kongehus', grundlæggelse af Phra Buddha Yodfa Chulaloke (Kong Rama I) i 1782.
- 13.-15. april, Songkran (thai nytår). Oprindeligt astrologisk fastlagt dato, der senere blev ændret til en fast dato. Indtil 1940 skiftede årstallet den 1. april, hvorefter det officielle årsskifte blev 1. januar. Song Kran festen er en af årets største højtider og blandt udlændinge mest kendt for sine vandkampe.
- 1. maj, Arbejdernes internationale kampdag
- 4. maj, Kroningsdag, Kong Vajiralongkorns kroning i 2019 fejres med ny national fridag fra 2020.[716]
- ca. 11. maj, Kongelig pløjeceremoni (Royal Ploughing Ceremony Day, thai: Raek Na Khwan). Datoen varierer fra 9. til 13. maj. En gammel asiatisk skik der markerer den rituelle begyndelse på risdyrknings-sæsonen, to hellige okser anvendes til at forudsige høstresultatet. Ceremonien ophørte under Rama V i forbindelse med moderniseringen af Siam, men blev genindført i 1960'erne af Rama IX. Ceremonien afholdes tillige i Cambodja.
- Maj-juni, Visakha Bucha, Buddha-dag. Månekalender dato, fejres over det meste af Asien som Buddhas fødsel eller illumination af Siddhārtha Gautama.
- 3. juni, Dronning Suthidas fødselsdag (ny fra 2019).[717]
- 28. juli, Kong Vajiralongkorns fødselsdag (ny fra 2017).
- Juli, Asanha Bucha, Buddha-dag. Første fuldmåne i 8. månekalendermåned, fejring af Buddhas første prædiken for fem disciple efter sin illumination.
- Juli, Wan Khao Phansa, faste (Buddhist Lent Day). Månekalender dato, kaldes for begyndelsen af fasten, de tre måneder Buddhistiske munke holder sig i templerne, hvor Vassa, regntiden begynder, og det derfor er vanskeligt at vandre rundt.
- 12. august, Mors dag (Mother's Day), Dronning Sirikit Dronningmors fødselsdag.
- 13. oktober, Nawamindra Maharaj Day (Niende store konge), Kong Bhumubols dødsdag (nyt navn 2023).[718]
- 23. oktober, Chalalongkorn dag. Markerer Kong Chulalongkorn den Stores (Rama Vs) dødsdag i 1910. Rama V betragtes som det moderne Thailands fader.
- Oktober, Wan Ork Pansa, fasten (Buddhist Lent) slutter, dog ikke national fridag.
- November, Loy Krathong, første fuldmåne i november. Fest til ære for flodens gudinde, hvor der sættes (loy) små bananpalmebåde (kratong) dekoreret med blomster, lys og røgelsespinde i vandet.
- 5. december, Nationaldag og fars dag (the National Day and the Father’s Day), nyt navn fra maj 2019, Kong Bhumibols (Rama IX's) fødselsdag.[719]
- 10. december, Grundlovsdag (Constitution Day). Fejring af Thailands første permanente forfatning (konstitution) i 1932.
- 31. december, Nytårsaften. Offentlige kontorer og banker er lukket.

#### Officielle helligdage 2025
Nogle helligdage følger Månen, og er forskellige datoer hvert år, andre fridage gives som erstatning for en weekend-helligdag (lørdag eller søndag). Der kan tilkomme flere fridage i løbet af året.
- Onsdag 1. januar: Nytårsdag
- (Onsdag 29. januar): Kinesisk nytår, ikke helligdag, men mange kinesiske virksomheder er lukket
- Onsdag 12. februar*: Makha Bucha Day
- Søndag 6. april: Chakri Memorial Day
- Mandag 7. april: Erstatning for Chakri Memorial Day (Søndag den 6. april)
- Søndag 13. til Tirsdag 15. april: Songkran Festival
- Onsdag 16. april: Erstatning for Sonkran (søndag den 13. april)
- Torsdag 1. maj: National arbejderdag
- søndag 4. maj: Kroningsdag
- Mandag 5. maj: Erstatning for Kroningsdag (søndag den 4. maj)
- Fredag 9. maj: Kongelig pløjedag (regeringskontorer lukket, banker åbne)
- Søndag 11. maj*: Wisakha Bucha Day
- Mandag 12. maj: Erstatning for Wisakha Bucha Day (søndag den 11. maj)
- Tirsdag 3. juni: Dronning Suthidas fødselsdag
- Torsdag 10. juli*: Asarnha Bucha Day
- Fredag 11. juli*: Buddhist Lent Day
- Mandag 28. juli: H.M. kongens fødselsdag
- Tirsdag 12. august: H.M. Dronning Sirikits fødselsdag, tillige Mors dag
- (Tirsdag 7. oktober): Fasten, Buddhist Lent, slutter, ikke helligdag
- Mandag 13. oktober: Nawamindra Maharaj Day, mindedag for afdøde kong Bhumibol
- Torsdag 23. oktober: King Chulalongkorn Memorial Day, mindedag for Rama V
- (Onsdag 5. november): Loy krathong, ikke helligdag
- Fredag 5. december: Nationaldag og fars dag, HM (afdøde) kong Bhumibols fødselsdag
- Onsdag 10. december: Grundlovsdag (Constitution Day)
- Onsdag 31. december: Nytårs aften

*) betyder at salg og servering af alkohol er forbudt på disse dage, dog kan visse licenserede turiststeder, såsom hoteller og restauranter m.fl., være undtaget.

### Skole og uddannelse

#### Skolesystem
Et stykke ind i 1900-tallet var uddannelsessystemet knyttet til munkevæsenet, men siden 1921 har der været almen skolepligt. Myndighederne har prioriteret uddannelse højt i de seneste årtier, og næsten alle børn over seks år går i skole. Analfabetismen er blandt de laveste i Asien. Der er grundskoler i alle kommuner, men på landet er det stadig almindeligt, at skolen bliver forsømt, fordi barnet skal hjælpe til hjemme.
Der er gratis uddannelse i op til 15 år for alle borgere, fra børnehave til high school (gymnasium). Børn fra fattige eller meget fattigere familier, som der i 2018 var 600.000 af, får ekstra økonomisk støtte fra regeringen, i 2018 fra 500 baht til 1.500 baht (cirka 100 til 300 DKK) pr. semester (skolehalvår), og de meget fattigere yderlige 800 baht (cirka 160 DKK).
Skolesystemet er baseret på Anuban 1-3, hvilke er børnehaveklasser (Kindergarten K1-K3). Derefter følger 6 års grundskole Prathom (Primary), P1-P6, begyndende fra 6-7 års alderen. Højere skolegang er yderlige 6 år i Matthayom M1-M3 (lower secondary) og M4-M6 (higher secondary). Sammenlignet med internationalt skoleniveau (og USA) svarer Anuban 3 til Year 1 (USA KG), Prathom 1 til Year 2 (USA Grade 1) og Prathom 6 til Year 7 (USA Grade 6, Middle-school), Matthayom 1 til Year 8 (USA Grade 7) og Matthayom 4 til Year 11 (USA Grade 10). M1 og M2 modsvarer USAs Junior High (mellemskole), M3 og M4 svarer til High School (Freshman og Sophomore), og M5 og M6 er lig Junior og Senior. I forhold til dansk skolesystem kan P1-M3 nærmest sammenlignes med folkeskolen, og M4-M6 med gymnasiet. Foruden de offentlige skole (svarende til danske folkeskoler) findes der en række private skoler, heraf mange som kostskoler og en del tosprogede, ofte kaldt "English program school" (EP school) eller "bi-lingual school". Desuden findes et enkelt militærakademi på secondary niveau (fra 10-12 års alder), Armed Forces Academies Preparatory School, samt fire på universitetsniveau.
Ifølge Office of the Private Education Commission (OPEC, dansk: Kontoret for den Private Uddannelses Kommission) var der i 2017 registreret flere end 180 internationale skoler, hvoraf adskillige underviser efter British National Curriculum  eller Cambridge Assessment International Education (Cambridge certificeret).

#### Videregående uddannelse
Hver femte gymnasieelev læser videre ved en af de 20 statslige eller 26 private universiteter og højskoler. Landets ældste universitet, Chulalongkorn University, ligger i Bangkok og blev grundlagt i 1917. Otte af Thailands universiteter er på Verdensranglisten (QS World University Rankings), Chulalongkorn University øverst som nummer 245, med placering som nummer 51 inden for specialerne kemiteknologi og moderne sprog (2017) – med på listen er blandt andre også Chiang Mai University og Thammasat University. Også de private skoler er under statslig kontrol, og staten yder tilskud. Antallet af private skoler er faldende i hovedstadsområdet, da arvinger til skolernes grundlæggere finder grundværdien for høj i forhold til forretningen at drive en skole, og de sælger i stedet grunden eller anvender den til andre formål. I provinsen er antallet af private skoler derimod stigende. Der er i alt omkring 12 millioner skoleelever (2014/15), regnet fra børnehaveklasse til gymnasiet, heraf cirka fem millioner i omkring 8.000 private skoler.
Skoleåret består af to terminer, løbende fra maj til oktober, og november til april, skoleåret er således fordelt over to halv-kalenderår og forskudt fra mange vestlige landes skoleår. Internationale skoler følger imidlertid ofte det vestlige skoleår.
Thailand anvendte i 2013 6,42.% af BNP (Bruttonationalprodukt), eller 805 milliarder baht (cirka 160 milliarder DKK) til uddannelse, heraf 71 % eller 510 milliarder bath til basisuddannelser. De seneste gennemsnitlige år-til-år stigninger i udgifter til basisuddannelser udgør ca. 7%. Antallet af studerende var 12,4 millioner i 2013, et fald i løbet af en femårs periode, hvor antallet i 2008 lå på 13,1 million. Til sammenligning brugte Danmark 6,9 procent af BNP til uddannelse i 2009 og 6,5 procent i 2018, EU-gennemsnit lå på henholdsvis 5,2 procent og 4,6 procent.

#### Skoleuniformer
Skoleuniformer blev indført under kong Rama Vs regeringstid (1868-1910), hvor fundamentet blev lagt til Thailands uddannelsessystem. Dengang fik kun drenge lov til at gå i skole. Deres uniform var en hvid traditionel kravefri skjorte og knælange shorts, samt en stråhat eller tørklæde i skolens farver. Senere blev skjortefarven skiftet til grå for lettere vedligeholdelse. Fra 1913 fik piger også lov til skolegang, og deres uniform var en traditionel lang nederdel i en solid farve. Efter 1932-revolutionen fik de studerende tillige militær træning fra klassetrin Mathayom 2, svarende til 8. klasse, og måtte derfor bære khaki-farvet uniform og en hat med emblemet: "Vi elsker vores nation mere end vores liv". De nuværende skoleuniformer stammer fra afslutningen af WWII.
Skoleuniformsregler er altid blevet håndhævet strengt. Med virkning siden 2008 bestemte paragraf 5 i School Uniform Act, at manglende brug af skoleuniform kan resultere i disciplinære handlinger. Undervisningsministeriet udstedte også en beskrivelse, der specificerer, hvad de studerende skal have på. Derfor var mange chokerede, da adskillige elever i 2020 protesterede og mødte i skole i deres eget tøj, i stedet for uniform.
En dag om ugen skal eleverne bære spejderuniform. Undervisningsministeriet nægtede i december 2023, at afskaffe spejderuniformerne, trods en offentlig meningsmåling viste et overvældende flertal på 85 procent, som ønskede, at uniformerne skulle erstattes af fritidstøj, gymnastiktøj eller normale skoleuniformer. Den 23. april 2025 meddelte Undervisningsministeriet, at det giver skolerne mulighed for selv at bestemme, hvad eleverne skal bære af tøj under aktiviteter. Tre typer beklædning anerkendes: traditionel spejderuniform, træningstøj og afslappet påklædning, hvor skolerne frit kan vælge, hvad der er passende.
Også skolefrisurer, hvor alle skal have den samme og elever som afstraffelse, kunne risikere at få klippet håret foran alle skolens andre elever ved morgensamlingen, protesterede eleverne mod. Som resultat af vedvarende protester og et første skridt mod frihed og respekt for børns rettigheder, instruerede Hovedstaden Bangkoks Administration den 28. juni 2023, 437 skoler om, at lade deres elever gå i eget tøj én dag om ugen. Desuden skulle skolerne indgå en aftale med eleverne om mere frit valg af frisurer. Skolerne måtte ikke længere krænke elevernes rettigheder og frihed eller forårsage psykiske lidelser, ved at tvangsklippe deres hår eller genere dem offentligt. I marts 2025 annullerede den øverste forvaltningsdomstol den gamle forordning fra 1975. Den var baseret på et direktiv, der oprindeligt kom fra en militær ordre fra 1972, som havde til formål at gøre eleverne til "model-borgere". Dommen markerede en betydelig sejr for personlig frihed i uddannelsesmiljøer, hvilket afspejler bredere samfundsmæssige ændringer.
Den 16. maj 2024 udsendte undervisningsminister, Permpoon Chidchob, et brev med, at alle skoler kan træffe deres egne beslutninger om, hvorvidt de vil tillade elever at gå til undervisning i elevuniformer eller andre passende tøj. Den nye politik er beregnet til at hjælpe forældre, med at klare de stigende leveomkostninger. Avisen Khosod skrev den 10. maj, at skoleomkostningerne var steget med 43 procent til et rekordhøjt niveau på grund af højere studieafgifter, instruktionsgebyrer og stigende priser på skoleartikler, der beløber sig til anslået 60,322 milliarder baht, ifølge University of the Thai Chamber of Commerce (UTCC).

#### Kritik af skolesystemet
Trods den høje andel af BNP anvendt på uddannelse, ligger thailandske skoleelever lavt i internationale sammenlignende prøver, for eksempel i PISA, der måler 15-åriges skolemæssige præstationer. Ud af 81 lande lå Thailand i 2022 som nummer 63 generelt, nummer 58 i matematik ned fra nummer 56 i 2018, nummer 64 i læsning op fra nummer 66 – trods point i læsning var ringere, 379 mod tidligere 393 point – og nummer 58 i faget videnskab ned fra 52. I engelskkundskaber for ikke indfødte engelsktalende, lå thailandske elever i 2020 som nummer 89 ud af 100 målte lande og næstlavest blandt ASEAN-landene. Til sammenligning lå Danmark som nummer to og Holland på førstepladsen. Det thailandske skolesystem bliver ofte anklaget for at være gammeldags, centraliseret eller top-styret og med for meget nationalistisk ideologi. Der har været protester fra skoleelever om ændring af undervisningssystemet, blandt andet i 2020. Da general Prayut Chan-ocha kom til magten i 2014 fastsatte han 12 værdier for uddannelse:
1. Loyalitet over for nationen, religionen og monarkiet.
2. Ærlighed, opofrelse, udholdenhed og ædel ideologi til det større gode.
3. Taknemmelighed til forældre, værger og lærere.
4. Flid i at tilegne sig viden, via skolestudier og andre metoder.
5. Bevarelse af thailandske skikke og traditioner.
6. Moral og god vilje over for andre.
7. Korrekt forståelse af demokrati med kongen som statsoverhoved.
8. Disciplin, respekt for loven og lydighed over for de ældre borgere.
9. Konstant bevidsthed om at praktisere gode gerninger hele tiden, som undervist af Hans Majestæt Kongen.
10. Udøvelse af selvforsynende økonomi i overensstemmelse med Hans Majestæt Kongens lære.
11. Fysisk og mental styrke. Nægtelse af at overgive sig til religiøse synder.
12. Holde nationens interesse over sig selv.

Selv skolereformforslag fra 2021 kritiseres for, at "fokusere på børns pligter og forpligtelser i stedet for at vejlede og opmuntre dem til at udforske". For eksempel dikterer den nye lovgivning, at elever i alderen fra seks til 12 år lærer om deres rettigheder og pligter, hvilket vil sige "stolthed over deres nation, religion, monarki og konstitutionelle monarki, tilstrækkelighedsøkonomiens filosofi – også kaldt effektivitetsøkonomi, en thailandsk udviklingsmetode, der tilskrives afdøde kong Bhumibol Adulyadejs "tilstrækkelig økonomi"-filosofi – planlægning for deres fremtid, og tillige blive smart i matematik, naturvidenskab, teknologi, computere, thailandsk- og fremmedsprog, samt kultur og historie. Det forventes også at børnene begynder at udforske karrierevalg i den alder. Kritikere mener, at regeringsforslaget designer skolesystemet til at kontrollere børn fra en tidlig alder og lære dem færdigheder baseret på statens ønsker og behov, uden fleksibilitet. Både lærere og børn forventes at gøre, hvad staten vil.

## Det thailandske køkken
Det thailandske køkken er en fusion af forskellige kulturer, herunder de mange kinesiske indvandrere.
Den thailandske nationalret er pad thai – oprindeligt kaldt for Guay Tiew Pad – der er stegte nudler med æg og kylling og/eller rejer, samt bønnespirer og forårsløg. Tilsætning af fiskesovs, tamarind-juice og palmesukker giver den sur-søde smag. Pad Thai er en yndet form for streetfood – mad fra gadekøkkener – elsket af mange udlændinge, og denne ret er lige så populær som Tom Yum Goong (rejesuppe) og traditionel omelet på ris. Pad thai er opført i Oxford English Dictionary som kategori C2 internationalt ord, hvilket sætter det på niveau med ord som pizza fra Italien. Retten blev "opfundet" og indført efter 1932-revolutionen, hvor magthaverne ønskede en "ikke kinesisk inspireret" nationalret.
En anden forklaring på pad thais oprindelse siger, at det var premierminister og feltmarskal Plaek Phibunsongkhram, også kaldt Chomphon Por og i Vesten benævnt som Phibun (Pibul), der indførte pad thai på grund af rismangel under WWII, hvor man i stedet kunne anvende stegte risnudler tilsmagt med lokale thailandske krydderier.
I 2020 og 2021 kårede CNN Travel thailandsk massaman curry – en relativt mild karryret i kokosmælk tilsat lokale krydderier, blandt andet kanel, og tilberedt med kartofler og en af adskillige slags kød, ofte kylling – som nummer et i listen "The World’s 50 Best Foods" (dansk: Verdens 50 bedste retter). Yderligere to thailandske retter var med på top-50 listen, henholdsvis tom yum kung (kan også skrives som tom yum goong), en stærkt krydret suppe med rejer, som nummer otte, og som tam-papayasalat som nummer 46. Tom tum kung regnes for den mest populære suppe i Thailand og blev tillige i 2021 kåret af CNN, som værende blandt verdens 20 bedste supper.

### Historie
Der er stort set ingen skriftlige overleveringer på thai om mad under Ayutthaya-perioden (1351-1767), angiveligt fordi folk dengang ikke tillagde det stor betydning, da man ikke behøvede arbejde hårdt, for at skaffe råvarer til mad. Udlændinge bemærkede i perioden 1620-1628, at alkoholiske drikke var populære. Både gamle vægmalerier og udenlandske beskrivelser viser, at folk spiste sammen, men med kvinder og mænd adskilt i såvel køn som social klasse. Søde sager har tilsyneladende heller ikke været gængse på den tid, da sukkerrørsplanten først blev almindelige langt senere. Derimod brugte man gæret fiskesovs, nam plaa (vand fisk), som dengang blev fremstillet af ferskvandsfisk i stedet for saltvandsfisk. Tørret fisk og vandmelon vides også at have været på menuen, men man spiste fisken hel, hvor den i dag er udskåret eller most.
Kylling i rød karrysovs, sprød thailandsk omelet og chilipasta er tre af de århundrede gamle thailandske retter, som stadig er almindelige i dag. Disse tre retter er nævnt blandt et dusin forskellige måltider, der blev tilbudt de buddhistiske munke i Templet for den Jadegrønne Buddha, Wat Phra Kaew, i 1809 i Bangkok, under kong Rama Is regeringstid. En kendt thairet som tom yum goong, suppe med rejer, er derimod lidt af et mysterium, da der ikke er nogen tidlige skriftlige kilder, men suppen angiveligt eksisterede allerede under Ayutthaya-riget, da Chao Phraya-floden var rig på ferskvandsrejer.
Brugen af gaffel og ske blev indført under kong Chulalongkorn (1853-1910) under hans regeringstid som Rama V (1868-1910), i forbindelse med adoption vestlig kultur. Mindre gafler og skeer passede bedre til thairetter, der allerede under tilberedningen var udskåret i små stykker, i stedet for store gafler og store knive. Det var også en erstatning for at tage mad og ris med hånden, hvilket er traditionelt i sydøstasiatisk kultur. Modsat den vestlige tradition med at servere retter enkeltvis, og før det blev almindeligt at anrette dem på en tallerken, serverede man normalt ris og et antal forskellige retter på samme tid, hvilket stadig er kutyme ved traditionelle thaimåltider.

### Gadekøkkener
Gadekøkkener – som er små restauranter på fortove eller andre ledige pladser langs gader, for eksempel foran forretninger eller på parkeringsarealer, stort set alle steder, hvor der er plads – er populære spisesteder, især i aften og nattetimer, men også om dagen til frokost. Gadekøkkener er ofte mobile, for eksempel en motorcykel med køkken på en sidevogn, eller et lille køkken monteret med hjul, så det nemt kan flyttes. Mange steder åbner en gadekøkken-restaurant på fortovet, når en butik lukker om aftenen. En del gadekøkkener er franchise, et købt koncept, men der findes også mere originale, hvor et enkelt gadekøkken i Bangkok har opnået Michelin-stjerne. Michelinguiden indeholder dog flere henvisninger til gadekøkken madretter, 60 i 2018-udgaven, til priser fra 30 baht (cirka 6-7 DKK).
Klassiske eksempler på gadekøkkenretter er "æg-nuddel-suppe" (ba me nam), "dybstegt grønkål med sprødt flæskekød" (pad kana moo krob), og "(stærkt) krydret sprødt flæskekød med bønner og kogt ris" (pad prik gaeng moo krob). Det sprøde flæskekød (engelsk: crispy pork. thai: moo krob) kan godt sammenlignes med dansk flæskesteg.
En anden gadekøkkenret et Thailands mest berømte salat, som tam-papayasalat, der tilberedes i en morter. Den består af hvidløg og chili, tamarindjuice, fiskesovs, jordnødder, tørrede rejer, tomater, limejuice, sukkerrørspasta, lang grønne bønner og en håndfuld revet grøn papaja.

## Sport
Muay Thai ("Thaiboksning") er en nationalsport i Thailand, det er en form for kickboksning, hvor alle dele af kroppen må rammes, undtagen baghovedet, ryggen samt skridtet. Alle dele af legemet, undtagen hovedet, må bruges til at angribe modstanderen. Den anden form for boksning, der er bedre kendt i Vesten, dyrkes også i Thailand, og landet har vundet medaljer i boksning ved de Olympiske lege.
Fodbold er med tiden blevet mere populært at følge med i end thaiboksning. Thailands fodboldlandshold har deltaget i AFC Asian Cup flere gange og nåede semifinalen i 1972. Landet har været vært ved Asian Cup to gange, i 1972 og i 2007. I 2007 deltes Thailand, Indonesien, Malaysia og Vietnam om værtsskabet. Mange thailændere følger også med i engelsk fodbold.
Volleyball er en hurtigt voksende sport i Thailand og er en af de mest populære sportsgrene. Kvindernes landshold i volleyball har ofte deltaget ved VM i Volleyball, World Cup og World Grand Prix og i de asiatiske mesterskaber. De har vundet det asiatiske mesterskab et par gange og det asiatiske cup engang. Mændenes landshold er i fremgang.
Sepak takraw er en sport der stammer fra Thailand. Sporten minder om volleyball, men adskiller sig ved at der spilles med en lille bold lavet af rotting, og kun tillader spillerne at bruge deres fødder, knæ, brystet og hoved for at røre bolden.
Motionsløb er blevet udbredt de senere år. Ofte ses motionsløbere tidligt om morgenen, før solen får fat, eller i begyndelsen af aftenen. Overalt i landet afholdes forskellige løb, inklusive halvmarathon og marathon. Udlændinge har mulighed for at deltage.
Golf er udbredt med omkring 250 baner fordelt over hele nationen. Thailands golfhistorie går tilbage til 1923, da kong Vajiravudh (Rama VI) blev interesseret i golf og forestod opførelsen af en kongelig golfbane Hua Hin. Thailand Golf Association stammer fra 1964 og året efter begyndte man at organisere Thailand Open til professionelle golfspillere. Det varede dog 27 udgaver af turneringen før en indfødt golfspiller, Suthep Meesawat, fik den nationale titel i 1991.

### Sportgrene med dyr
Buffalo Fighting, eller Thai Bullfighting, er en meget populær og ikke dødelig kamp mellem to vandbøffel tyre. Sporten er specielt populær i det sydlige Thailand, hvor der afholdes regelmæssige kampe, og ved specielle lejligheder som nytår og Songkran afholdes Water Buffalo Fighting Festival of Thailand på Koh Samui. I modsætning til i spansk tyrefægtning, hvor tyre bliver dræbt, så er Buffalo Fighting en temmelig harmløs konkurrence, baseret på dyrets naturlige adfærd, og bygget op omkring gamle skikke og ceremonier. Den første buffalo, der vender om og går væk betragtes som taber. De spilleglade thaier satser op til ganske store beløb på kampene, der kan indbringe relativt mange penge til buffalo-ejeren. Det anslås at spilleomsætningen på Buffalo Fighting udgør 73 mia. baht (cirka 14 mia. dkk) årligt, og i enkeltstående kampen kan der være 20 mio. baht (cirka 4 mio. dkk) i spil. Tyrene handles fra 100.000 baht (cirka 20.000 dkk) og op til 10 millioner baht (2 mio. dkk). Der er 28 kampsteder i det sydlige Thailand, alene 12 i Songkhla-provinsen. Trods kritik fra visse dyreværnsorganisationer anses sporten som et middel til at bevare mangfoldigheden af vandbøffelarter, hvor nogen skønnes at ville været uddøde, hvis ikke det var for tyrekampene. Det siges at ejerne passer deres vandbøfler bedre, end deres egne børn.
Hanekamp, på engelsk cock fight, er oprindelig en blodsport og var det også i Thailand, men i dag er metalsporer og kamp til døden forbudt. Nutidens kamphaner behandles som professionelle boksere, hvor ejere tager sig godt af dem. Mesterhaner handles for hundredtusindvis af baht. Kamparrangører opfordres til at bruge farver til at differentiere hver deltager, svarende til thaiboksning, hvor der bruges blå og rød farve. Derudover bør konkurrerende dyr forsynes med beskyttelsesudstyr, for at reducere risiko for skader. Dyrekampe "skal udføres med dyrenes velfærd for øje".
Dyresportsvæddemål er tilladt under strenge betingelser – selv om spil generelt er forbudt – så længe arrangøren opnår en tilladelse og overholder de regler, der er fastsat af ministeriet. Det gælder både for bøffel- og hanekamp, men også øvrige sportsgrene med dyr, som hestevæddeløb, kovæddeløb og kampe mellem siamesiske kampfisk. Hanekamp og siamesiske kampfiskekampe er kun tilladt i weekenden og må heller ikke afholdes på buddhistiske helligdage.

## Thailand og Danmark
Danmark og Thailand har haft forbindelser siden 1621 og formelle diplomatiske forbindelser i mere end 160 år. Siden slutningen af 1800-tallet har danskere arbejdet og været bosat i Siam (Thailands navn indtil 1939), hvor de var blandt de nationens indflydelsesrige og stærkt repræsenteret i både hæren og flåden.
Som eksempel på forbindelser, havde Bangkoks første seks kilometer lange sporvognslinje, Bangkok Tramway Company etableret i 1888, danskerne Andreas du Plessis de Richelieu som bestyrelsesformand og Aage Westenholz som administrerende direktør. Sporvognene blev trukket af fire ponyer, som selskabet havde 300 af. I 1894 overgik sporvejene til et helt danskejet selskab og blev elektrificeret, fem år før den første elektriske sporvogn i Danmark. Westenholz havde også ambition om at forbedre infrastrukturen på Chao Phraya-floden, der løber gennem Bangkok, hvor lokale færger sejlede fra den ene flodbred til den anden. Han etablerede Maenam Motorboat Company i 1906 som udførte rutesejlads langs floden med skiftede landgang på begge sider, hvilken er grundlaget for de flodbusser, der sejler i dag. Selskabet forblev i drift indtil WWII.
I forbindelse med elektriske sporvogne var der behov for stabil elektricitetsforsyning, hvorfor The Siam Electricity Company Limited blev etableret i 1888 af Andreas du Plessis de Richelieu med hovedsæde på Palægade i København, efter at et amerikansk selskab, der skulle forsyne hele Bangkok med elektricitet, fejlede opgaven. Selskabets elektricitetsværk blev placeret ved Wat Lieb og brugte træ, kul og olie samt frøskaller som brændstof. I 1939 skifte det navn til Thailand Electricity Corporation Company Ltd. indtil 1950, hvor koncessionen udløb og selskabet blev overtaget af den thailandske stat, navnet er i dag Metropolitan Electricity Authority (MEA).
Thailands første jernbane fra Hua Lamphong i Bangkok til den sydlige forstad Samut Prakan blev bygget af danske ingeniører i 1891, Banen, den eneste privatbane i landet, var ejet af det danske selskab The Paknam Railway Co. Ltd. på en 20-åris koncession. Selskabet var oprettet af de danske brødre Andreas og Louis de Richelieu samt en en britisk navigator, Alfred John Loftus. Banen åbnede i 1893 og var i drift indtil 1959, hvor den blev udkonkurreret af biler og busser. Det nedlagte baneterræn blev efterfølgende forlængelse af Rama IV Road, Siams første egentlige vej. Kort efter etablerede den danske erhvervsmand, H.N. Andersen, firmaet Andersen & Company, der byggede jernbanen til Nakhon Ratchasima — et projekt påbegyndt af et britisk selskab, der opgav at fuldføre banen — og overvågede tillige opførelsen af den første rute mellem Bangkok og Ayutthaya, som åbnede i 1896-1897.
Allerede i 1858 indgik Danmark og Thailand en "venskabs, handels og navigations traktat", der øgede samhandlen mellem de to stater trods den lange afstand. I 1910 var danske produkter de sjettemest importerede, og Danmark det tredjestørste eksportmarked. Især ØK (EAC, East Asiatic Company Ltd.) tegnede sig for en væsentlig del af samhandelen, som blev transporteret på ØK's egne skibe. Da rederiet fik bygget verdens første ocenangående motorskib, M/S Selandia, hos B&W i 1911 gik jomfrurejsen til Bangkok, hvor ØK havde sin egen kaj og lagerhuse, stedet er i det kendt som den mondæne havnepromenade Asiatique.
Siam Commercial Bank Limited (i dag forkortet SCB) — den første bank i Siam (Thailand) og i dag en af de fem største banker — blev oprettet i 1906 under kong Rama V's kongelige foranledning og åbnede officielt den 30. januar 1907, efter at den danske flådeansvarlige, Andreas du Plessis de Richelieu, havde præsenteret initiativet til at etablere et banksystem i Siam for Hendes Kongelige Højhed, Prinsesse Maha Chakri Sirindhorn Krom Muen Mahisornrajharuthai, som var finansminister på det tidspunkt. Danske forretningsmænd som H.N, Andersen, grundlægger af Andersen & Company, og Isak Glückstadt, direktør for Den danske Landmandsbank (i dag Danske Bank) i København, samt den danske finansmand C.F. Tietgen — en af dansk industris store drivkræfter, med udgangspunkt i Privatbanken (i dag Nordea) — spillede også en vigtig rolle i etableringen af Siam Commercial Bank.
Da kong Vajiravudh (Rama VI) i 1913 ønskede, at Siam skulle have sin egen cementproduktion, i stedet for at importere dette, hovedsageligt gennem ØK, henvendte han sig til Danmark for et samarbejde. Løsningen blev, at den danske virksomhed F.L. Smidth & Co. kom til at bygge den første cementfabrik, Siam Cement Co. (i dag Siam Cement Group, forkortet SCG), hvor danskeren Oscar Schultz blev direktør. Fabrikken blev placeret i Bangsue, i sumpområderne uden for Bangkok, på en ø omgivet af kanaler og jernbanelinjer til transport af materialer. Her blev der også bygget villaer til det danske personale. I 1974 overtog Thailand ledelsen af SCG, der i dag er en af de største virksomheder noteret på Thailands børs.
Da Thai Airways International blev stiftet i 1960, var det som et joint venture mellem Thai Airways Company og SAS. Efter at have hjulpet selskabet i gang blev SAS i 1977 købt ud, så selskabet blev 100 procent ejet af den thailandske stat. De to selskaber samarbejder dog stadig, da de begge er medlemmer af Star Alliance. 

### Rejsende, turister og fastboende
I 2017 ansøgte 52.595 thailændere om Schengenvisa hos de nordiske repræsentationer i Thailand, herunder 14.340 til Danmark (næstflest efter Sverige), hvoraf 13.460 blev godkendt. Omkring 135.000 danskere rejste til Thailand i 2017, heraf 123.500 som turister. I 2023 var tallet 134.000 på ferierejse til Thailand. Flere end 11.500 thailændere er bosiddende i Danmark – stigende fra knap 900 i 1990, til 6.248 i 2008 – mens omkring 6.000 danskere er bosiddende i Thailand.

### Danske virksomheder i Thailand
Der er flere end 100 danske virksomheder, der har etableret sig i Thailand med over 50.000 medarbejdere. Aktiviteterne spænder over adskillige brancher, inklusive service- og konsulentvirksomhed, fremstilling og ingeniørvirksomhed, transport, logistik og shipping, sundhed og biovidenskab, energi og miljø, samt design og kreative industrier.
Eksempler på danske virksomheder i Thailand
- Christiani & Nielsen, entreprenørvirksomhed og rådgivende ingeniørfirma (i dag thaiejet).
- Royal Copenhagen, (tdl. Den kongelige Porcelænsfabrik), fremstilling af porcelæn.[771]
- Ecco Sko, design og fremstilling af sko.
- GPV, elektronik fremstilling.[772]
- JYSK, varehuse, salg af sengetøj og møbler (franchise).[773]
- Linak, fabrik og distributionscenter.[774]
- Mærsk, shipping.
- Pandora, design og fremstilling af smykker.
- Thai-Denmark, mælk (i dag thaiejet).
- ØK (EAC, East Asiatic Company Ltd.), tidligere teaktræ og modermælkserstatning (under varemærket Dumex).

Dansk eksport til Thailand udgjorde i 2017 en værdi af 10,7 milliarder baht (cirka 2,1 milliarder DKK) og import fra Thailand 13,7 milliarder baht (cirka 2,7 milliarder DKK).